# Liste der Museen in Thüringen
Die Liste der Museen und Heimatstuben in Thüringen führt Museen bzw. Heimatstuben in Thüringen auf, geordnet nach den Namen der Gemeinden, in denen sie sich befinden.

## A

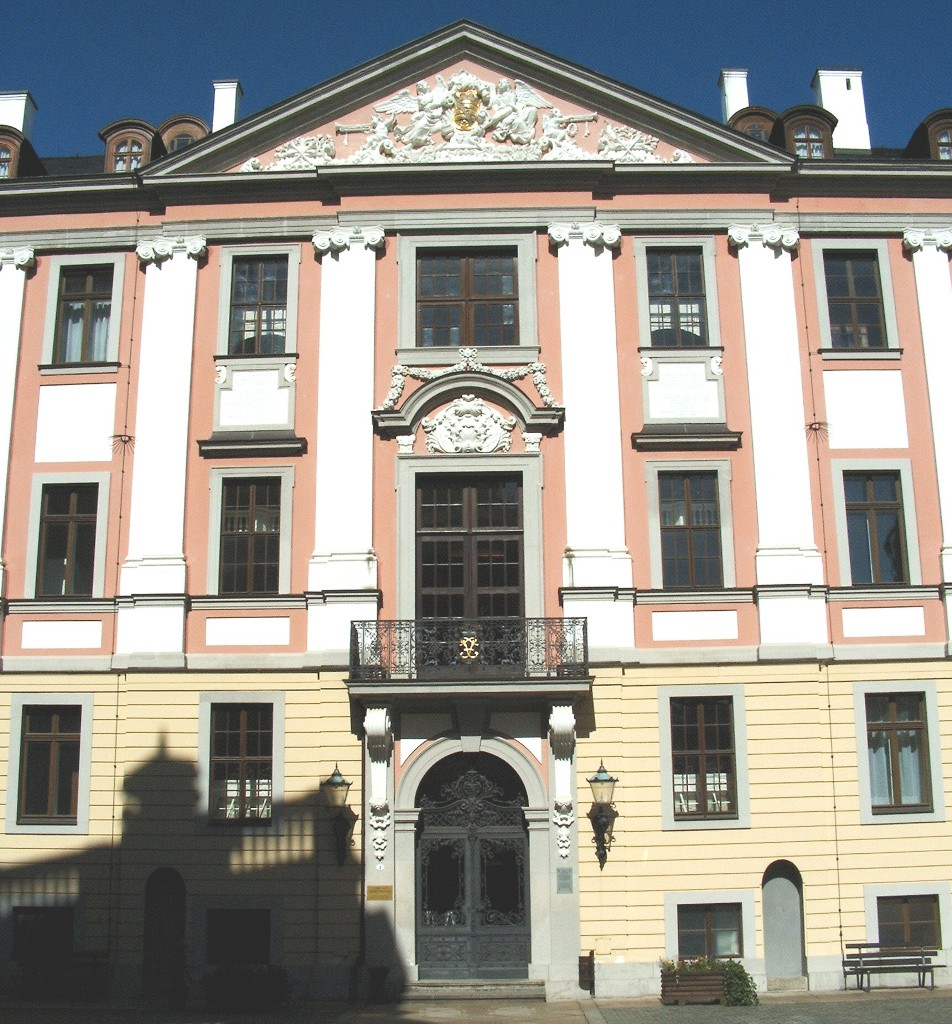
Schloss Altenburg

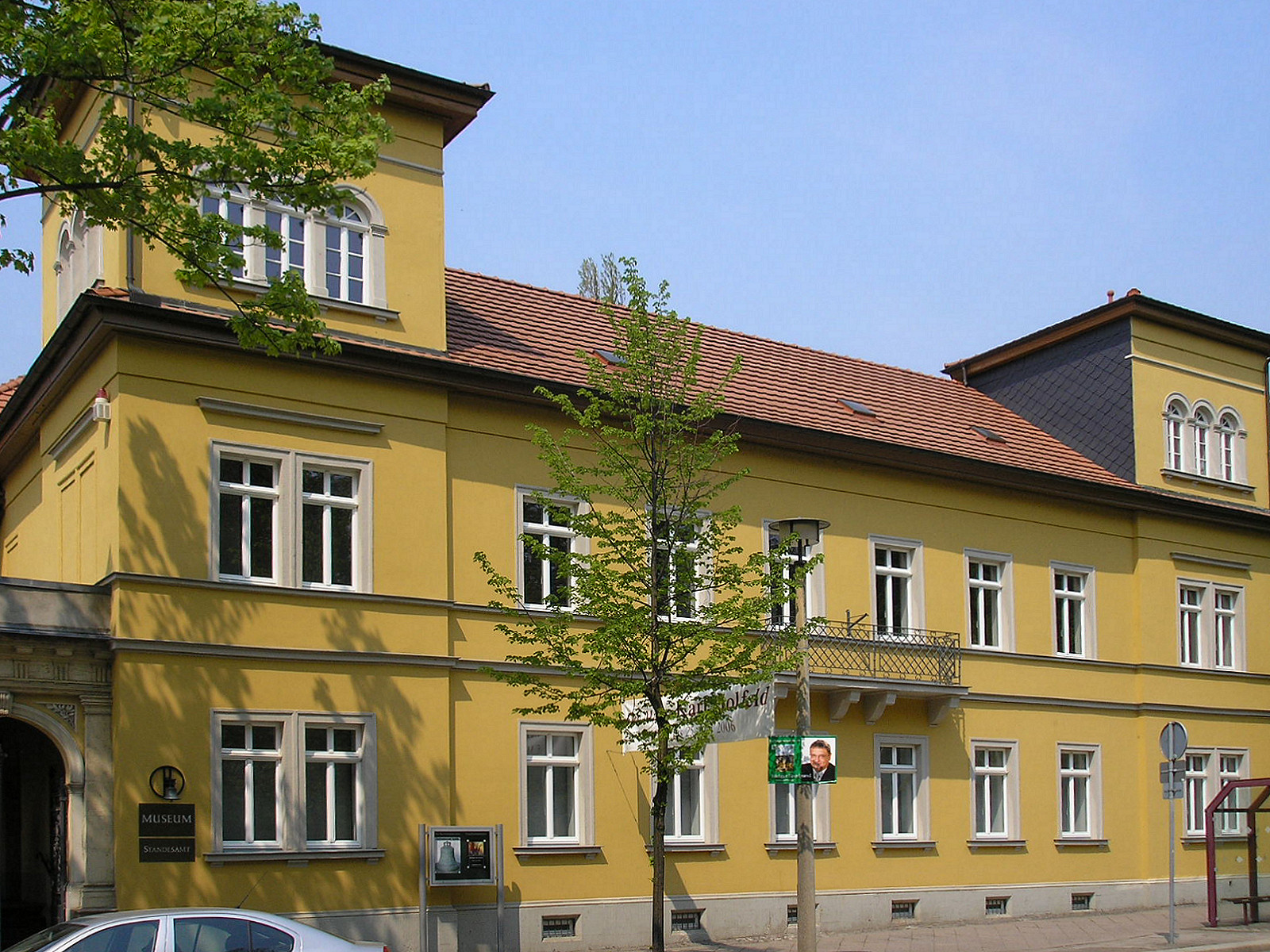
GlockenStadtMuseum Apolda

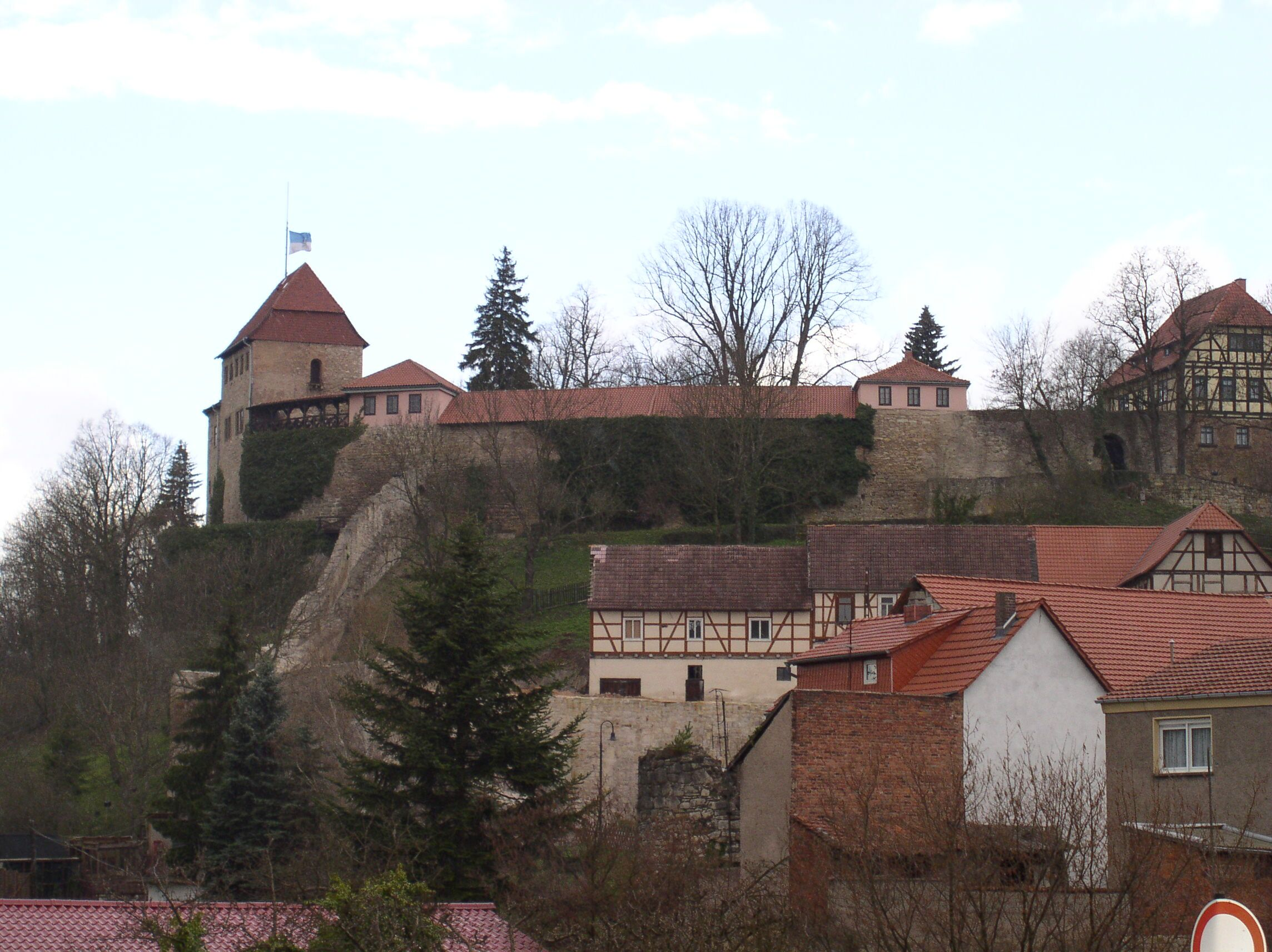
Burg in Amt Creuzburg

- Altenburg, Landkreis Altenburger Land
  - Schloss- und Spielkartenmuseum
  - Lindenau-Museum
  - Naturkundliches Museum „Mauritianum“
  - Museum in den Roten Spitzen
  - Brauereimuseum
  - Historischer Friseursalon
  - Gewerbemuseum in der Alten Fabrik (zurzeit nicht zu besichtigen)
  - Schnapsmuseum der Altenburger Destillerie & Liqueurfabrik
- Am Ettersberg, Ortsteil Berlstedt, Landkreis Weimarer Land
  - Heimatstube
- Am Ettersberg, Ortsteil Buttelstedt, Landkreis Weimarer Land
  - Pfarrwitwenstift mit Krebs-Fasch-Klangkabinett
- Am Ettersberg, Ortsteil Heichelheim, Landkreis Weimarer Land
  - Thüringer Kloß – Welt Heichelheim
- Am Ettersberg, Ortsteil Sachsenhausen, Landkreis Weimarer Land
  - Heimatstube
- Amt Creuzburg, Ortsteil Creuzburg, Wartburgkreis
  - Burgmuseum Creuzburg
- Amt Wachsenburg, Ortsteil Holzhausen, Ilm-Kreis
  - Otto-Knöpfer-Haus
- An der Schmücke, Ortsteil Heldrungen, Kyffhäuserkreis
  - Wasserburg Heldrungen
- Apolda, Landkreis Weimarer Land
  - GlockenStadtMuseum
  - Kunsthaus Apolda
  - Olle DDR
  - Prager-Haus
- Apolda, Ortsteil  Zottelstedt, Landkreis Weimarer Land
  - Heimatstube im Seierturm
- Arnstadt, Ilm-Kreis
  - Bahnbetriebswerk Arnstadt/hist.
  - Schlossmuseum Arnstadt mit Puppenstadt Mon plaisir
  - Stadtgeschichtsmuseum (seit 2003 geschlossen) und Neue Bachausstellung im Haus zum Palmbaum
- Asbach-Sickenberg, Ortsteil Sickenberg, Landkreis Eichsfeld
  - Grenzmuseum Schifflersgrund

## B

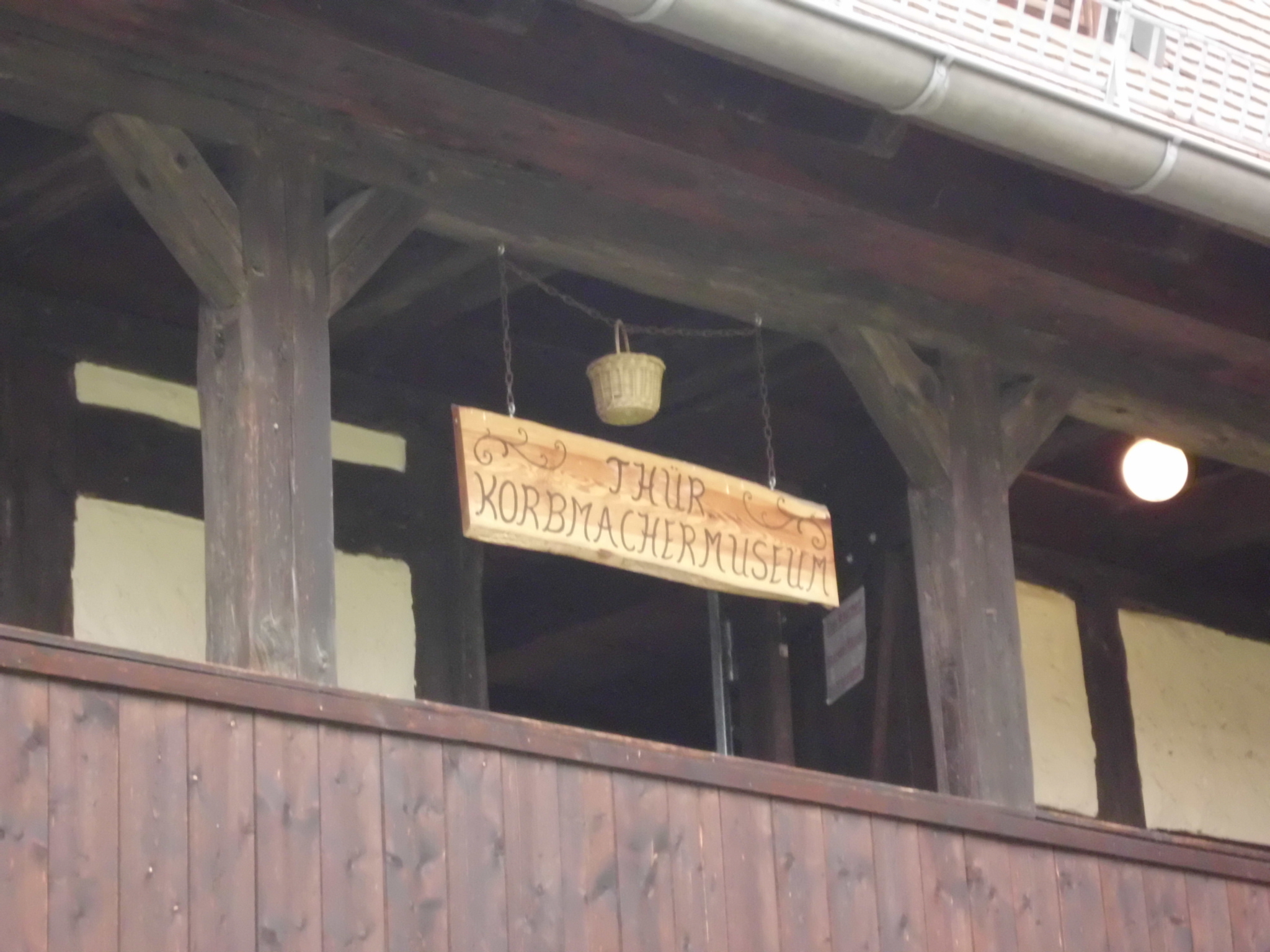
Thüringer Korbmachermuseum in Bad Berka, Ortsteil Tannroda

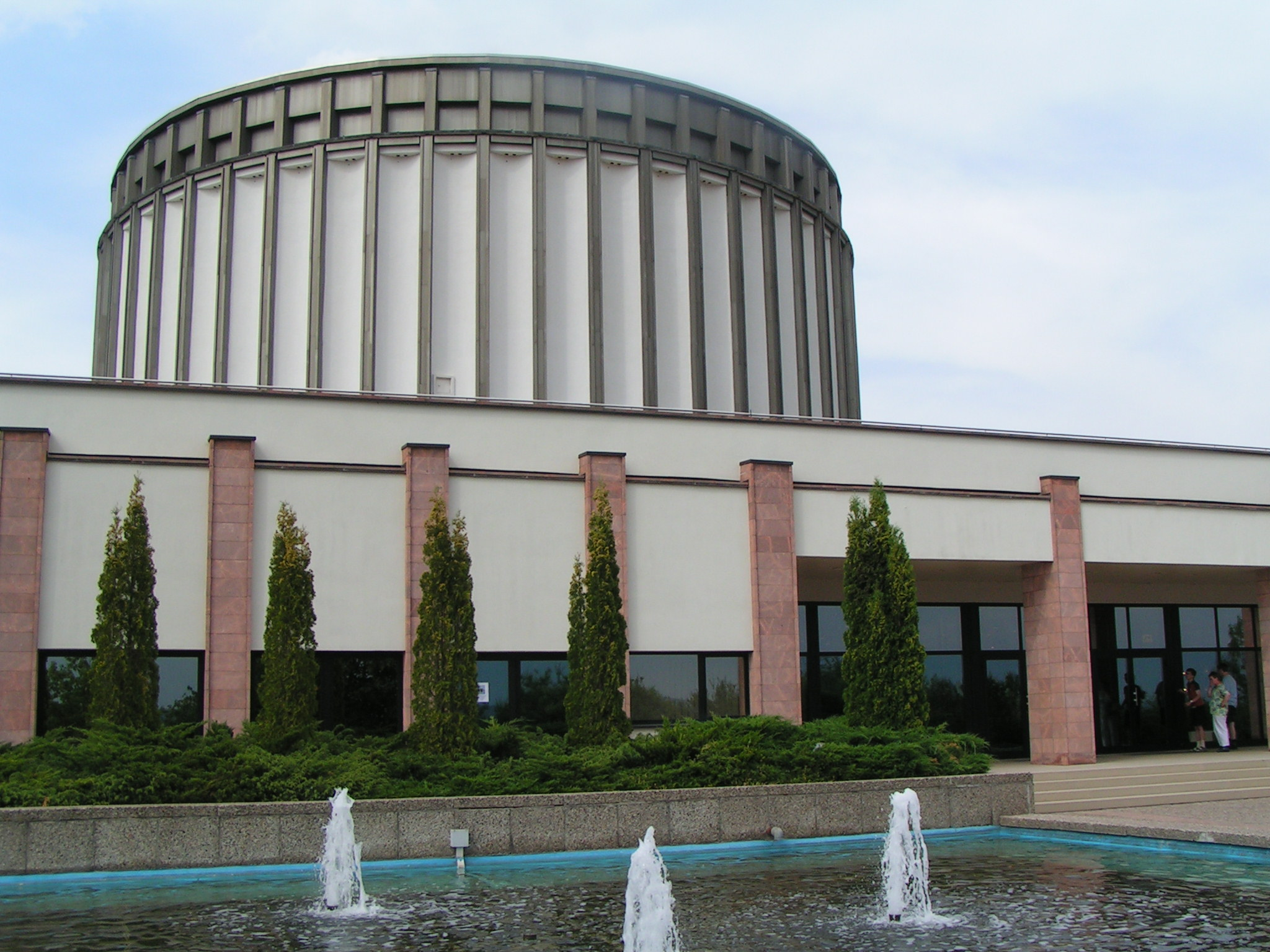
Panoramamuseum in Bad Frankenhausen

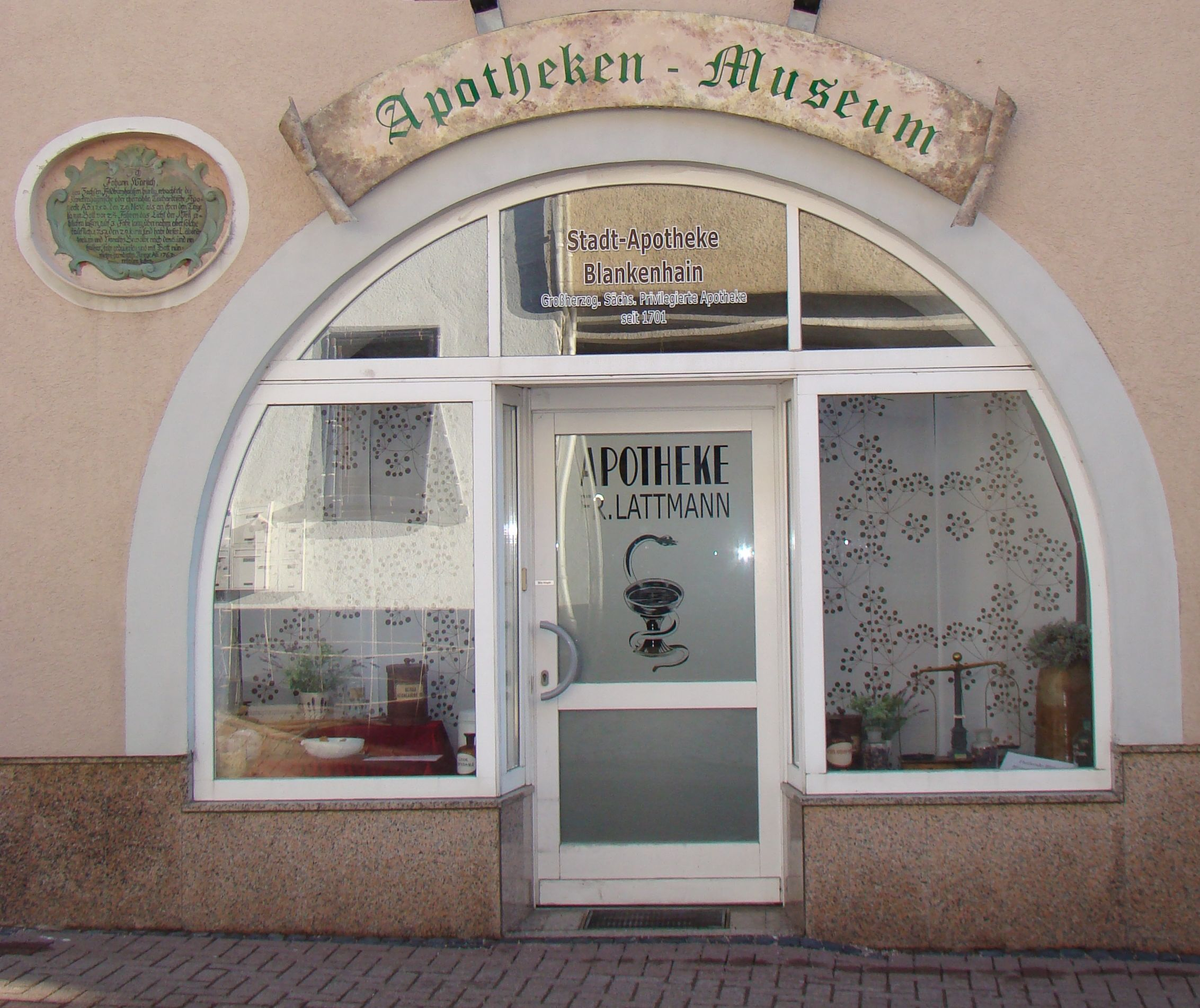
Apothekenmuseum Blankenhain

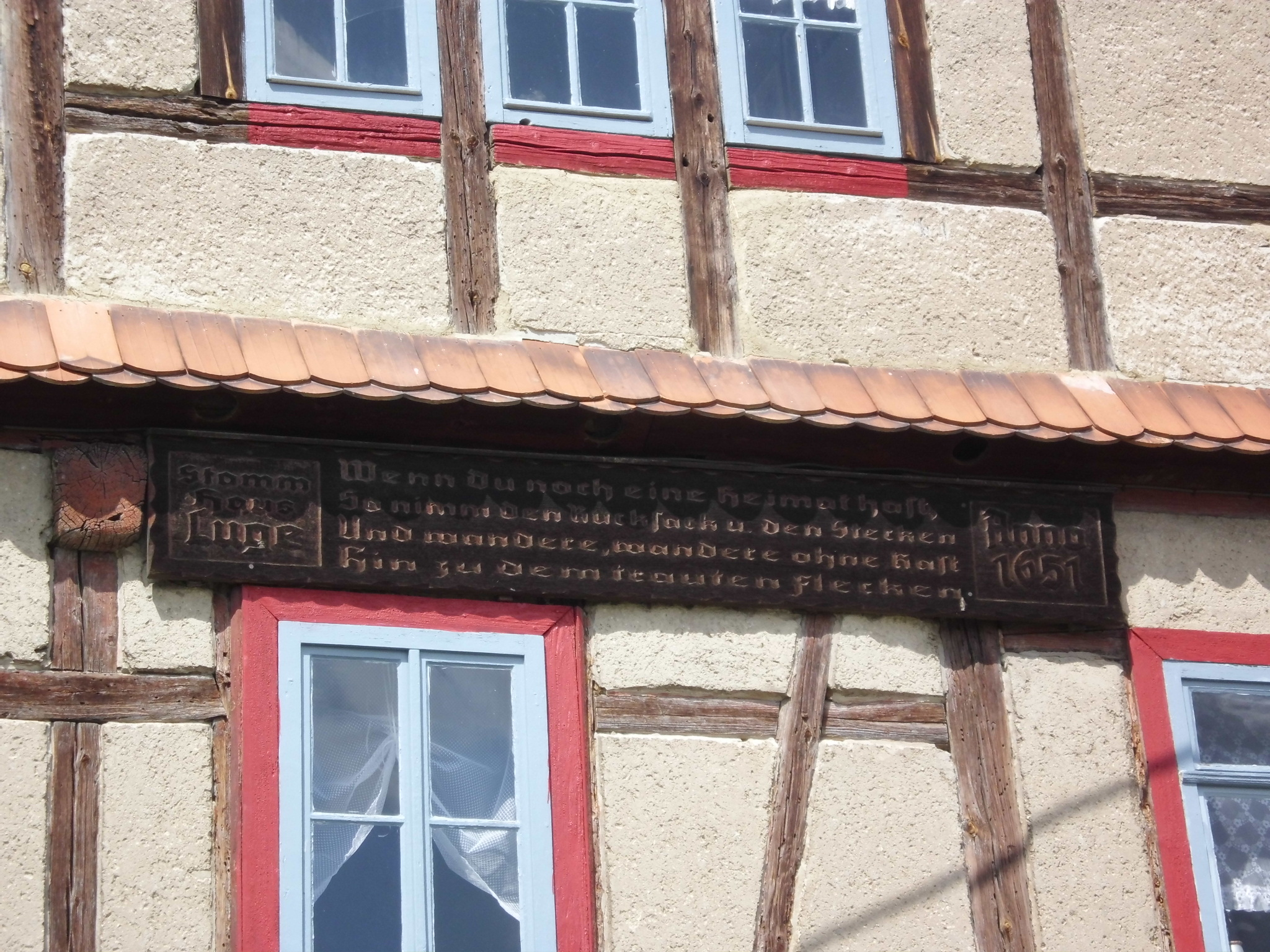
Stammhaus Luge, Blankenhain, OT Altdörnfeld

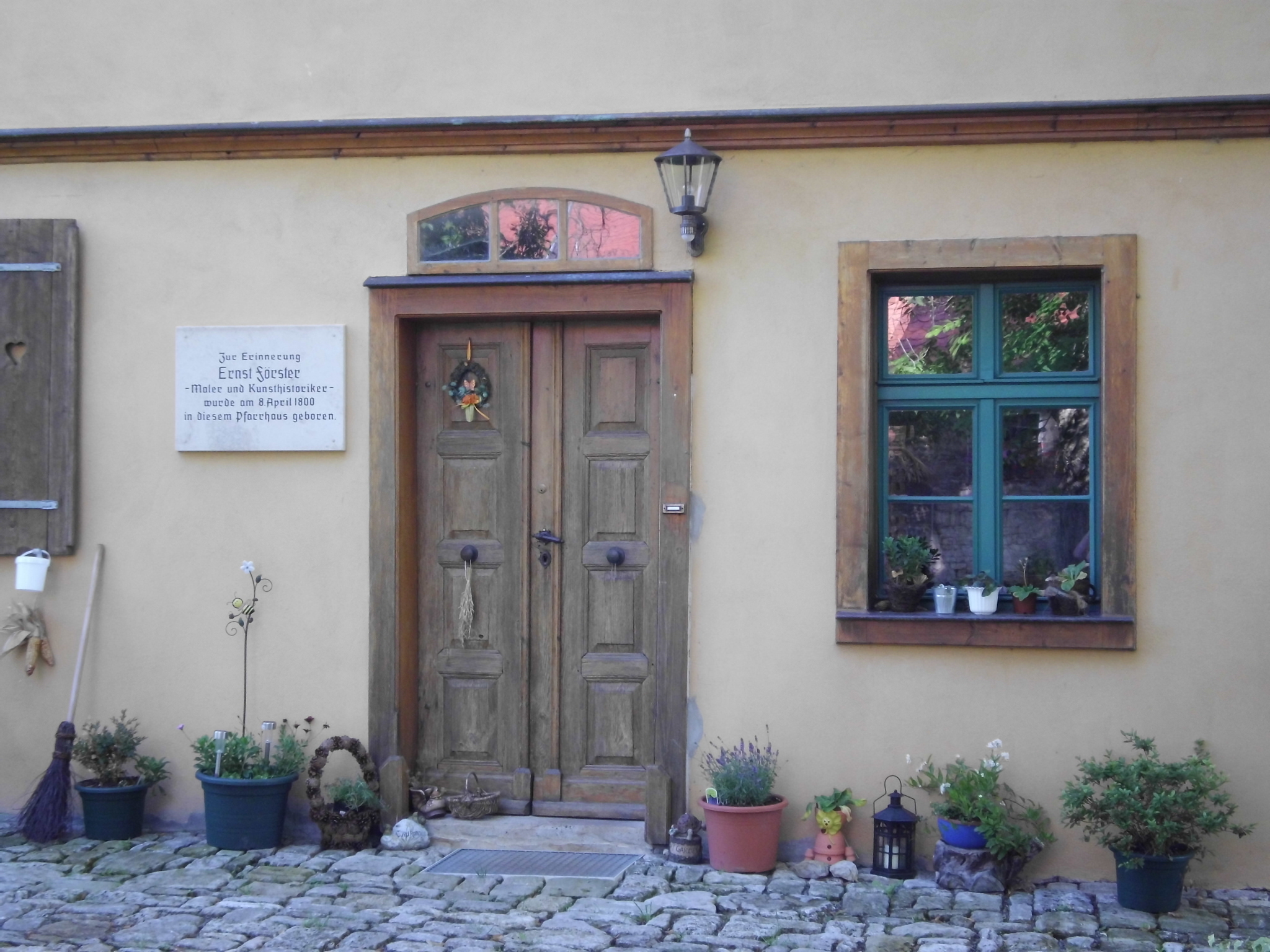
Försterhaus Bad Sulza, OT Münchengosserstädt

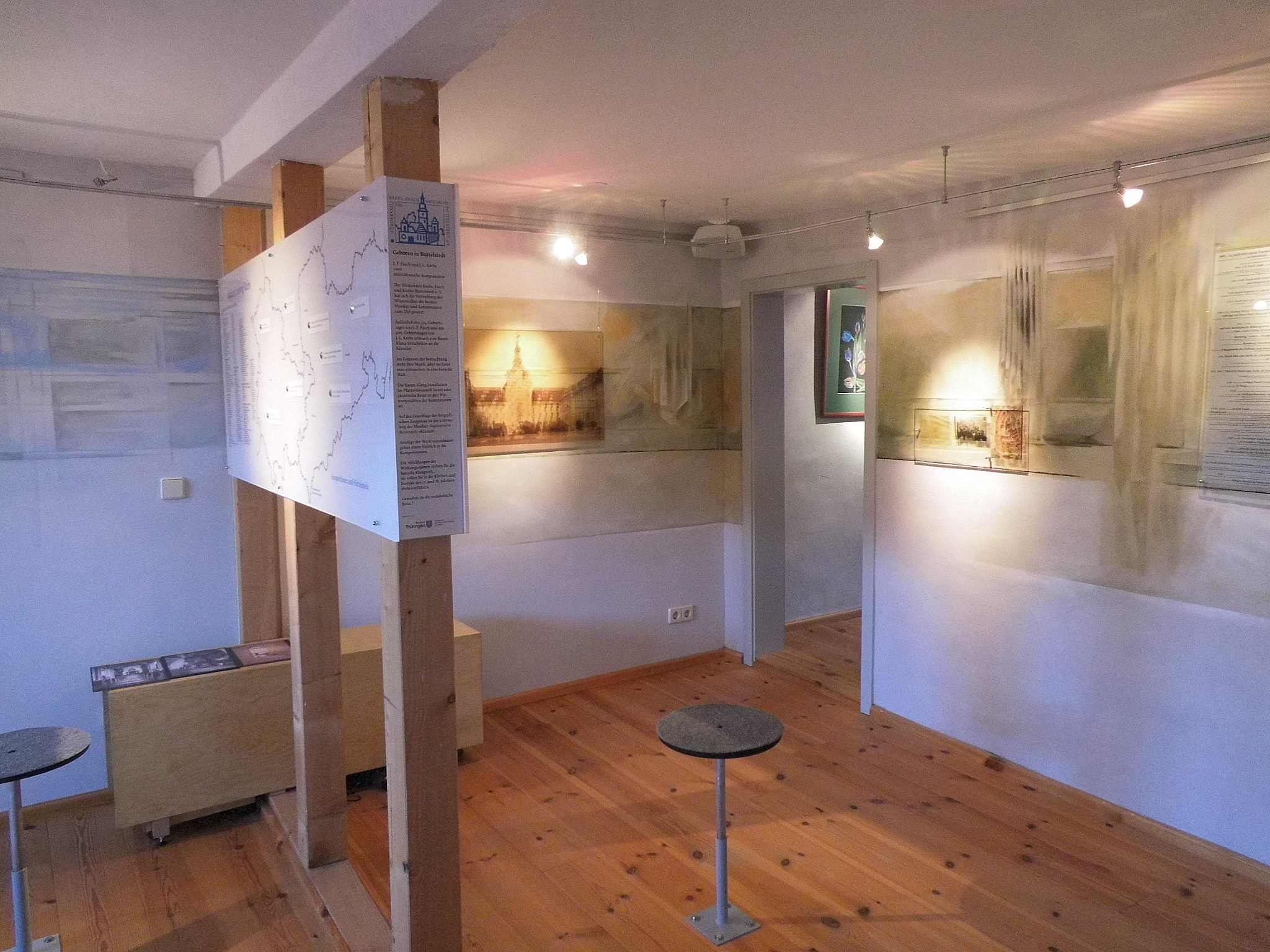
Klangkabinett Krebs-Fasch in Buttelstedt am Ettersberg

- Bad Berka, Landkreis Weimarer Land
  - Goethestube
  - Coudrayhaus
- Bad Berka, Ortsteil Tannroda, Landkreis Weimarer Land
  - Thüringer Korbmachermuseum
- Bad Blankenburg, Landkreis Saalfeld-Rudolstadt
  - Friedrich-Fröbel-Museum
- Bad Frankenhausen, Kyffhäuserkreis
  - Kreisheimatmuseum im Schloss
  - Panorama-Museum
- Bad Köstritz, Landkreis Greiz
  - Heinrich-Schütz-Haus
- Bad Langensalza, Unstrut-Hainich-Kreis
  - Stadtmuseum im Augustinerkloster
- Bad Liebenstein, Wartburgkreis
  - Schloss Altenstein, Dauerausstellung zur Burggeschichte im Marstall
  - Altensteiner Höhle
- Bad Liebenstein, Ortsteil Steinbach, Wartburgkreis
  - Heimatstube Steinbach
- Bad Lobenstein, Saale-Orla-Kreis
  - Bergmuseum Markt-Höhler
  - Regionalmuseum
- Bad Salzungen, Wartburgkreis
  - Stadtmuseum „Türmchen“
- Bad Salzungen, Ortsteil Frauensee, Wartburgkreis
  - Heimatstube im Schloss
- Bad Salzungen, Ortsteil Tiefenort, Wartburgkreis
  - Heimatstube, Krayenburg
- Bad Sulza, Landkreis Weimarer Land
  - Saline- und Heimatmuseum
  - Goethe Gartenhaus II
- Bad Sulza, Ortsteil Auerstedt, Landkreis Weimarer Land
  - Kutschenmuseum
  - Museumswelt – 1806 und Heimatstube
- Bad Sulza, Ortsteil Eckolstädt, Landkreis Weimarer Land
  - Heimat- und Scheunenmuseum
- Bad Sulza, Ortsteil Münchengosserstädt, Landkreis Weimarer Land
  - Förstermuseum – Ernst Förster (Maler) und Friedrich Christoph Förster
- Bad Sulza, Ortsteil Wormstedt, Landkreis Weimarer Land
  - Foyer Telemann
- Berga-Wünschendorf, Ortsteil Berga/Elster, Landkreis Greiz
  - Heimatmuseum Spittel
- Bischofroda, Wartburgkreis
  - Heimatstube
- Blankenhain, Landkreis Weimarer Land
  - Apothekenmuseum
- Blankenhain, Ortsteil Altdörnfeld, Landkreis Weimarer Land
  - Stammhaus Luge
- Bleicherode, Landkreis Nordhausen
  - Heimatmuseum Bleicherode
- Breitungen, Landkreis Schmalkalden-Meiningen
  - Aktivmuseum Ländliches Brauchtum im Schloss Herren-Breitungen
- Buttstädt, Landkreis Sömmerda
  - Heimatmuseum Buttstädt
- Bürgel, Saale-Holzland-Kreis
  - Keramikmuseum

## C
- Cursdorf, Landkreis Saalfeld-Rudolstadt
  - Historisches Glasapparatemuseum Cursdorf

## D
- Dachwig, Landkreis Gotha
  - Dorfmuseum Dachwig
- Dermbach, Wartburgkreis
  - Museum Dermbach

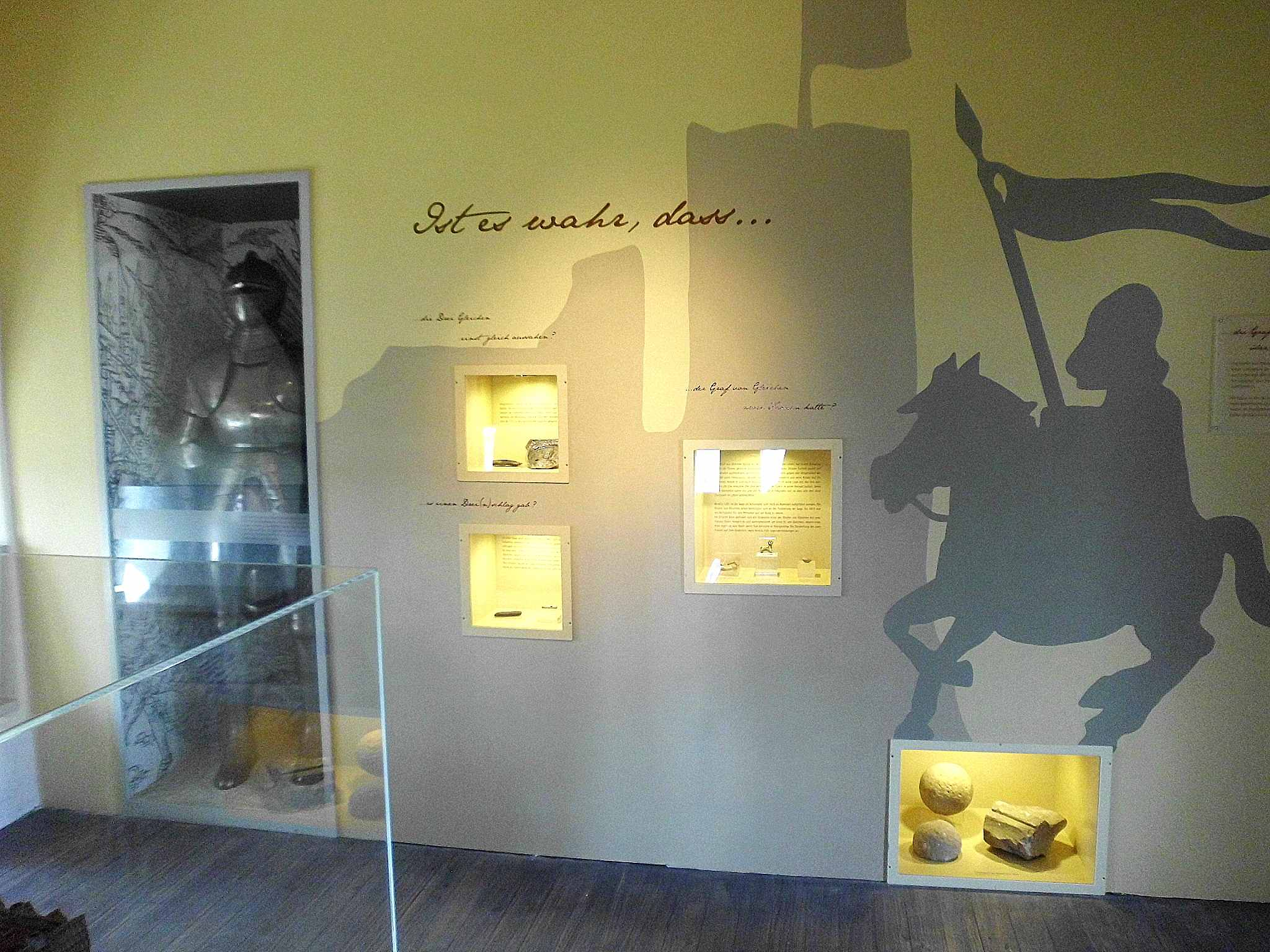
Im Museum Drei Gleichen

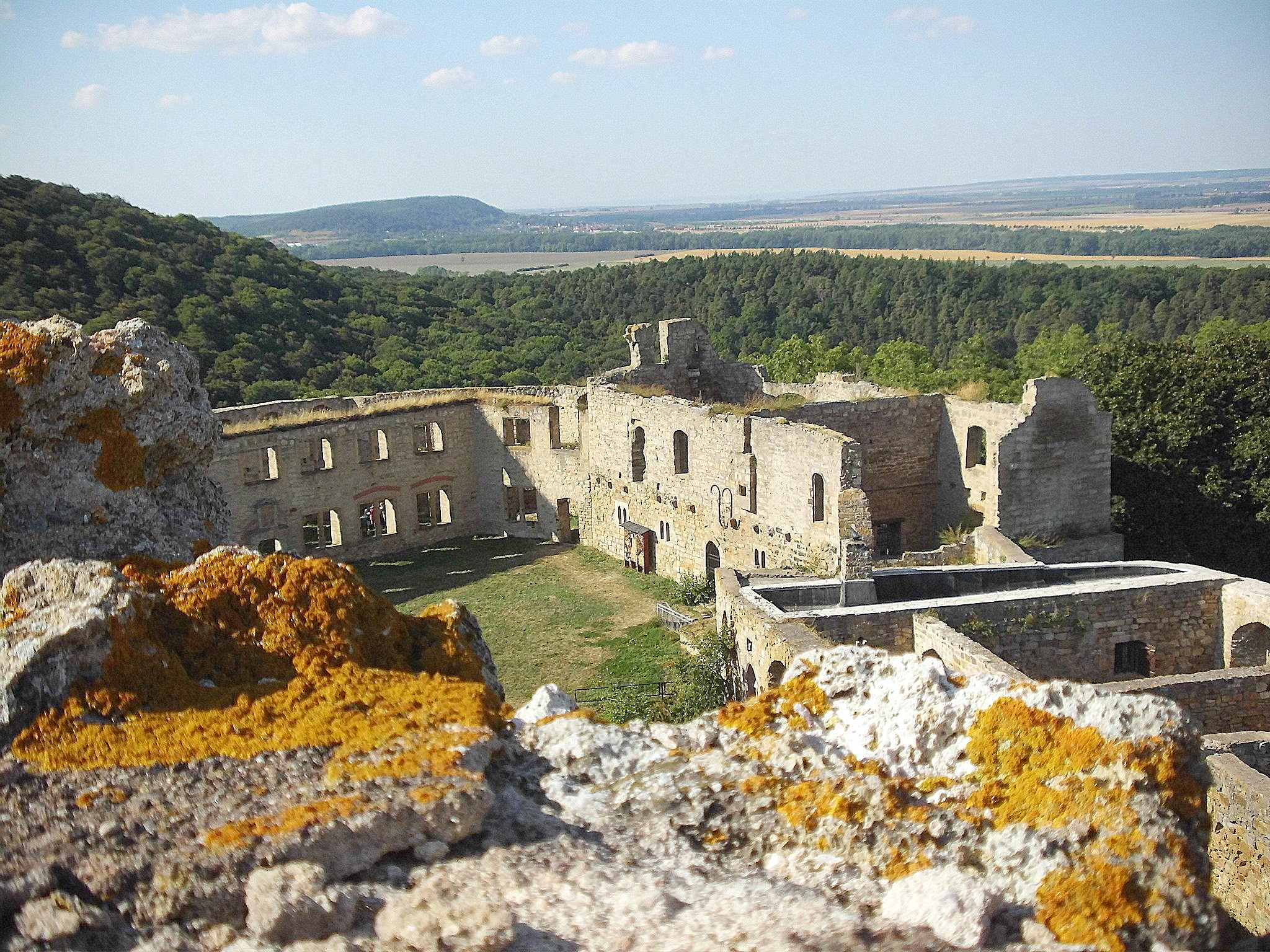
Burganlage Drei Gleichen

- Dornburg-Camburg, Ortsteil Camburg, Saale-Holzland-Kreis
  - Heimatmuseum Camburg
- Dornburg-Camburg, Ortsteil Dornburg, Saale-Holzland-Kreis
  - Dornburger Schlösser
  - Dorfmuseum Wilsenroth Dornburg
- Drei Gleichen, Ortsteil Wandersleben, Landkreis Gotha
  - Burg Gleichen
  - Heimatmuseum
  - Menantes-Literaturgedenkstätte
- Drei Gleichen, Ortsteil Wechmar, Landkreis Gotha
  - Bach-Stammhaus Wechmar
- Drognitz, Landkreis Saalfeld-Rudolstadt
  - Volkskundemuseum Reitzengeschwenda

## E
- Eisenach, Wartburgkreis

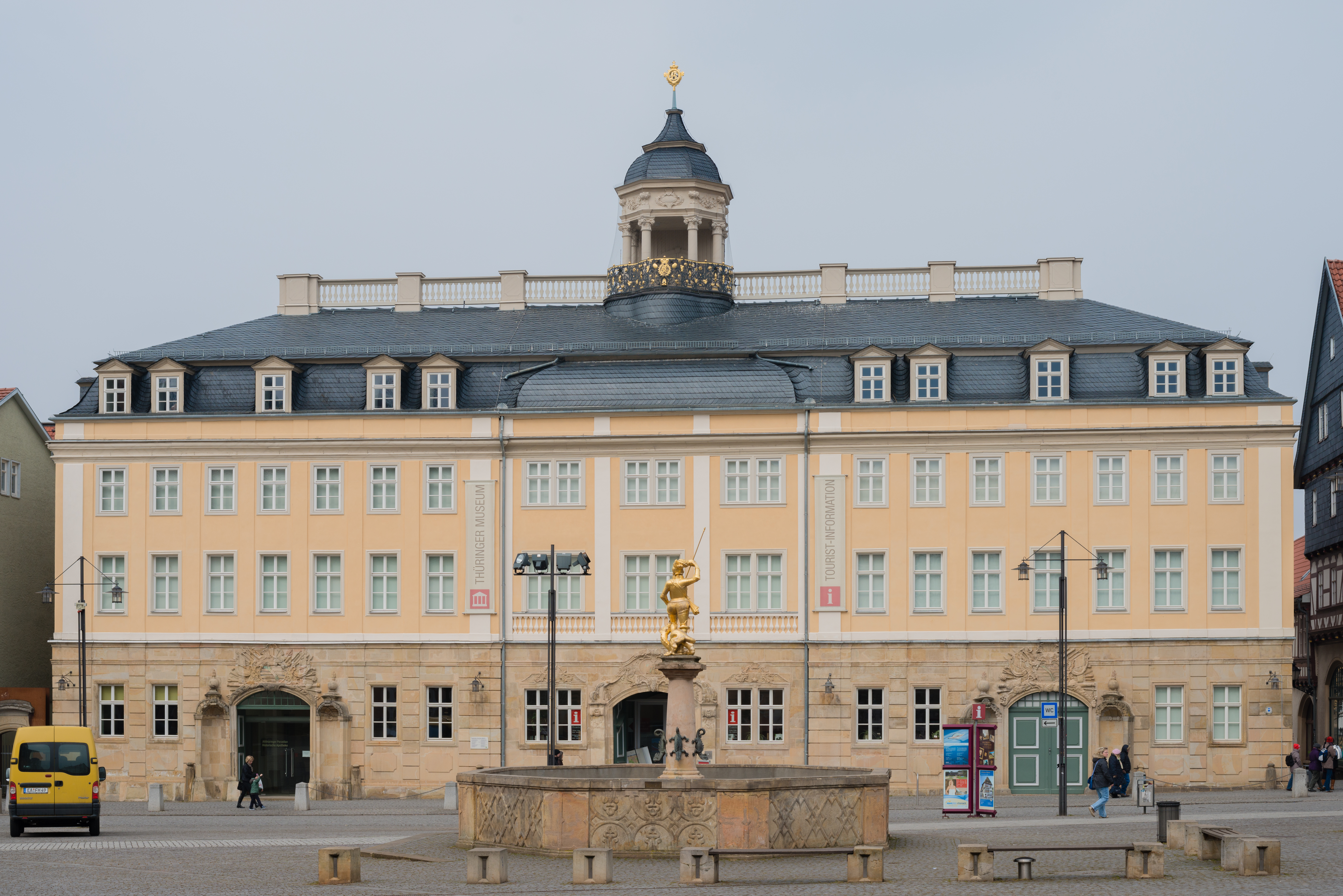
Schloss in Eisenach

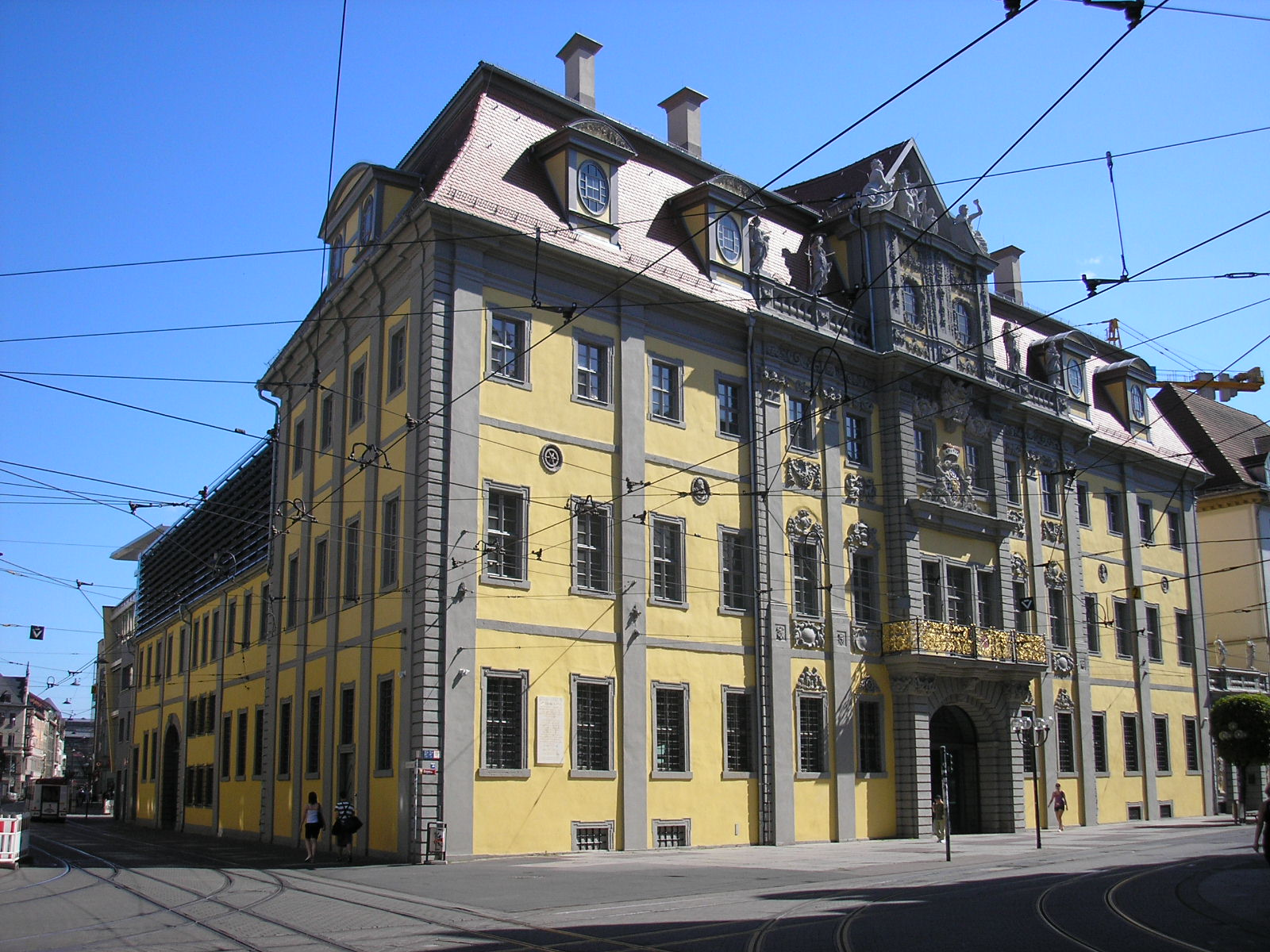
Angermuseum in Erfurt

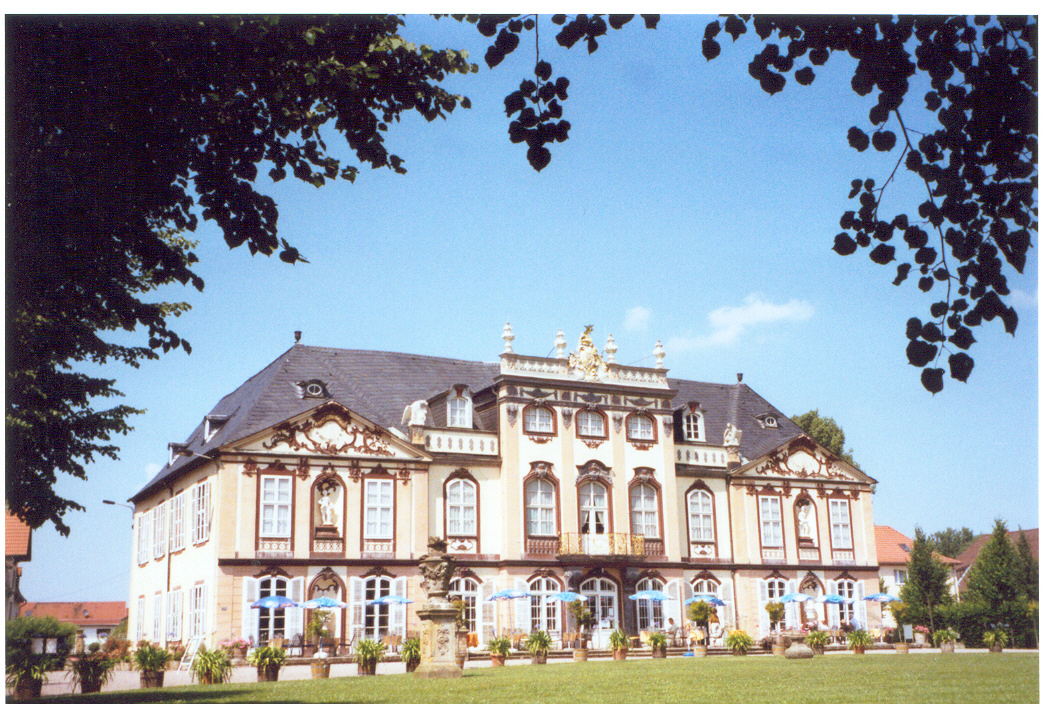
Schloss Molsdorf im gleichnamigen Erfurter Ortsteil

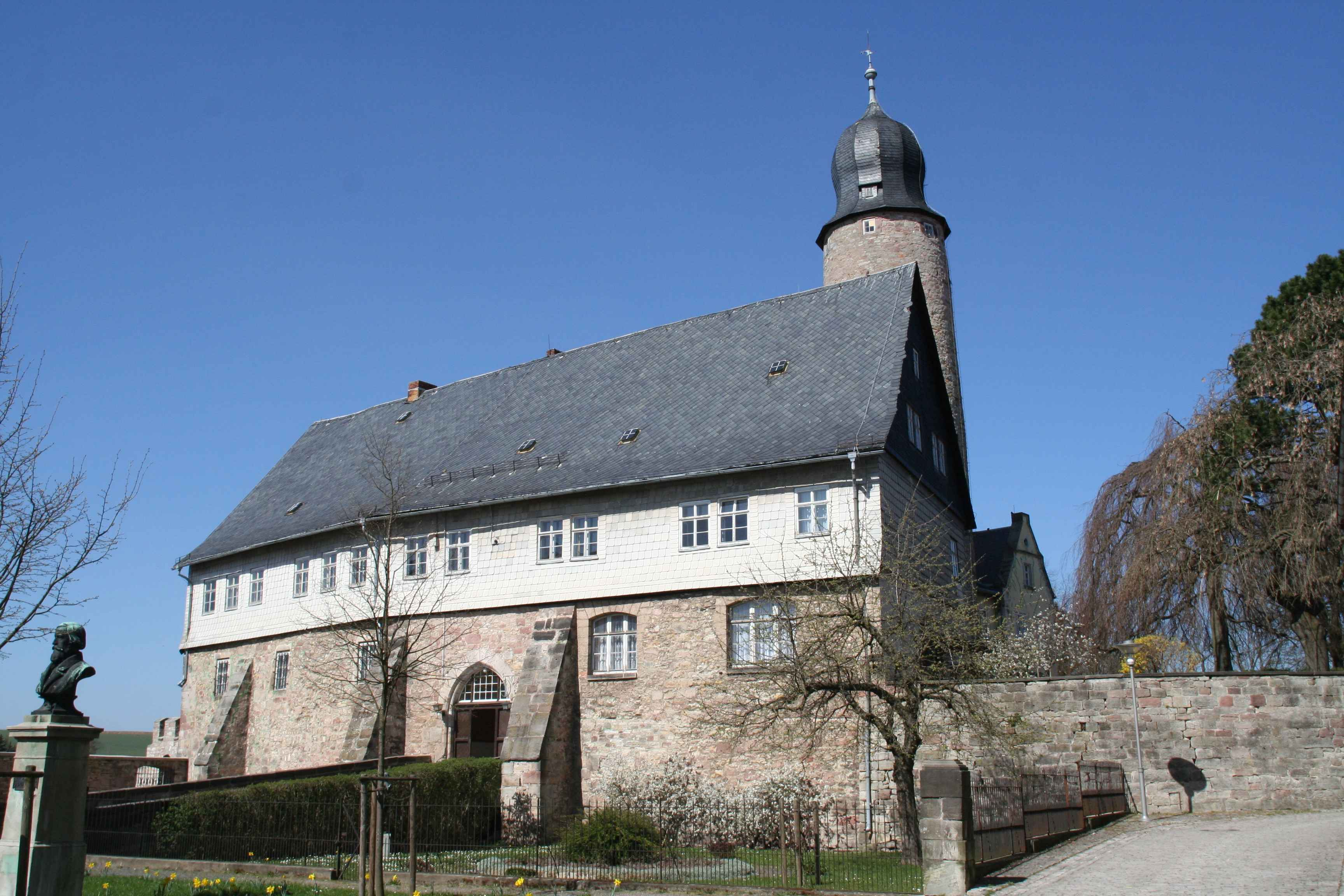
Schloss in Eisfeld

  - Automobilbau-Museum automobile welt eisenach
  - Bachhaus
  - Burschenschaftsdenkmal
  - Gedenkstätte Goldener Löwe
  - Lutherhaus
  - Reuter-Wagner-Museum
  - Thüringer Museum mit Stadtschloss, Predigerkirche und Teezimmer im Kartausgarten
  - Alte Mälzerei mit dem Internationalen Jazzarchiv Eisenach
  - Wartburg
  - Montanarchäologischer Lehrpfad Mit Hammer und Schlägel und Heimatstube Stedtfeld
  - Heimatstube Stockhausen
- Eisenberg, Saale-Holzland-Kreis
  - Stadtmuseum Eisenberg Klötznersches Haus
- Eisfeld, Landkreis Hildburghausen
  - Schloßmuseum Otto Ludwig
- Ellrich, Landkreis Nordhausen
  - Heimatmuseum Ellrich
- Erfurt
  - Alte Synagoge, Kleine Synagoge und mittelalterliche Mikwe
  - Angermuseum
  - Margaretha-Reichardt-Haus in Bischleben
  - Deutsches Gartenbaumuseum
  - Domschatzkammer
  - Erinnerungsort Topf & Söhne
  - Galerie Waidspeicher im Kulturhof Krönbacken
  - Gedenk- und Bildungsstätte Andreasstraße
  - Haus der Stiftungen auf der Krämerbrücke
  - Informations- und Dokumentationszentrum des BStU auf dem Petersberg
  - Kolonialwaren – Kurt John in Mittelhausen
  - Kulturforum Haus Dacheröden
  - Kunsthalle Erfurt im Haus zum Roten Ochsen
  - Militärhistorisches Museum und Horchgänge im Petersberg
  - Museum der Kunst des Mittelalters in Barfüßerkirche (derzeit wegen Sanierung nur eingeschränkt zu besichtigen)
  - Museum für Thüringer Volkskunde
  - Naturkundemuseum
  - Senf-Museum von Born
  - Schloss Molsdorf
  - Stadtmuseum im Haus zum Stockfisch
  - Bartholomäusturm mit Carillon
  - Druckereimuseum und Schaudepot im Benaryspeicher
  - Luftschutzkeller
  - Technisches Denkmal und Museum Neue Mühle
  - Thüringer Museum für Elektrotechnik Erfurt (derzeit geschlossen)
- Ettersburg, Landkreis Weimarer Land
  - Schloss und Park Ettersburg – Galerie im Schloss

## F

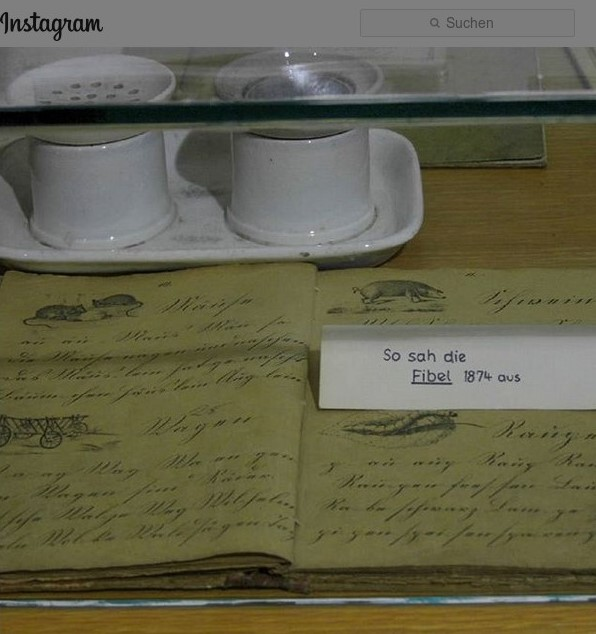
Heimatmuseum Friedrichroda

- Fockendorf, Landkreis Altenburger Land
  - Heimat- und Papiermuseum
- Föritztal, Landkreis Sonneberg
  - Gedenkstätte Heinersdorf-Welitsch in Heinersdorf
  - Stiftung Judenbach in Judenbach (Ausstellungen zu Ali Kurt Baumgarten sowie zu mechanischem Spielzeug)
- Frankenblick, Ortsteil Rauenstein, Landkreis Sonneberg
  - Schildkröt-Puppen-Museum
- Friedrichroda, Landkreis Gotha
  - Heimatstube Friedrichroda
  - Marienglashöhle
  - Dorfmuseum Heinemannhaus im Ortsteil Finsterbergen
  - Heimatmuseum Finsterbergen im Ortsteil Finsterbergen

## G
- Geisa, Wartburgkreis
  - Grenzmuseum Geisa
  - Heimatmuseum Geisa
  - Point Alpha
- Georgenthal, Landkreis Gotha

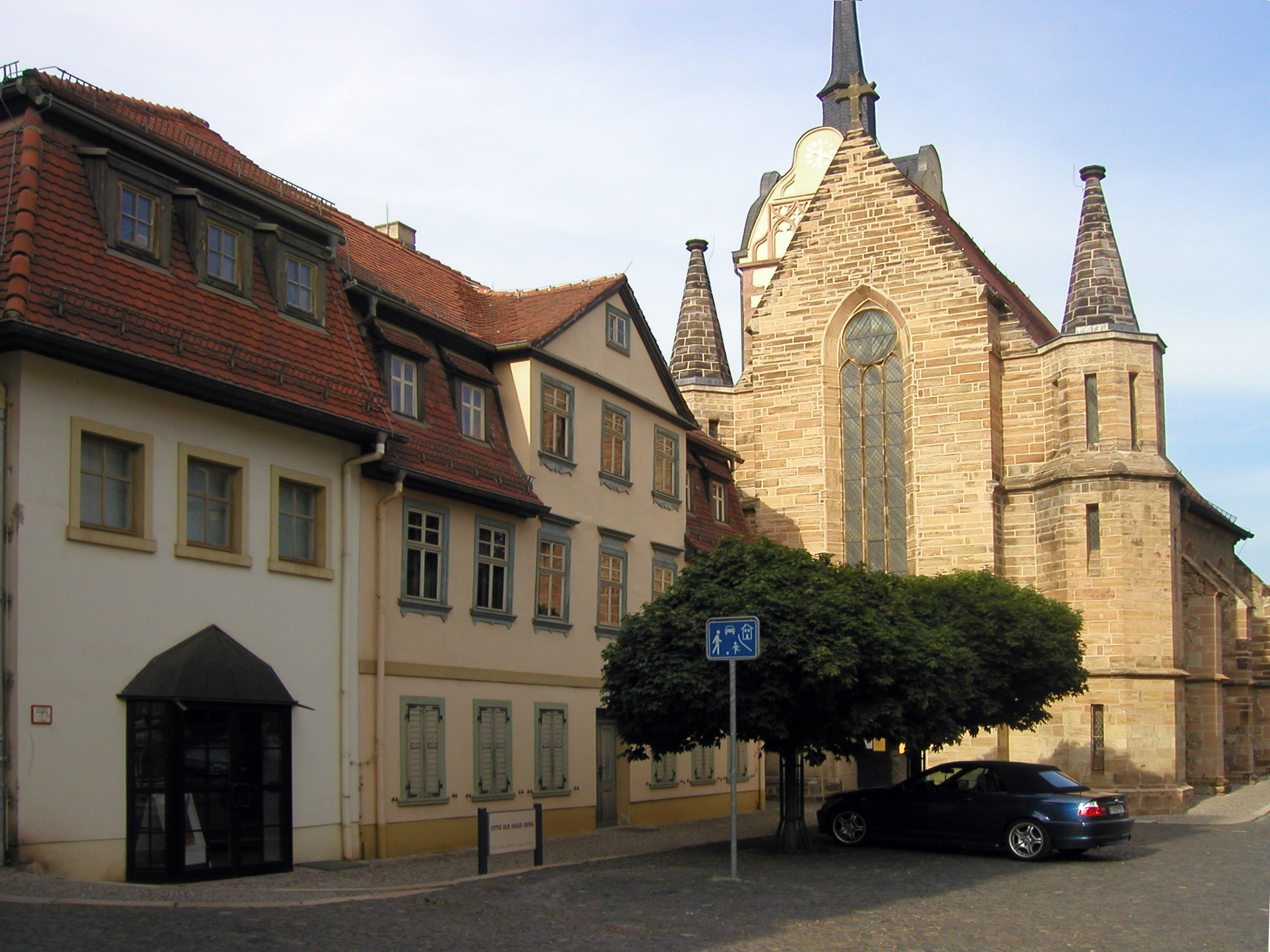
Geburtshaus von Otto Dix in Gera-Untermhaus

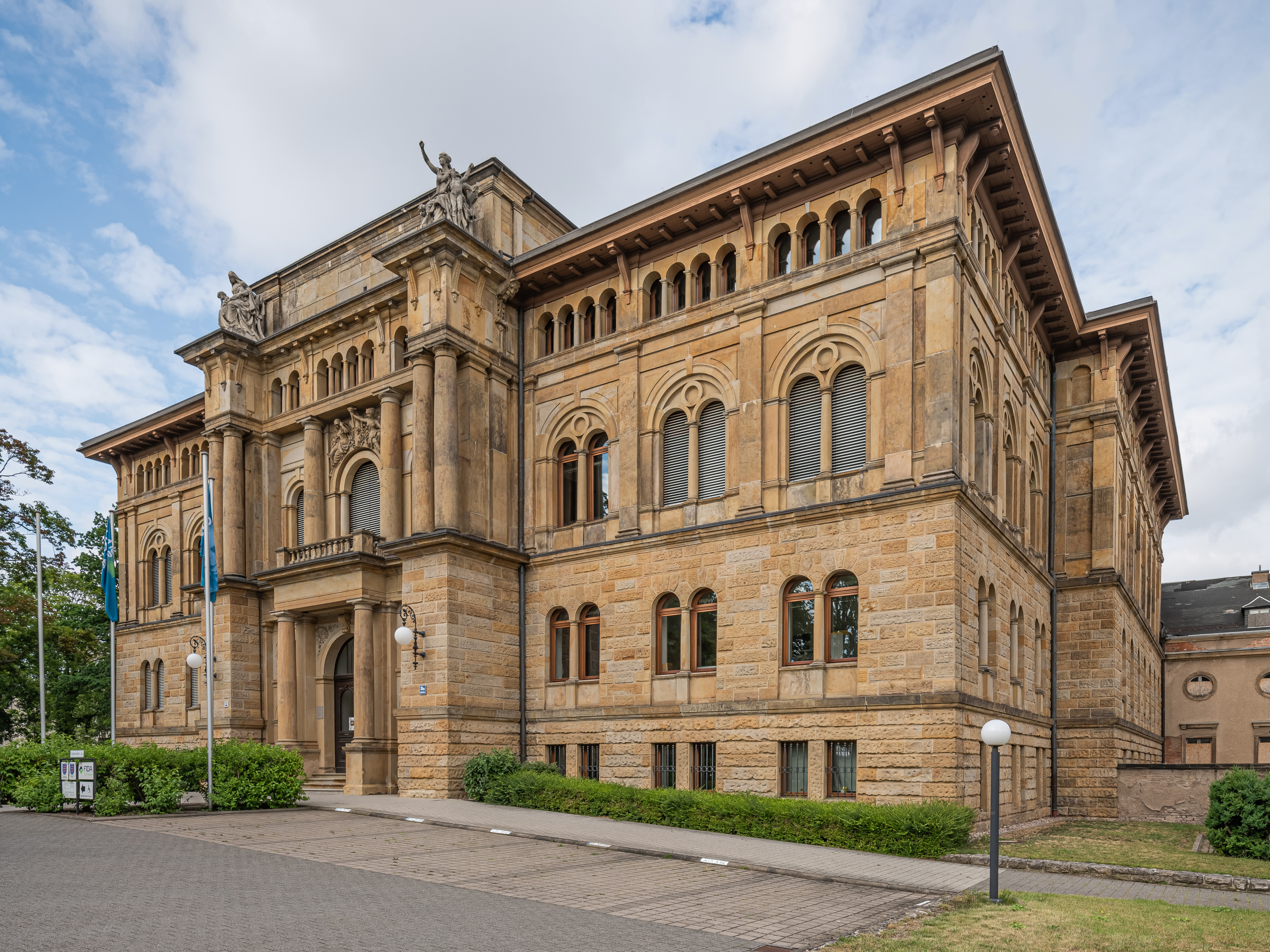
Haus für Versicherungsgeschichte in Gotha

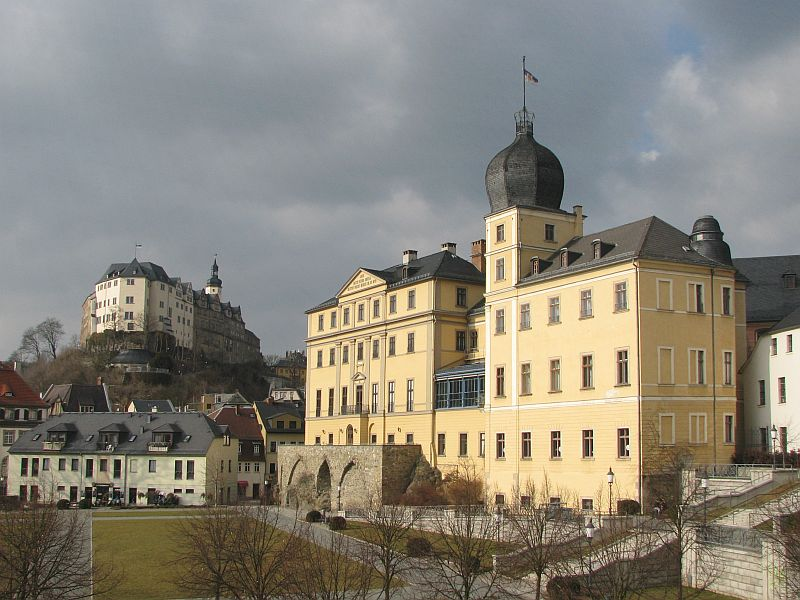
Das Untere Schloss in Greiz (im Hintergrund das Obere Schloss)

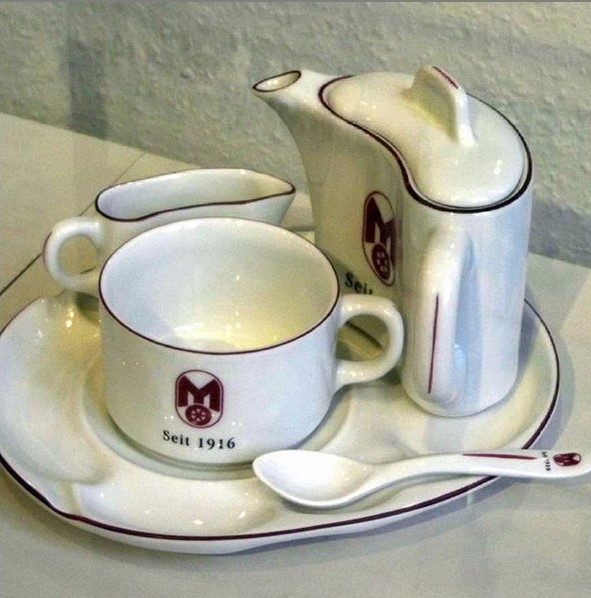
Mitropagedeck Großbreitenbach

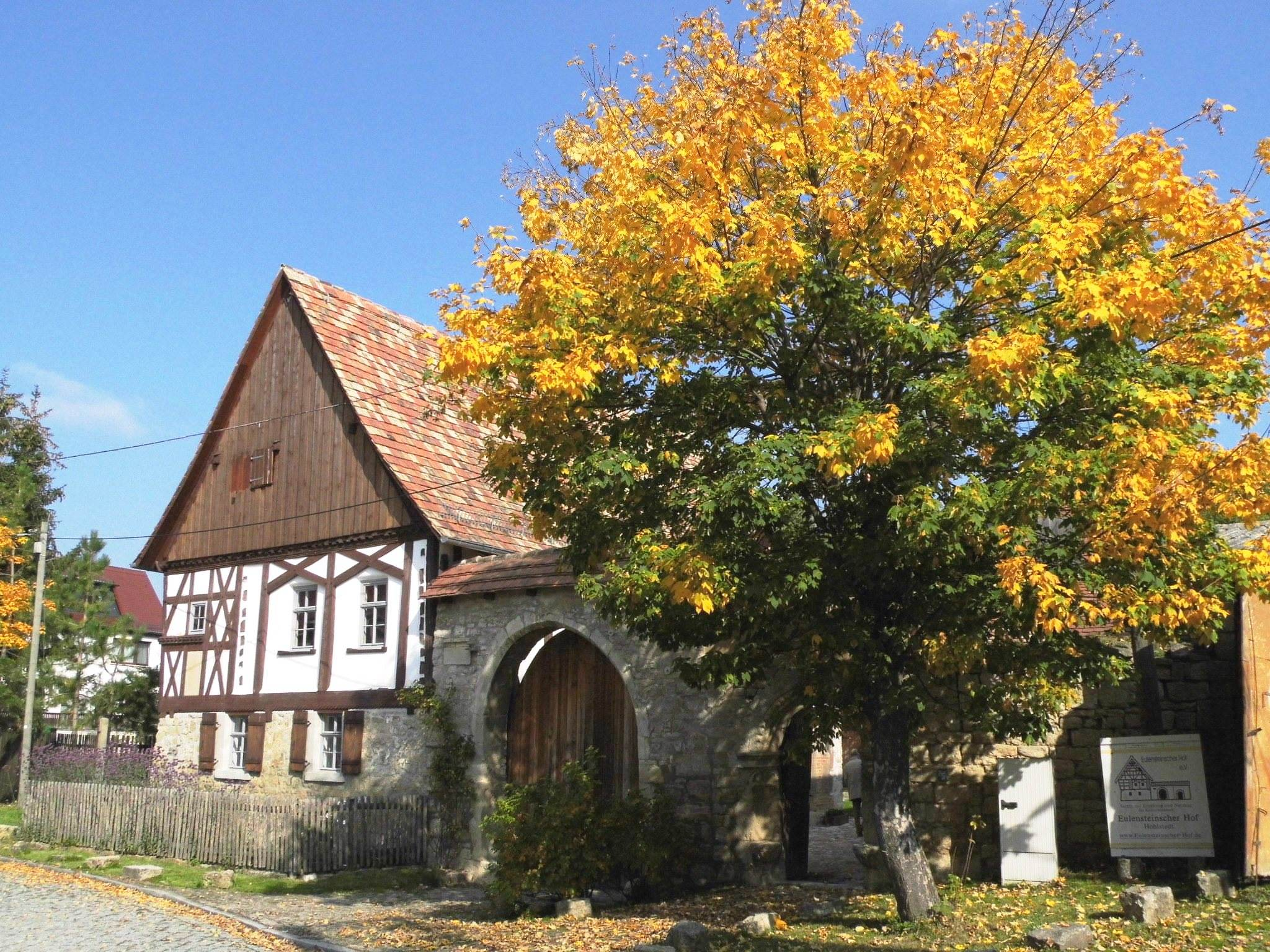
Eulensteinscher Hof, Großschwabhausen, OT Hohlstedt

  - Kornhaus – Museum und Klosterruine
- Georgenthal, Ortsteil Nauendorf, Landkreis Gotha
  - Dorfmuseum Nauendorf
- Gera
  - Museum für Naturkunde
  - Stadtmuseum
  - Museum für angewandte Kunst
  - Geraer Höhler
  - Museum im Höhler Nr. 188
  - Otto-Dix-Haus
  - Kunstsammlung Orangerie
- Geratal, Ilm-Kreis
  - Gartenzwergmuseum Gräfenroda
  - Deutsches Thermometermuseum
  - Braunsteinmühle (im OT Geraberg)
- Gerstungen, Wartburgkreis
  - Heimatmuseum Gerstungen
- Gerstungen, Ortsteil Lauchröden, Wartburgkreis
  - Ausstellungsraum im Turm der Brandenburg
- Gerstungen, Ortsteil Wolfsburg-Unkeroda, Wartburgkreis
  - Heimatstube Unkeroda
- Göpfersdorf, Landkreis Altenburger Land
  - Heimatmuseum
- Gößnitz, Landkreis Altenburger Land
  - Heimatstube der Stadt Gößnitz
- Gotha, Landkreis Gotha
  - Ekhof-Theater
  - Gothaer Haus der Versicherungsgeschichte
  - Museum der Natur
  - Museum für Regionalgeschichte und Volkskunde
  - Schlossmuseum
- Grabfeld, Ortsteil Bauerbach, Landkreis Schmalkalden-Meiningen
  - Schiller-Museum Bauerbach
- Gräfenthal, Landkreis Saalfeld-Rudolstadt
  - Grenzland- und Heimatmuseum „Georg-Stift“
  - Schloss Wespenstein
- Grammetal, Ortsteil Niederzimmern, Landkreis Weimarer Land
  - Vereinshaus der Natur- und Heimatfreunde Niederzimmern e.V.
- Grammetal, Ortsteil Nohra, Landkreis Weimarer Land
  - Heimatmuseum
- Grammetal, Ortsteil Obernissa, Landkreis Weimarer Land
  - Ortsmuseum und Heimatstube
- Greiz, Landkreis Greiz
  - Staatliche Bücher- und Kupferstichsammlung
  - Heimatmuseum Unteres Schloss
  - Sommerpalais mit Museum
- Greußen, Kyffhäuserkreis
  - Heimatmuseum Greußen
- Großbreitenbach, Ilm-Kreis
  - 1. Deutsches Kloßpressenmuseum integriert in Thüringer Wald-Kreativ-Museum Großbreitenbach
  - Glasmuseum Altenfeld
  - Heimatstube Wildenspring
  - Musikautomatensammlung Eger Altenfeld
  - Modellbau- und Technikmuseum Großbreitenbach
  - Rennsteigmuseum Neustadt am Rennsteig
  - Thüringer Wald-Kreativ-Museum Großbreitenbach
- Großeutersdorf, Saale-Holzland-Kreis
  - Dokumentationszentrum zum Rüstungswerk REIMAHG
- Großschwabhausen, Ortsteil Hohlstedt, Landkreis Weimarer Land
  - Eulensteinscher Hof mit Bohlenstube

## H
- Harra, Saale-Orla-Kreis
  - Heimatmuseum Harra
- Haynrode, Landkreis Eichsfeld
  - Dorfmuseum Haynrode

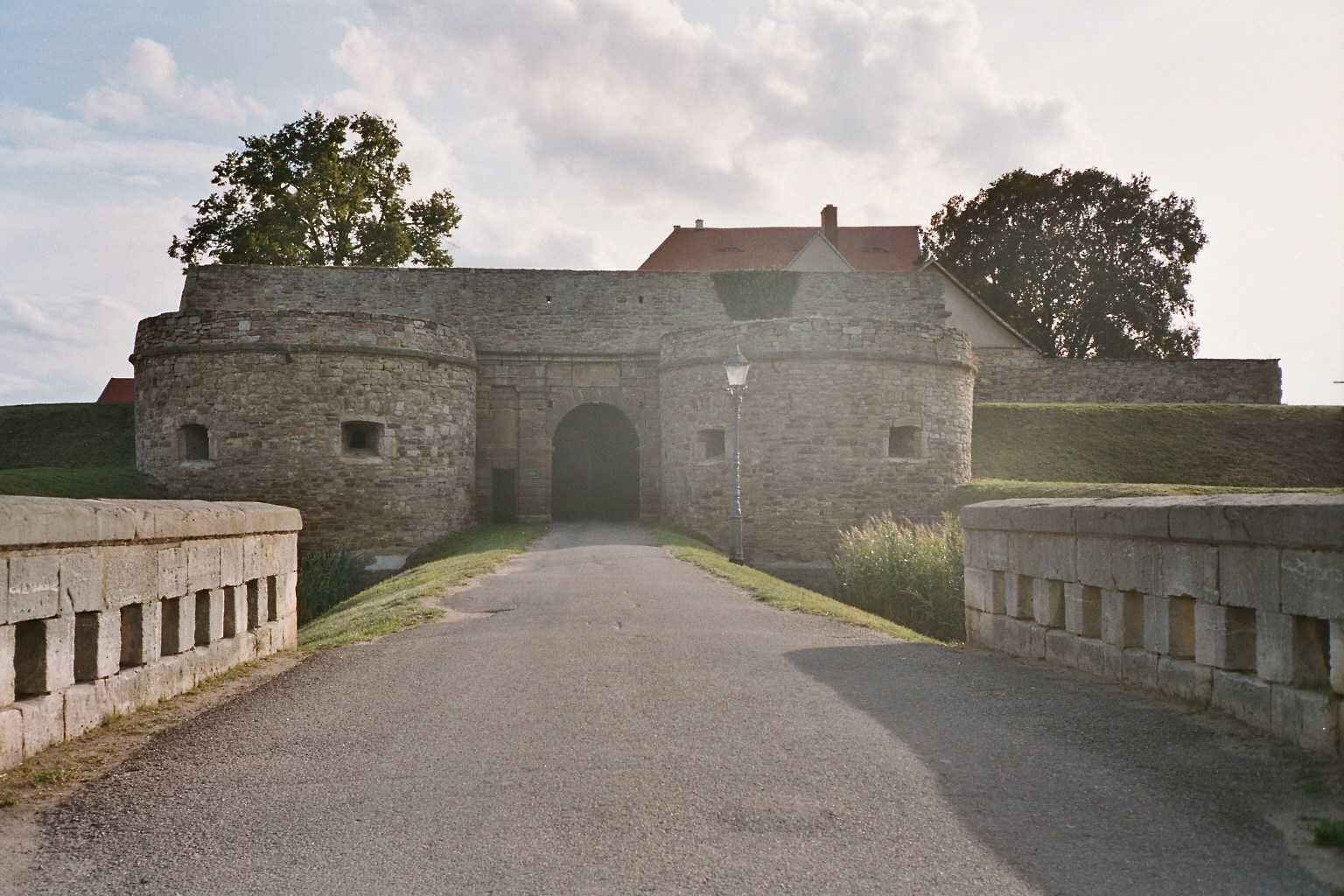
Eingangstor zur Festung Heldrungen

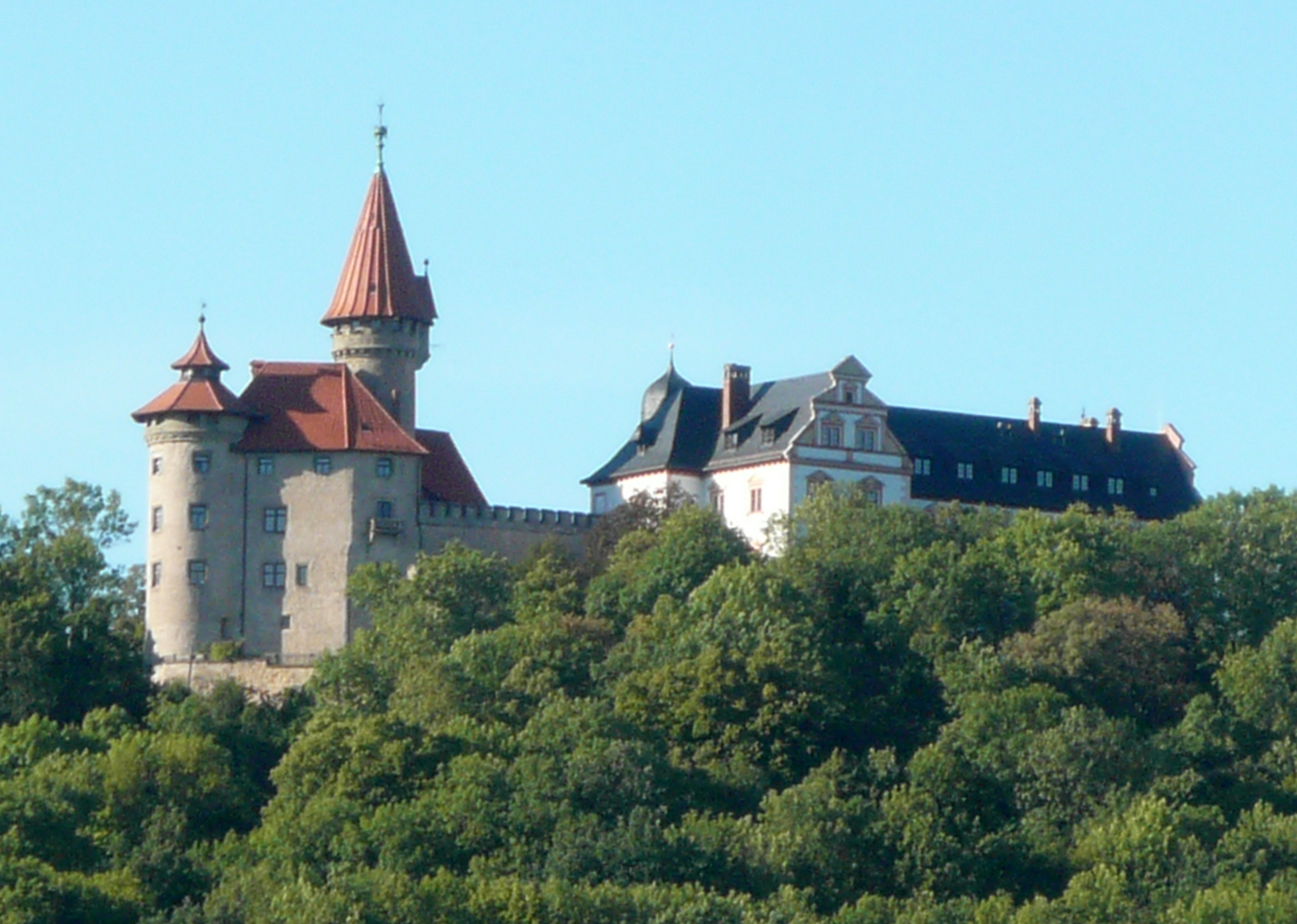
Veste Heldburg in der Stadt Heldburg

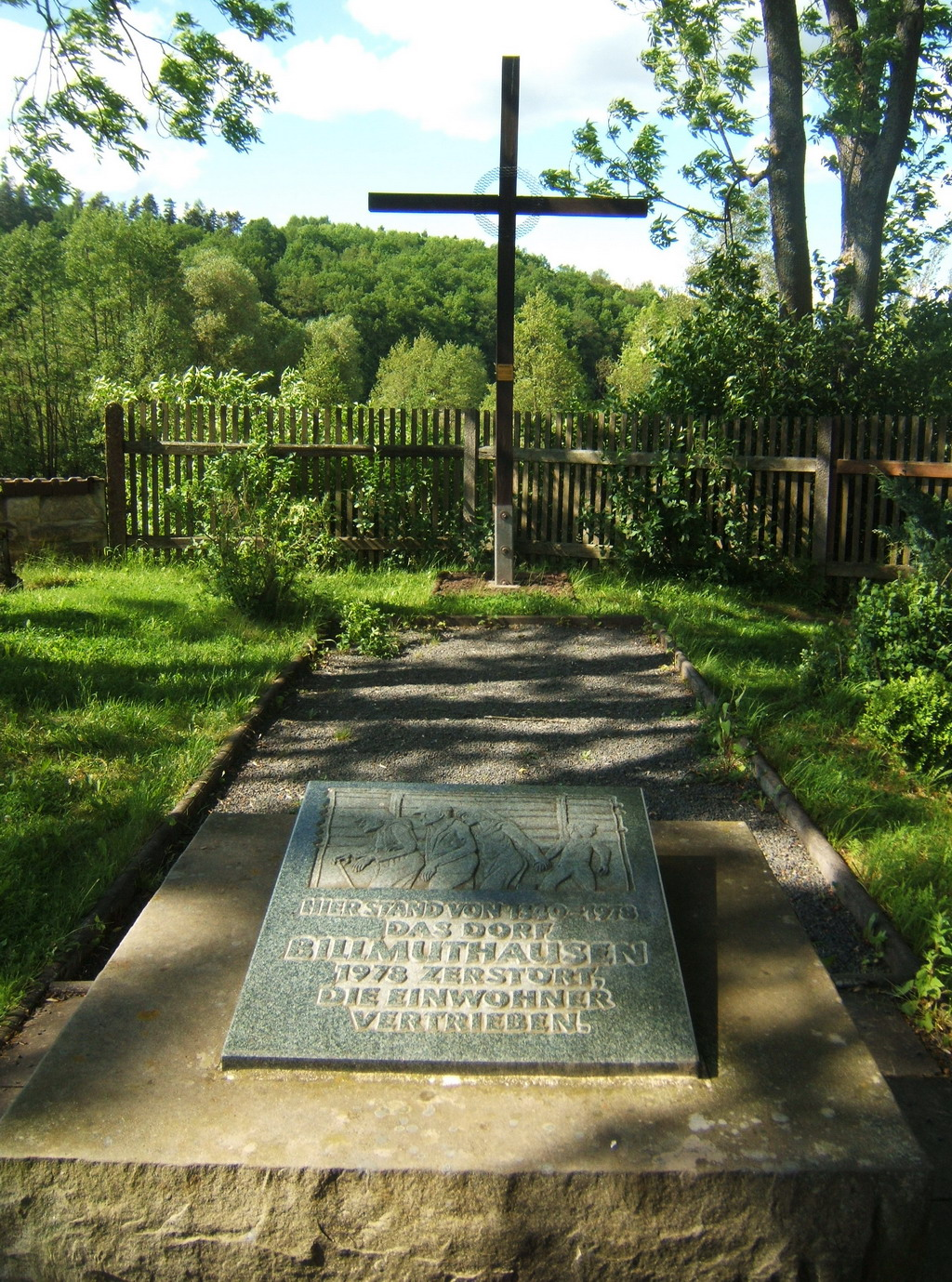
Gedenkstätte Billmuthausen, Gedenkstein und Kreuz neben der Gedächtniskapelle

- Harztor, Ortsteil Ilfeld, Landkreis Nordhausen
  - Steinkohlen-Besucherbergwerk
- Heilbad Heiligenstadt, Landkreis Eichsfeld
  - Eichsfelder Heimatmuseum
  - Literaturmuseum „Theodor Storm“
- Heldburg, Landkreis Hildburghausen
  - Veste Heldburg
  - Deutsches Burgenmuseum (Eröffnung am 8. September 2016)
  - Gedenkstätte Billmuthausen (Förderverein)
- Hermsdorf, Saale-Holzland-Kreis
  - Kleine Galerie im Stadthaus
- Hildburghausen, Landkreis Hildburghausen
  - Milch- und Reklamemuseum
  - Stadtmuseum Hildburghausen
  - Heimatmuseum Hinternah
- Hirschberg, Saale-Orla-Kreis
  - Museum für Gerberei- und Stadtgeschichte
- Hörselberg-Hainich, Ortsteil Behringen, Wartburgkreis
  - Heimatstube im Inspektorhaus Behringen
- Hohenfelden, Landkreis Weimarer Land
  - Thüringer Freilichtmuseum Hohenfelden
- Hohenleuben, Landkreis Greiz
  - Museum Reichenfels

## I
- Ilmenau, Ilm-Kreis

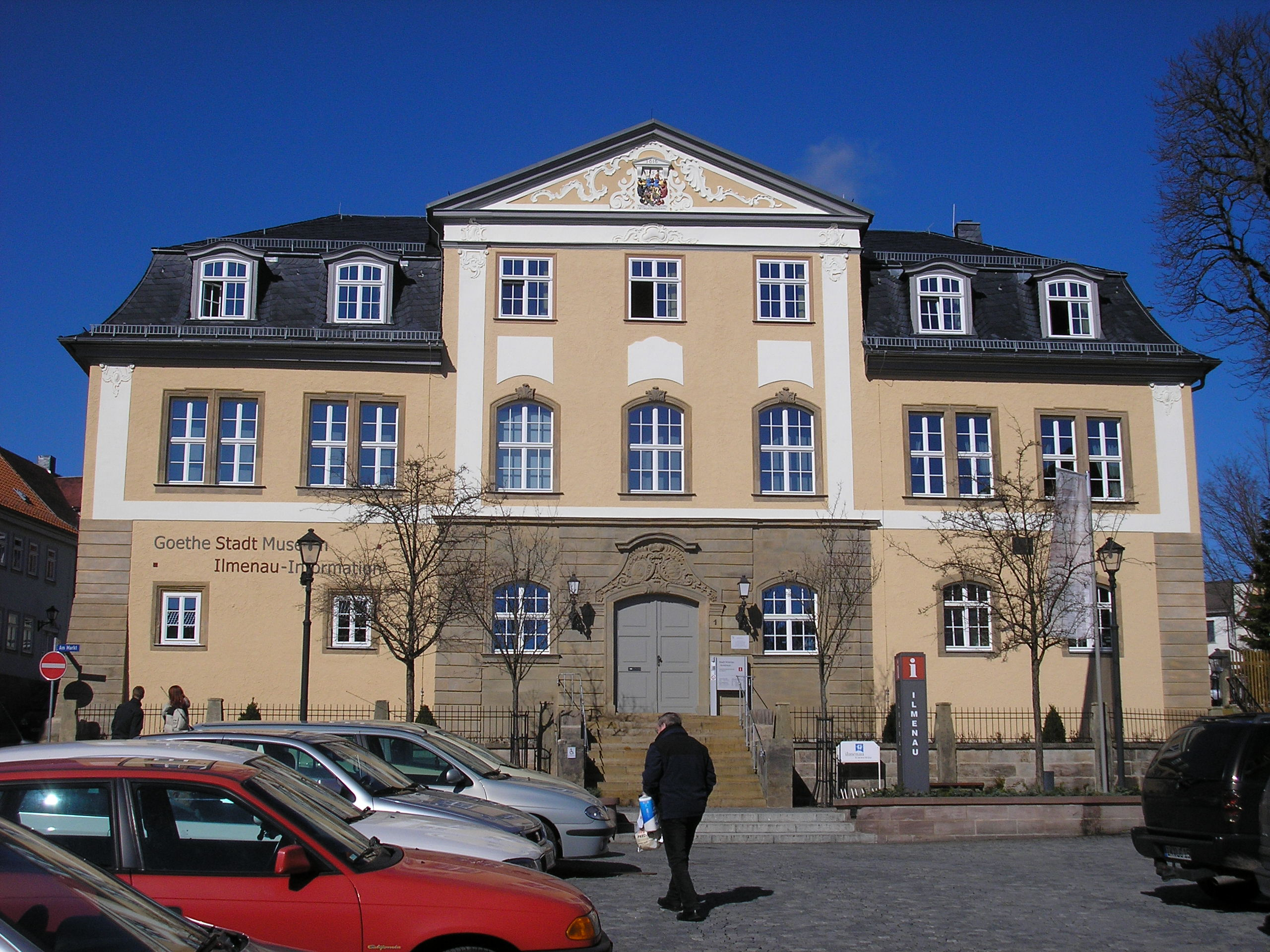
GoetheStadtMuseum Ilmenau

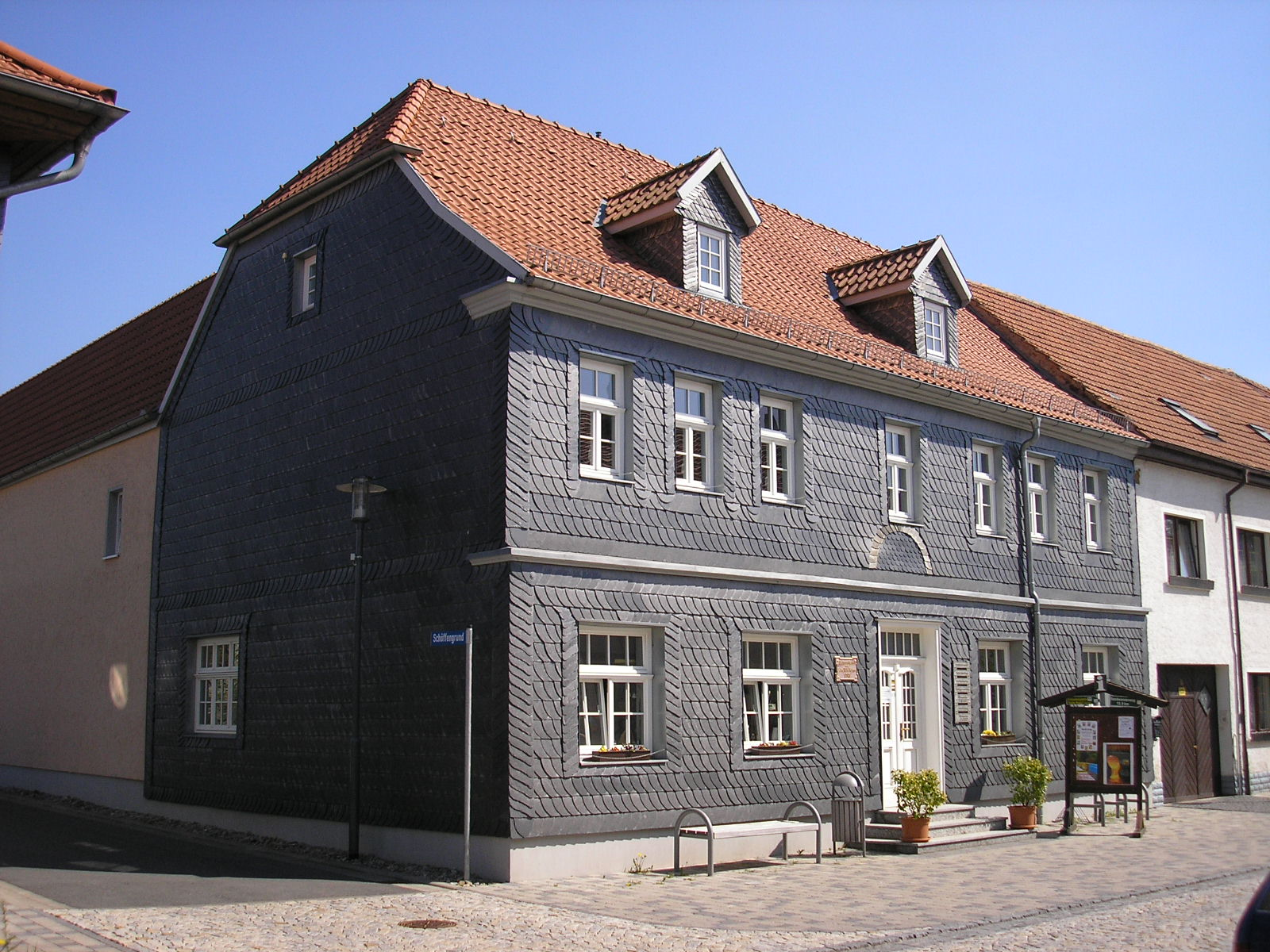
Heinsehaus Langewiesen

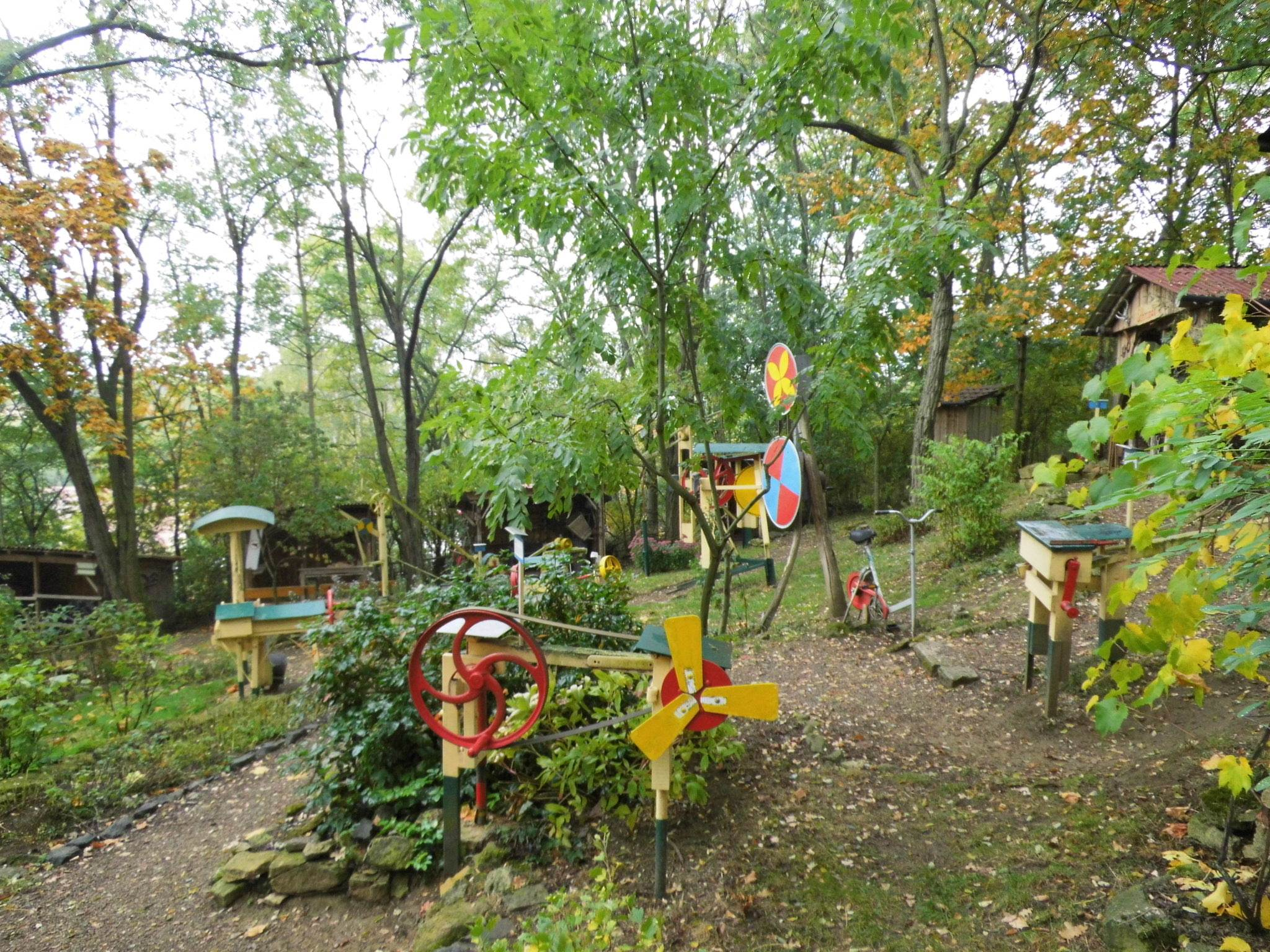
Mechanika da Vinci, Leutenthal

  - Ausstellung „350 Jahre Glas in Ilmenau“
  - Bergmannskapelle Ilmenau
  - Bunkermuseum Frauenwald
  - Goethemuseum (Stützerbach)
  - GoetheStadtMuseum Ilmenau
  - Heimat- und Glasmuseum Stützerbach
  - Heimatstube Frauenwald
  - Heimatstube Manebach
  - Heimatstube Oehrenstock
  - Heinse-Haus Langewiesen
  - Informations- und Bildungszentrum Frauenwald
  - Jagdhaus Gabelbach
  - Schaubergwerk Volle Rose im Schortetal
  - Schlittenscheune Ilmenau
  - Stadt- und Schlossmuseum Gehren
- Ilmtal-Weinstraße, Ortsteil Leutenthal, Landkreis Weimarer Land
  - Mechanika da Vinci
  - Scheunenmuseum Malarski
- Ilmtal-Weinstraße, Ortsteil Liebstedt, Landkreis Weimarer Land
  - Ordensburg Liebstedt
- Ilmtal-Weinstraße, Ortsteil Oßmannstedt, Landkreis Weimarer Land
  - Wielandgut Oßmannstedt
- Ilmtal-Weinstraße, Ortsteil Willerstedt, Landkreis Weimarer Land
  - Franz Magnus Böhme – Zimmer
  - Heimatmuseum

## J
- Jena
  - Goethe-Gedenkstätte
  - Historische Maschinenschlosserei
  - Jenaer Kunstverein
  - Optisches Museum Jena
  - Orientalisches Münzkabinett Jena
  - Phyletisches Museum
  - Romantikerhaus

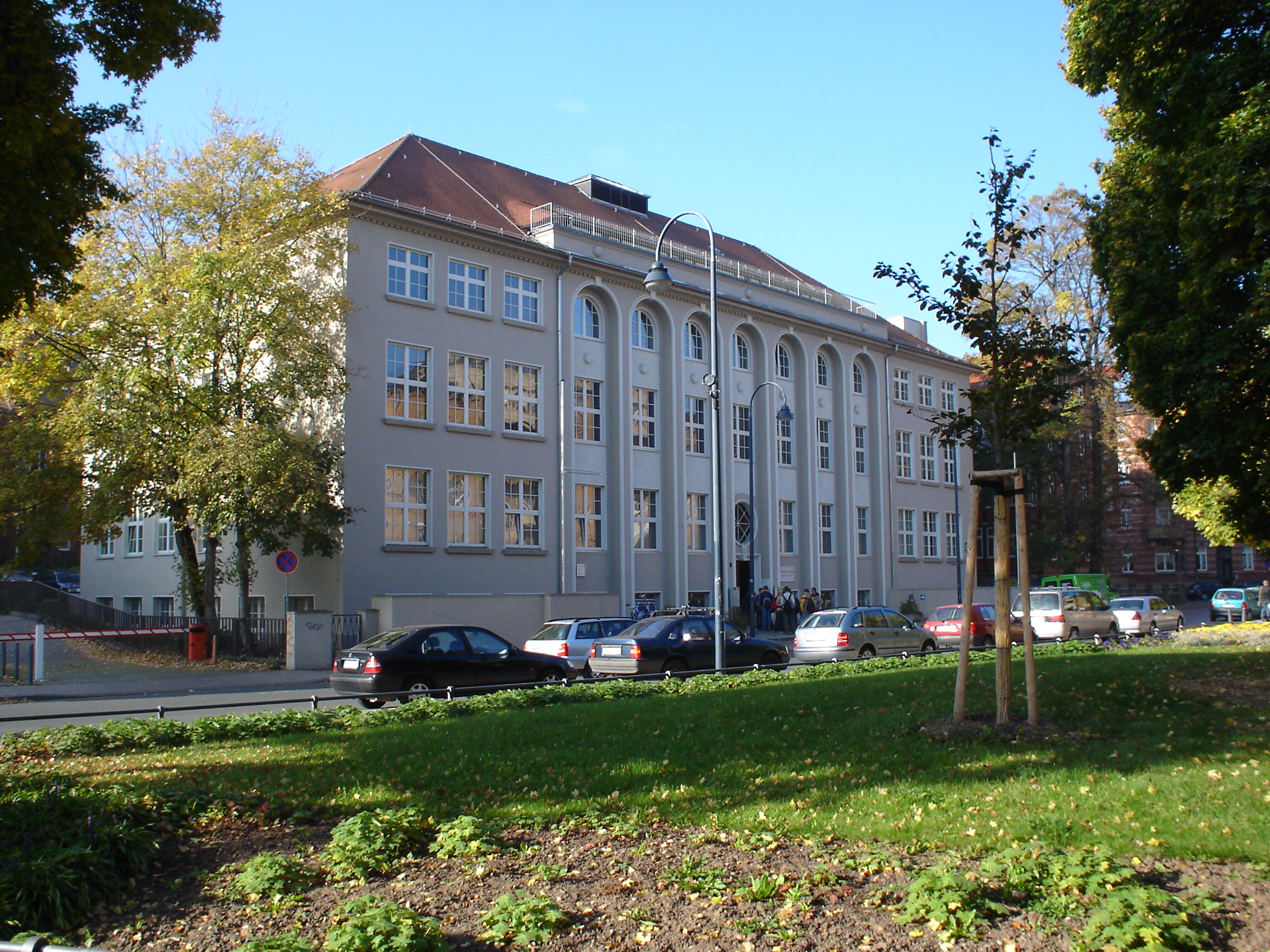
Optisches Museum Jena

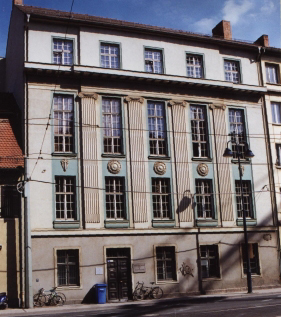
Ur- und frühgeschichtliche Sammlung der Universität Jena

  - Stadtmuseum Göhre mit der Kunstsammlung Jena
  - Zeiss-Planetarium
  - Ernst-Haeckel-Haus
  - Hilprecht-Sammlung Vorderasiatischer Altertümer
  - Mineralogische Sammlung
  - Schillers Gartenhaus
  - Galerie Zwätzengasse
  - Sammlung antiker Kleinkunst
  - Ur- und frühgeschichtliche Sammlung der Universität Jena
  - Gedenkstätte 1806
  - Kunsthof Jena
  - Galerie Pack of Patches

## K
- Kahla, Saale-Holzland-Kreis
  - Heimatmuseum Kahla

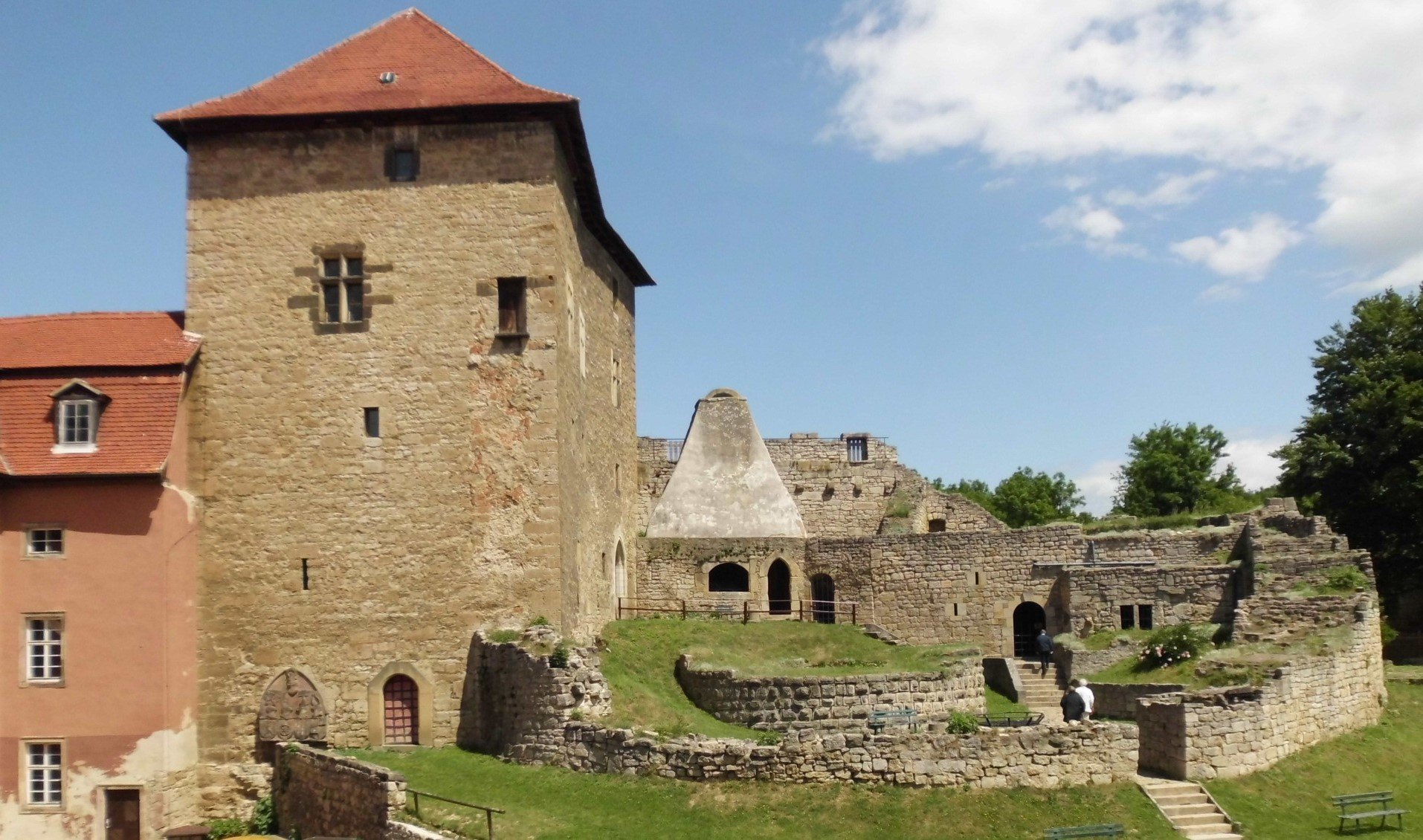
Wasserburg Kapellendorf

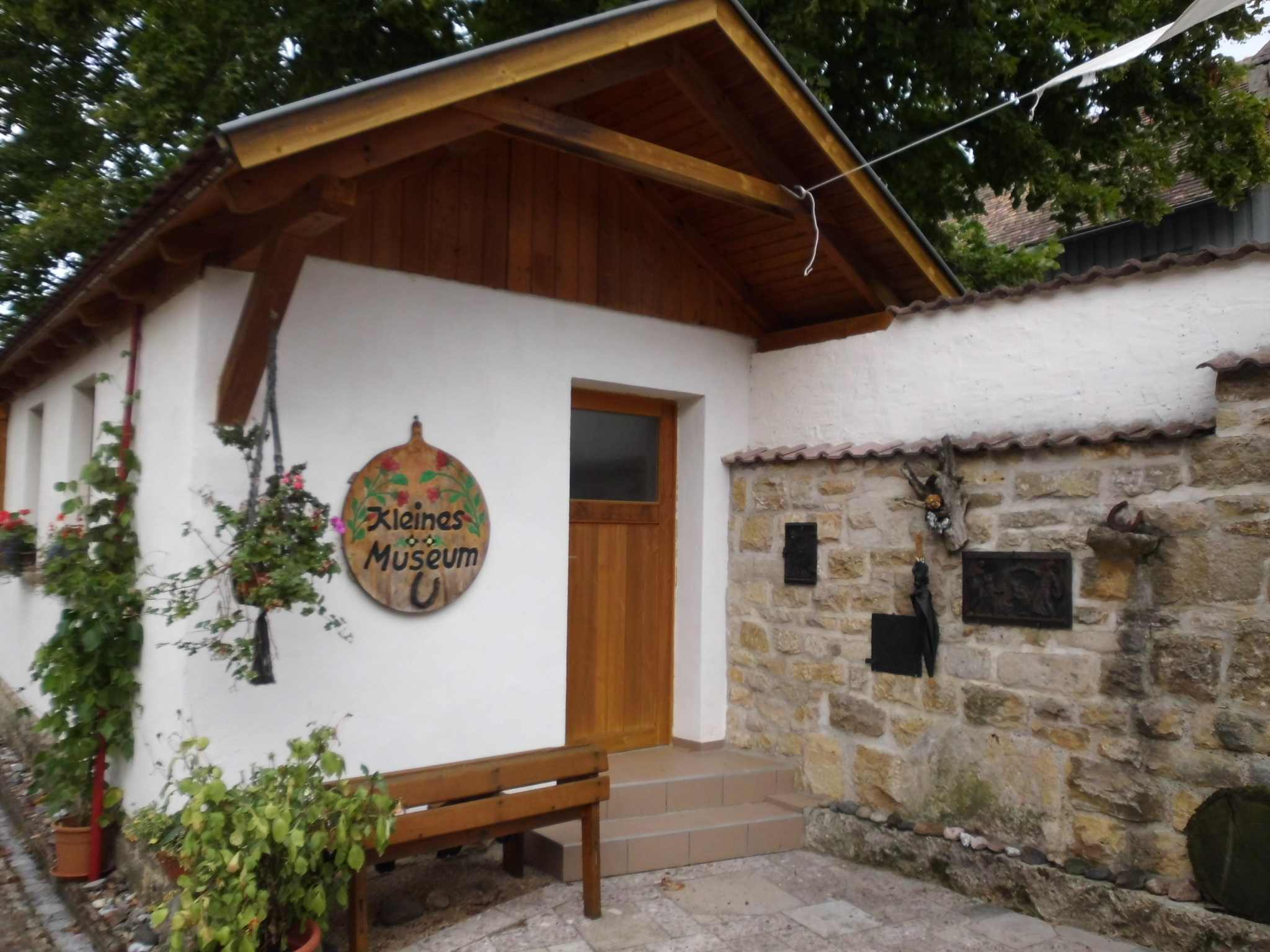
BB's Kleines Museum, Kiliansroda

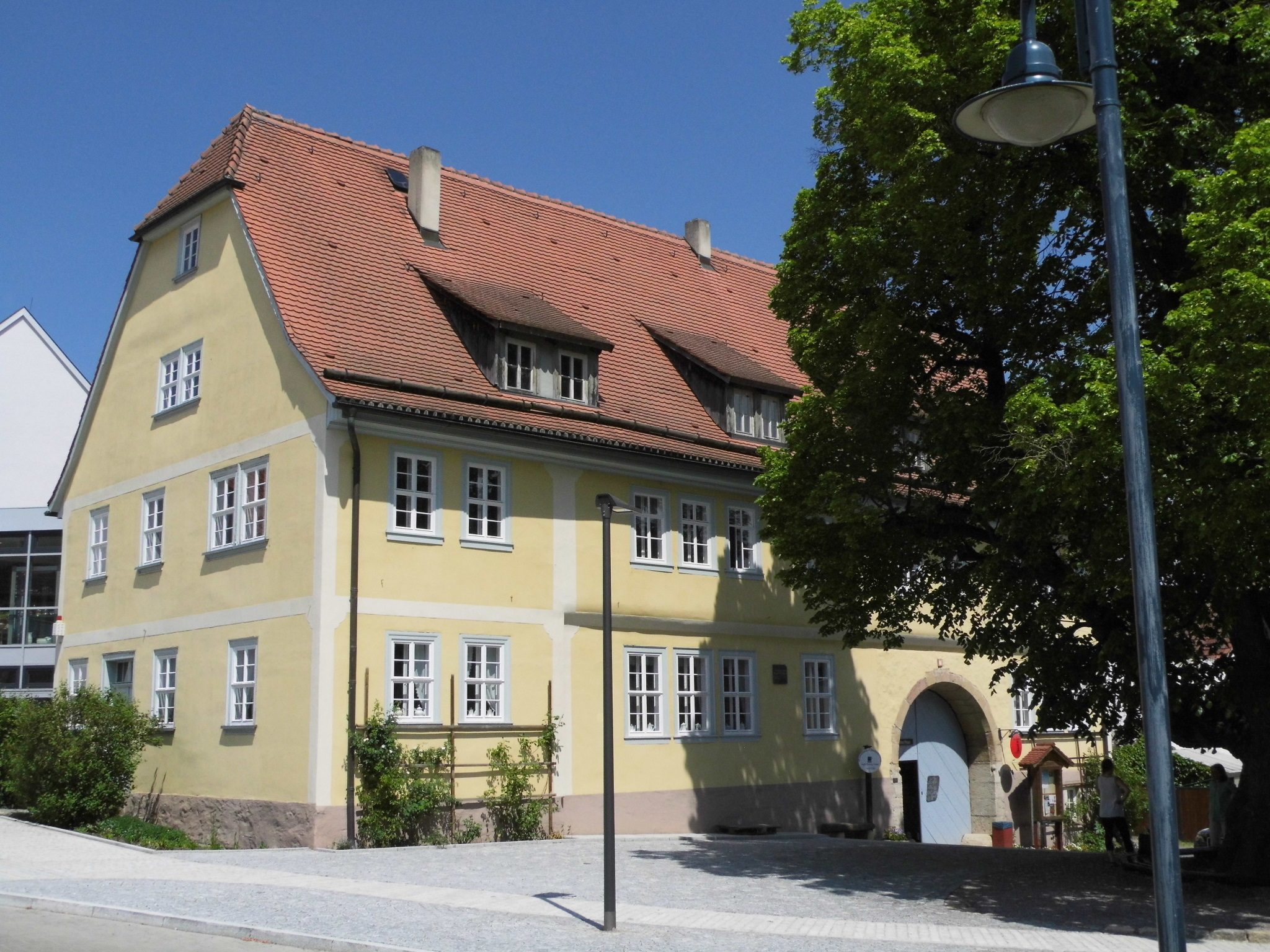
Baumbachhaus Kranichfeld

- Kapellendorf, Landkreis Weimarer Land
  - Wasserburg Kapellendorf
- Kiliansroda, Landkreis Weimarer Land
  - BB's Kleines Museum
- Kloster Veßra, Landkreis Hildburghausen
  - Hennebergisches Museum Kloster Veßra
- Königsee, Landkreis Saalfeld-Rudolstadt
  - Museum zur Kloster-, Forst- und Jagdgeschichte in Paulinzella
- Kranichfeld, Landkreis Weimarer Land
  - Baumbachhaus
  - Niederburg und Falkenhof
  - Oberschloss Kranichfeld
- Krayenberggemeinde, Ortsteil Merkers, Wartburgkreis
  - Erlebnisbergwerk Merkers
- Kühndorf, Landkreis Schmalkalden-Meiningen
  - Museum in der Friedhofskirche
  - Heimatstube
- Küllstedt, Landkreis Eichsfeld
  - Heimatstübchen
- Kölleda, Landkreis Sömmerda
  - Heimatmuseum Kölleda
  - Funkwerkmuseum
  - Turmuhrmuseum

## L

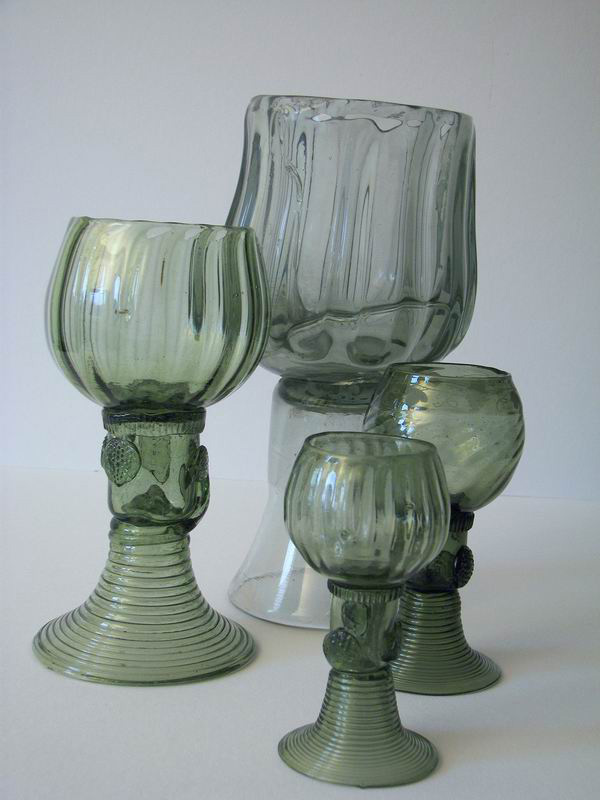
Museum für Glaskunst Lauscha

- Langenwetzendorf, Ortsteil Kühdorf, Landkreis Greiz
  - Museum in der Scheune
- Langenwetzendorf, Ortsteil Nitschareuth, Landkreis Greiz
  - Bauernmuseum Nitschareuth
- Lauscha, Landkreis Sonneberg
  - Museum für Glaskunst
- Lehesten, Landkreis Saalfeld-Rudolstadt
  - Historischer Schieferbergbau
- Leinefelde-Worbis, Ortsteil Worbis, Landkreis Eichsfeld
  - Eichsfelder Frauenwerkstatt
  - Heimatmuseum Worbis
  - Museum Haus Güldencreuz
- Lindewerra, Landkreis Eichsfeld
  - Stockmachermuseum
- Lucka, Landkreis Altenburger Land
  - Heimatmuseum der Stadt Lucka
- Luisenthal, Landkreis Gotha
  - Brauerei- und Heimatmuseum Stutzhaus

## M
- Magdala, Landkreis Weimarer Land
  - Heimatstube

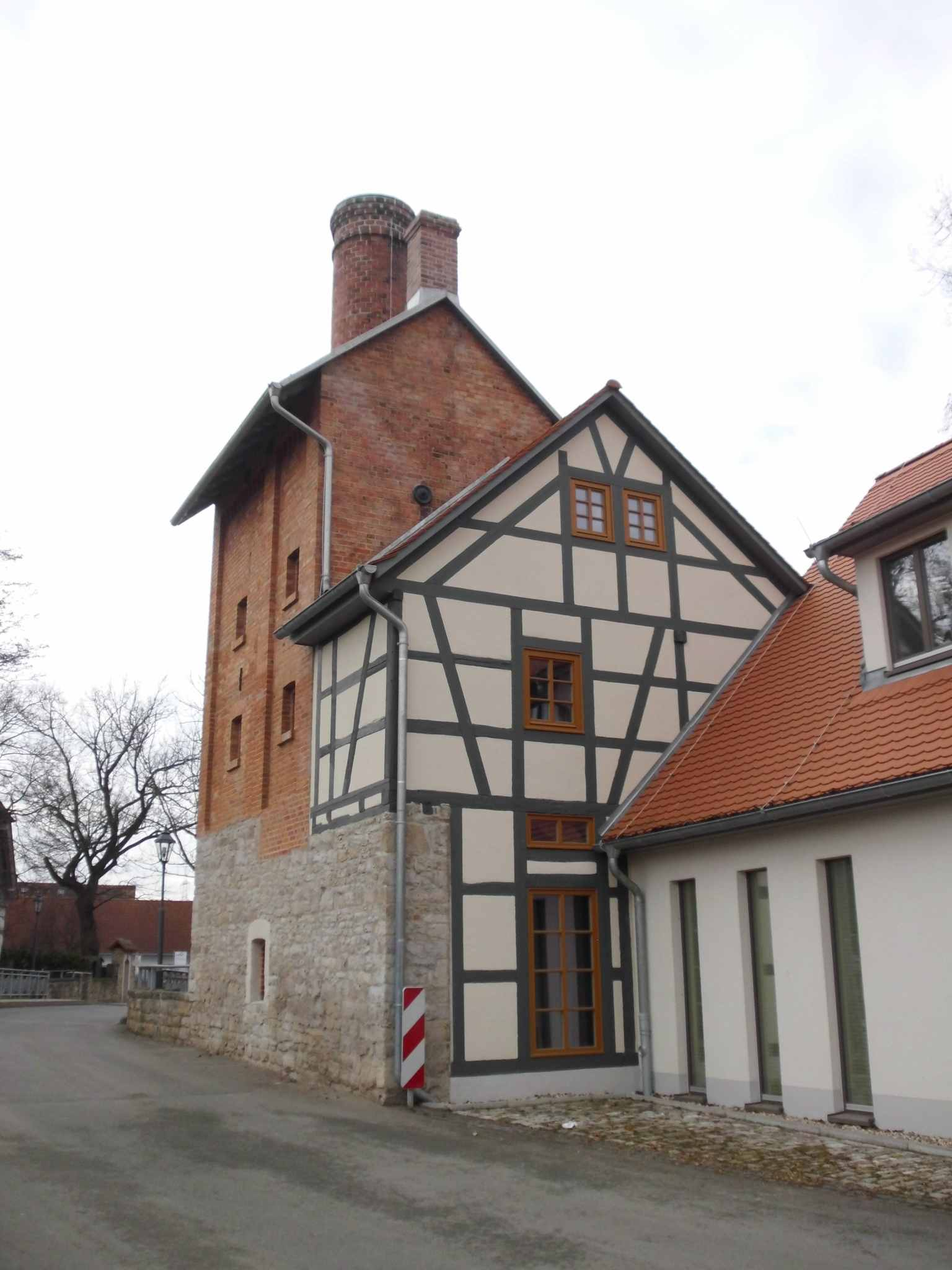
Malzdarre in Mellingen

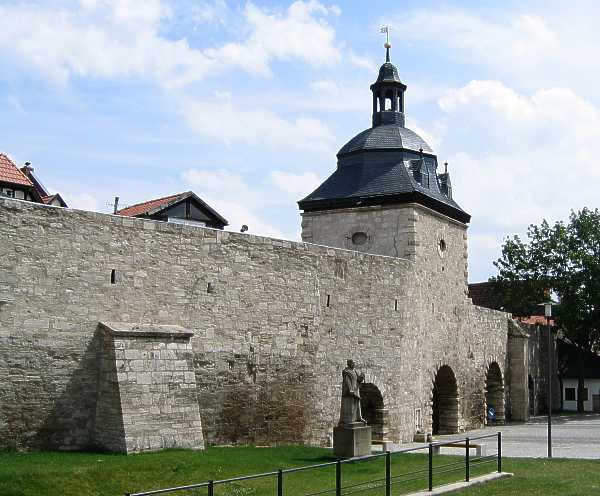
Historische Wehranlage in Mühlhausen

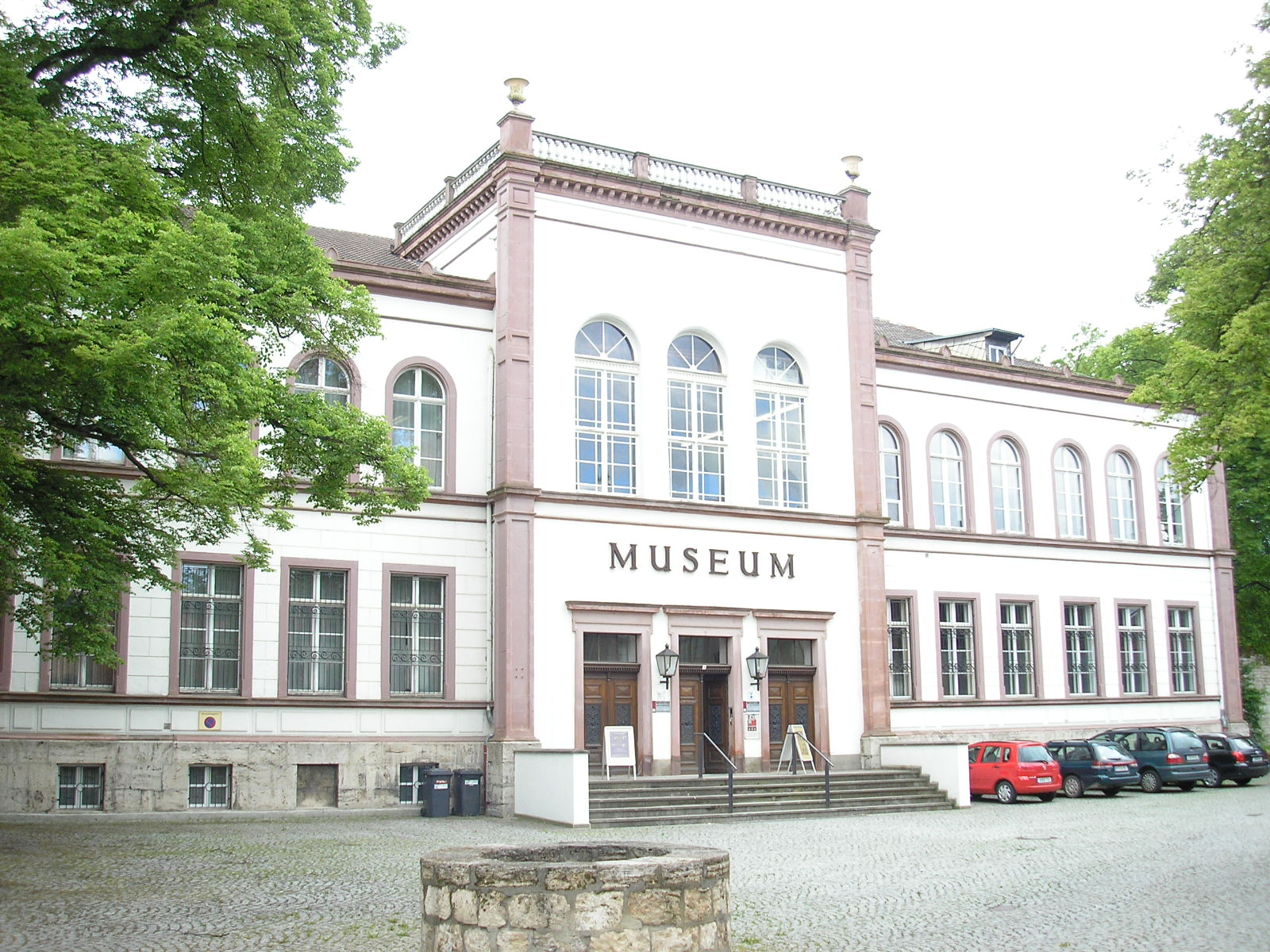
Kulturhistorisches Museum, Mühlhausen

- Magdala, Ortsteil Ottstedt, Landkreis Weimarer Land
  - Ottstedt im Karton
- Markvippach, Landkreis Sömmerda
  - Museum Wasserburg
- Meiningen, Landkreis Schmalkalden-Meiningen
  - Meininger Museen im Schloss Elisabethenburg
  - Literaturmuseum im Baumbachhaus
  - Theatermuseum „Zauberwelt der Kulisse“
  - Meininger Zweiradmuseum (MZM)
  - Galerie ADA
  - Dampflok Erlebniswelt Meiningen
  - Goetz-Höhle
  - Kunsthaus Meiningen
- Meiningen, Ortsteil Walldorf, Landkreis Schmalkalden-Meiningen
  - Sandstein- und Märchenhöhle
- Mellingen, Landkreis Weimarer Land
  - Malzdarre mit Heimatmuseum
- Meuselwitz, Landkreis Altenburger Land
  - Heimatmuseum
  - Alfred-Ahner-Haus Wintersdorf
- Mühlhausen, Unstrut-Hainich-Kreis
  - Zweckverband Mühlhäuser Museen
    - Kulturhistorisches Museum
    - Bauernkriegsmuseum Kornmarktkirche
    - Thomas-Müntzer-Gedenkstätte St. Marien
    - Historische Wehranlage
    - Museum Allerheiligenkirche

  - Popperöder Brunnenhaus
  - 1. Deutsches Bratwurstmuseum (verlegt aus Holzhausen, wegen verzögertem Neubau momentan nur eingeschränkt zu besichtigen)
  - Galerie am Entenbühl
  - Synagoge

## N

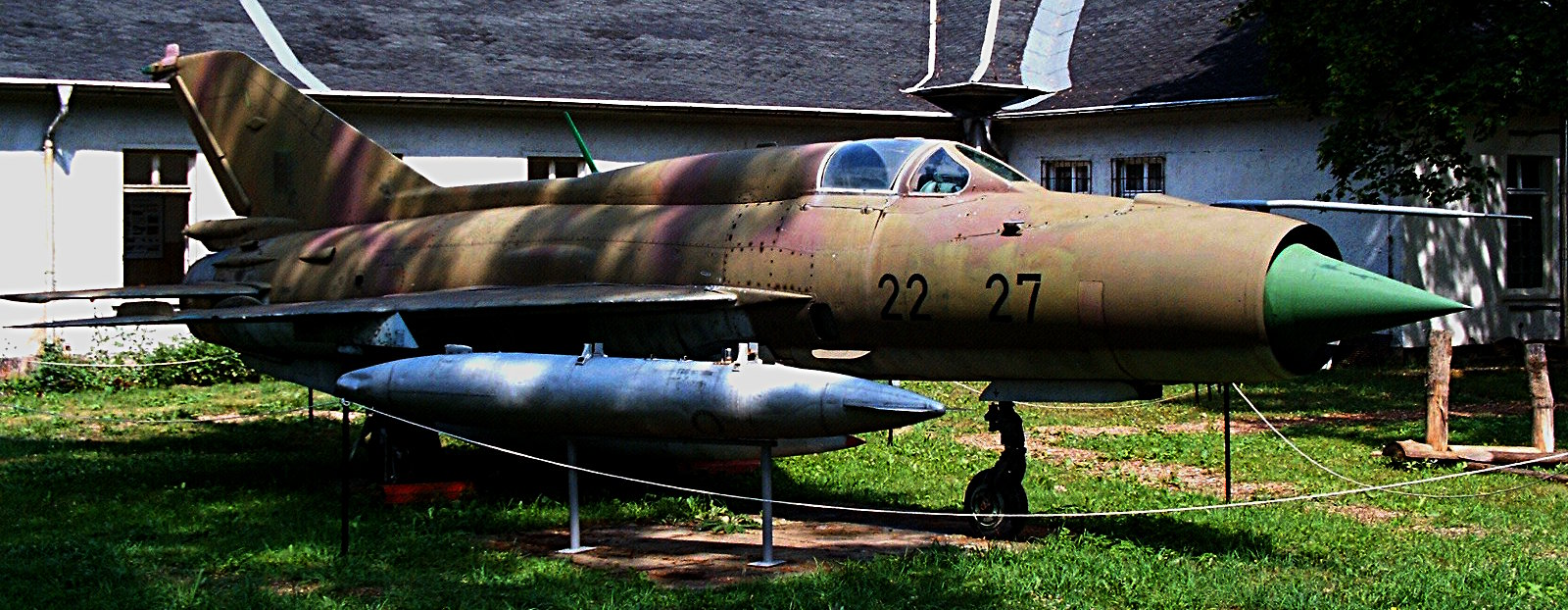
MiG-21 SPS auf dem Flughafenmuseum in Altenburg-Nobitz

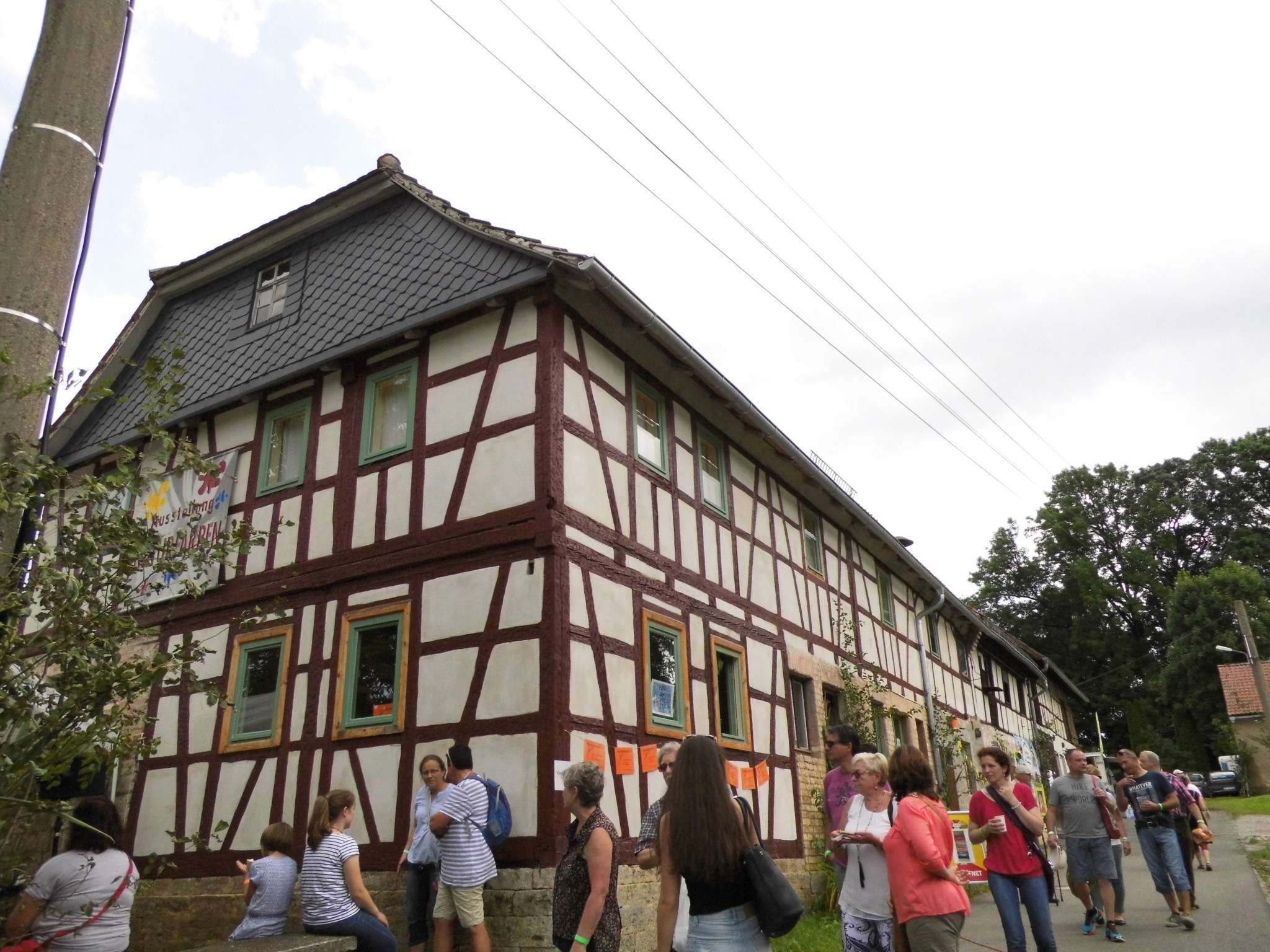
Haus der Farben, Neckeroda

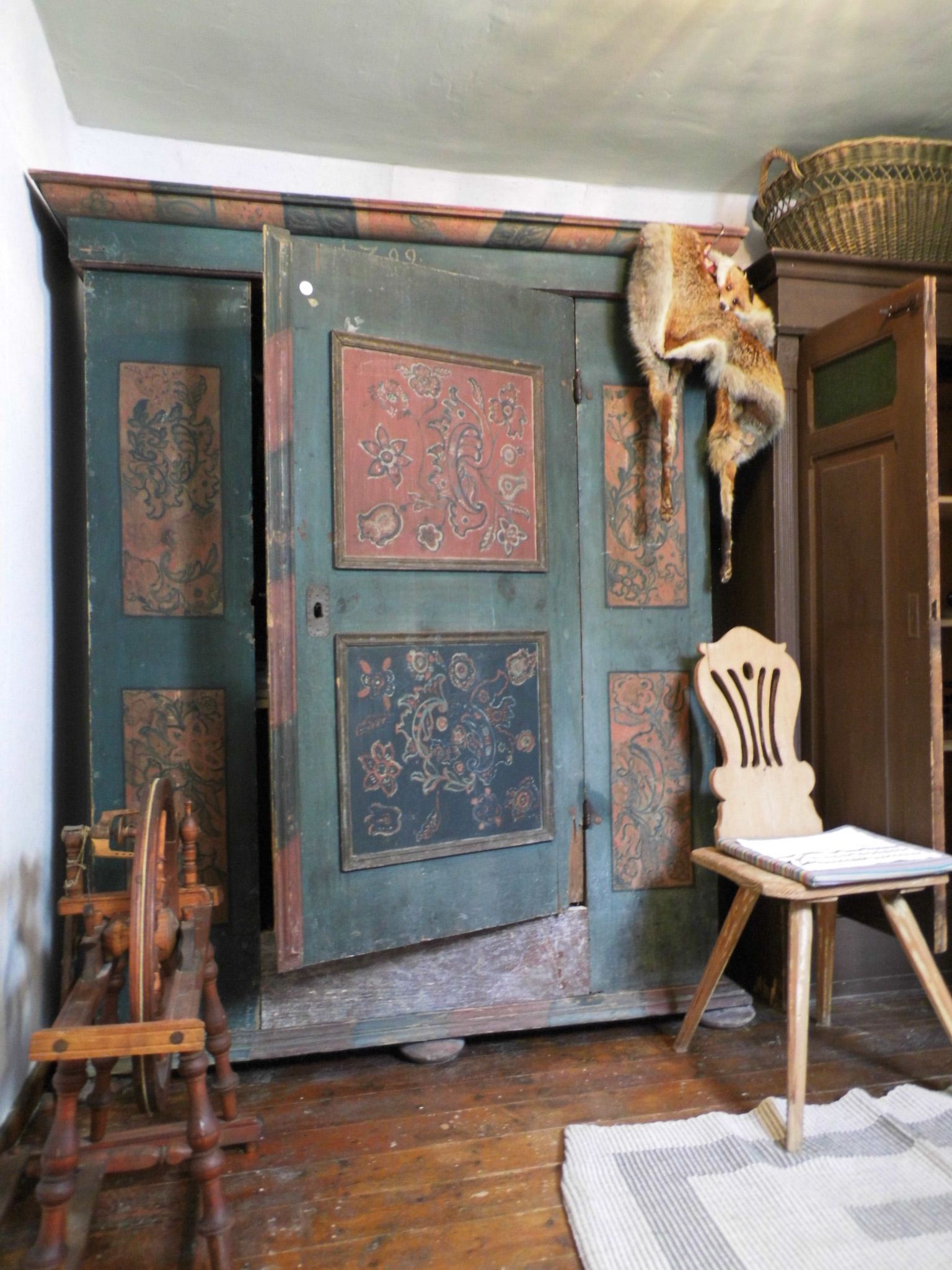
Heimatstube Nohra im Grammetal

- Neckeroda, Landkreis Weimarer Land
  - Haus der Farben
- Nesse-Apfelstädt, Ortsteil Ingersleben, Landkreis Gotha
  - Heimatmuseum Ingersleben
- Neuhaus am Rennweg
  - Geißlerhaus
- Neustadt an der Orla, Saale-Orla-Kreis
  - Buteile-Park: Oldtimer- und Technikmuseum
  - Museum für Stadtgeschichte
- Neumark, Landkreis Weimarer Land
  - Heimatstube
- Niedertrebra, Landkreis Weimarer Land
  - Pfarrscheune
- Nobitz, Landkreis Altenburger Land
  - Flugwelt Altenburg-Nobitz
  - Heimatmuseum im historischen Vierseithof in Ehrenhain
- Nordhausen, Landkreis Nordhausen
  - Galerie im Waisenhaus
  - KZ-Gedenkstätte Mittelbau-Dora
  - Kunsthaus Meyenburg
  - Museum Tabakspeicher

## O
- Oberhof, Landkreis Schmalkalden-Meiningen
  - Thüringer Wintersportausstellung
- Ohrdruf, Landkreis Gotha
  - Museum im Schloss Ehrenstein
  - Technisches Denkmal Tobiashammer
  - Museum Alte Gerberei

## P
- Plothen, Saale-Orla-Kreis
  - Pfahlhaus Plothen Museum
- Pößneck, Saale-Orla-Kreis
  - Stadtmuseum

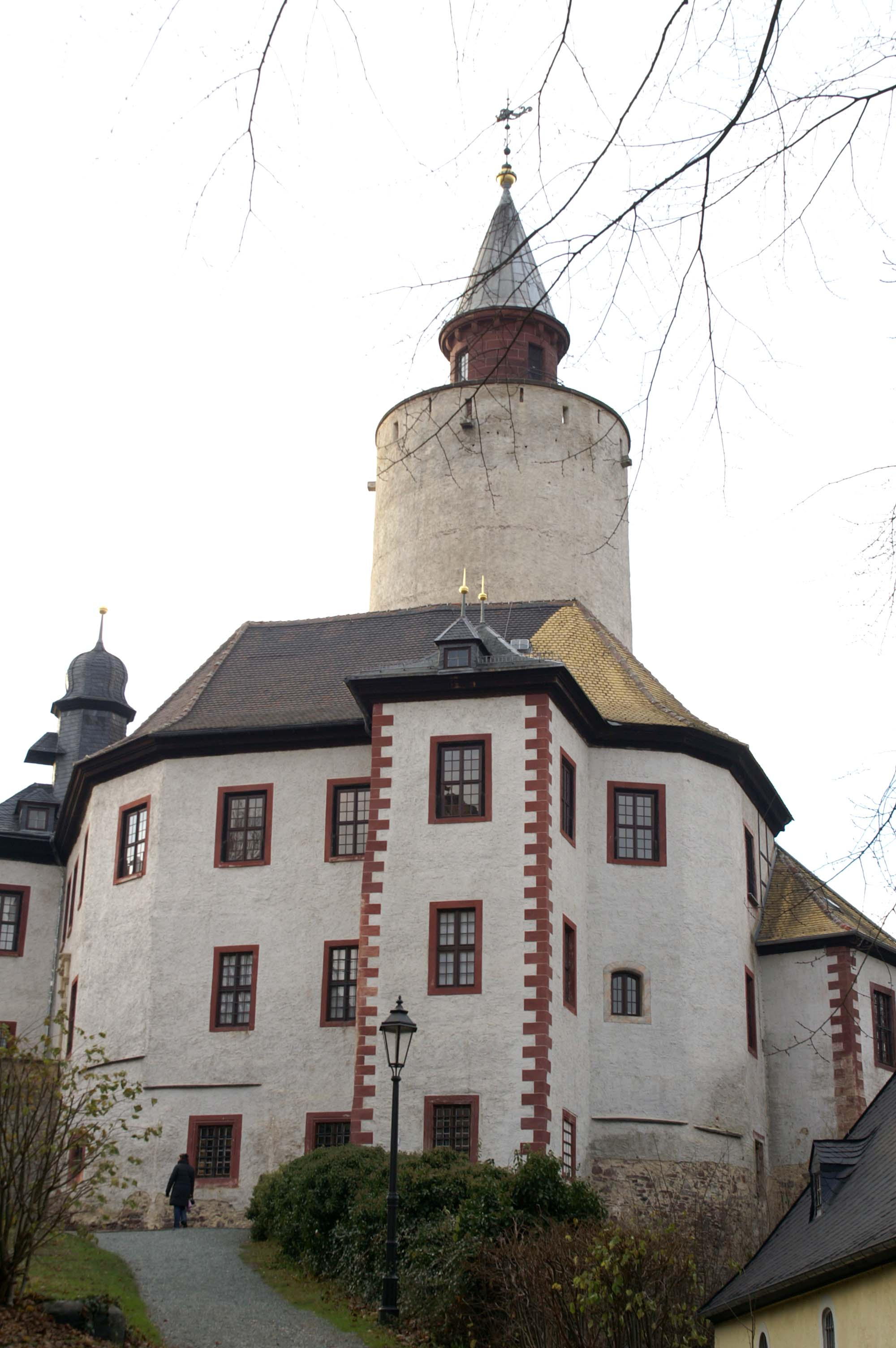
Museum Burg Posterstein

- Ponitz, Landkreis Altenburger Land
  - Ausstellungen im Schloss Ponitz
- Posterstein, Landkreis Altenburger Land
  - Museum Burg Posterstein

## R
- Ranis, Saale-Orla-Kreis
  - Museum Burg Ranis
- Renthendorf, Saale-Holzland-Kreis
  - Brehm-Gedenkstätte
- Römhild, Landkreis Hildburghausen
  - Museum Schloss Glücksburg
  - Steinsburgmuseum
- Ronneburg, Landkreis Greiz
  - Stadt- und Schulmuseum
  - Wismutmuseum

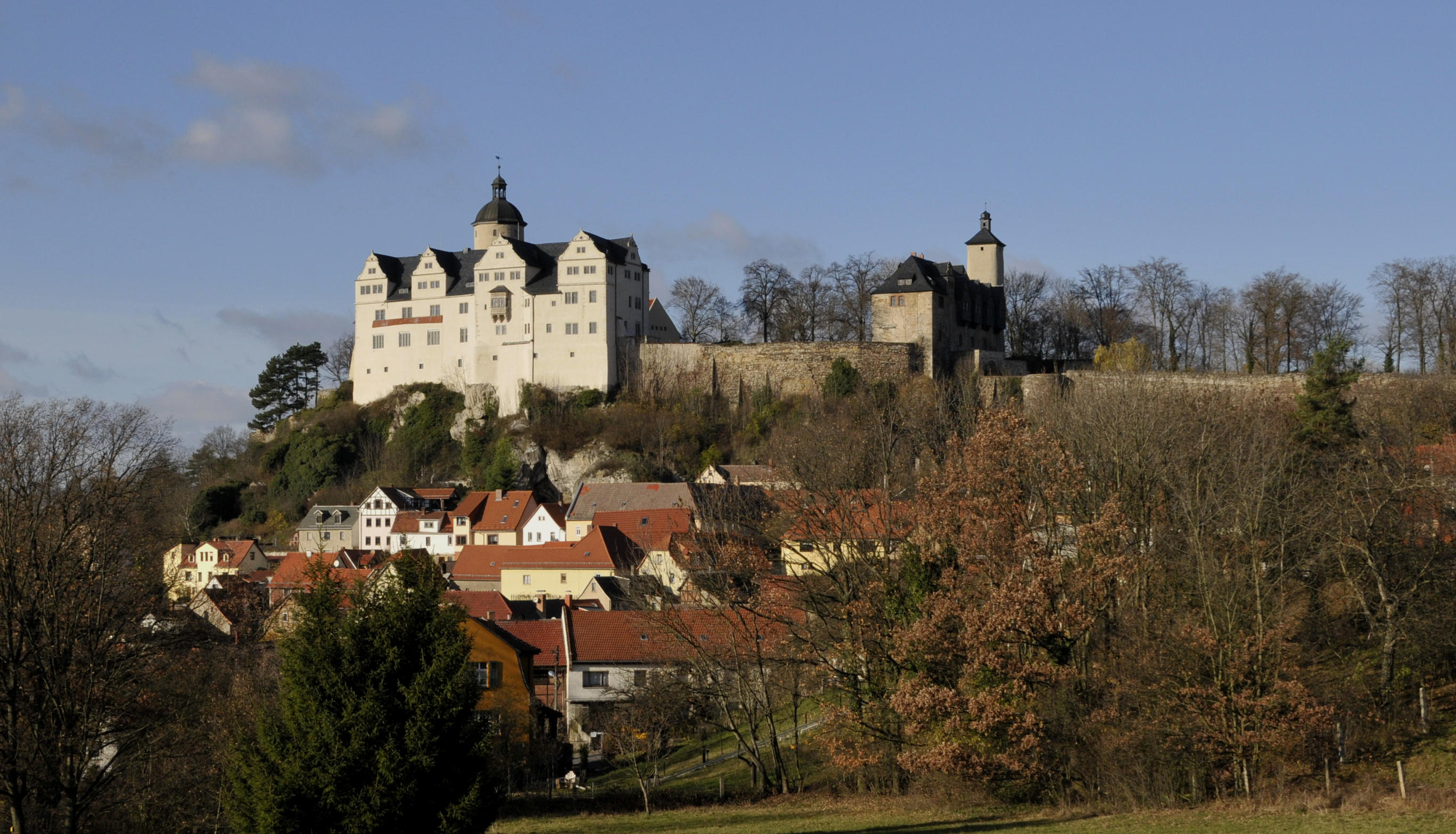
Burg Ranis

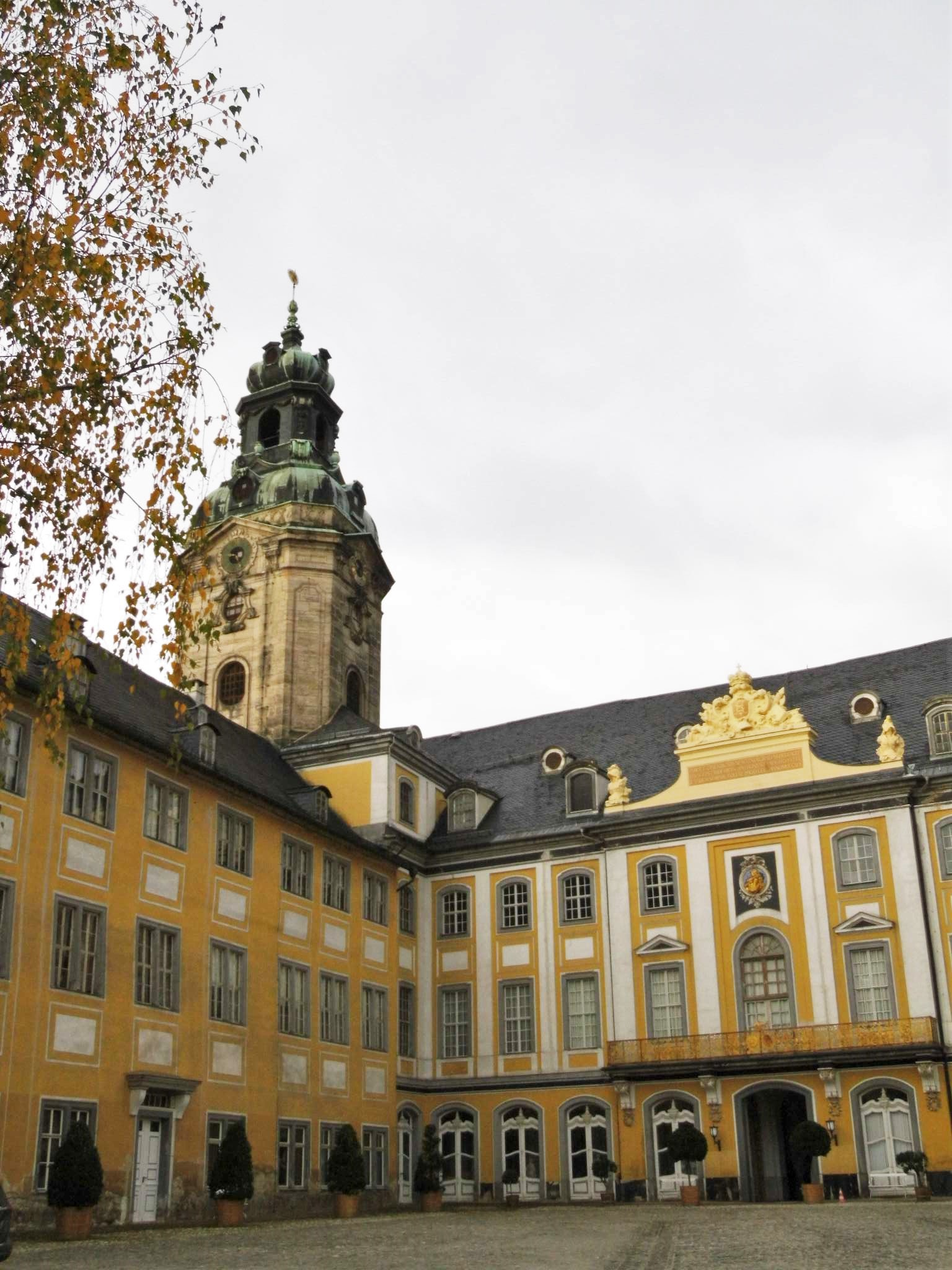
Heidecksburg Rudolstadt

- Rositz, Landkreis Altenburger Land
  - Heimatscheune
- Rudolstadt, Landkreis Saalfeld-Rudolstadt
  - Rudolstädter Puppenmuseum. Auf dem Gelände der ehemaligen Ankerwerke
  - Schillerhaus Rudolstadt
  - Staatliche Förderschule für Sprachbehinderte Friedrich Fröbel
  - Thüringer Bauernhäuser Rudolstadt
  - Thüringer Landesmuseum Heidecksburg
  - Volkskundemuseum
- Ruhla, Wartburgkreis
  - Heimatmuseum Ruhla
  - Uhrenmuseum Gardé
  - Heimatstube im OT Thal
  - Kittelsthaler Tropfsteinhöhle

## S

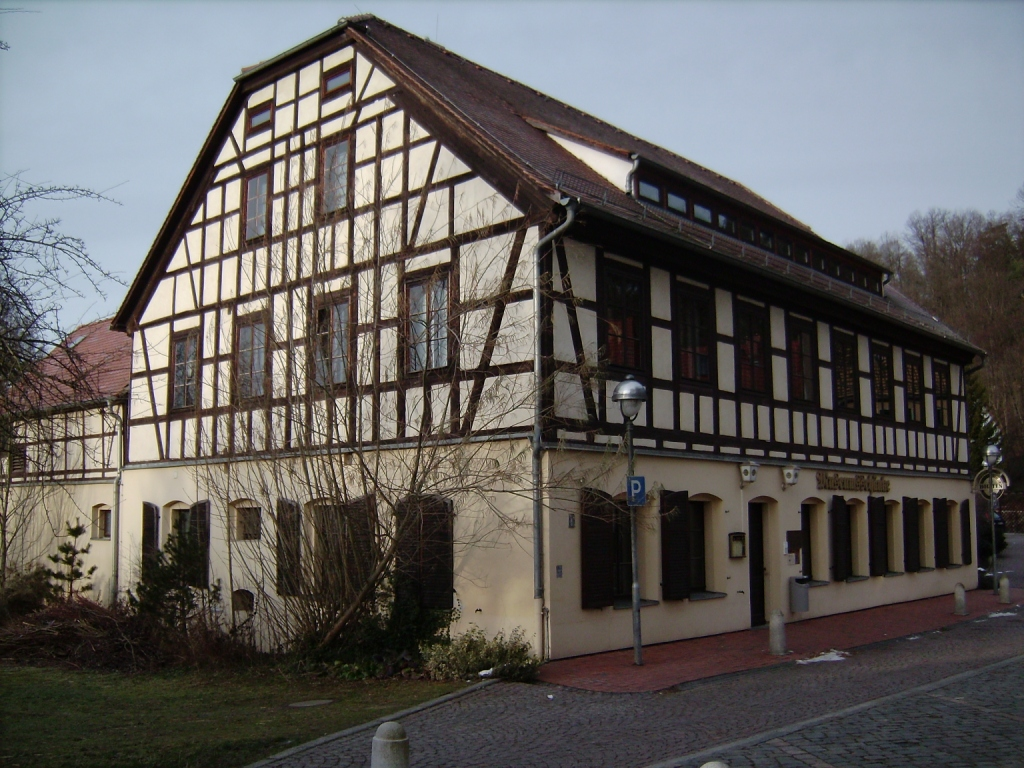
Knopfmuseum in Schmölln

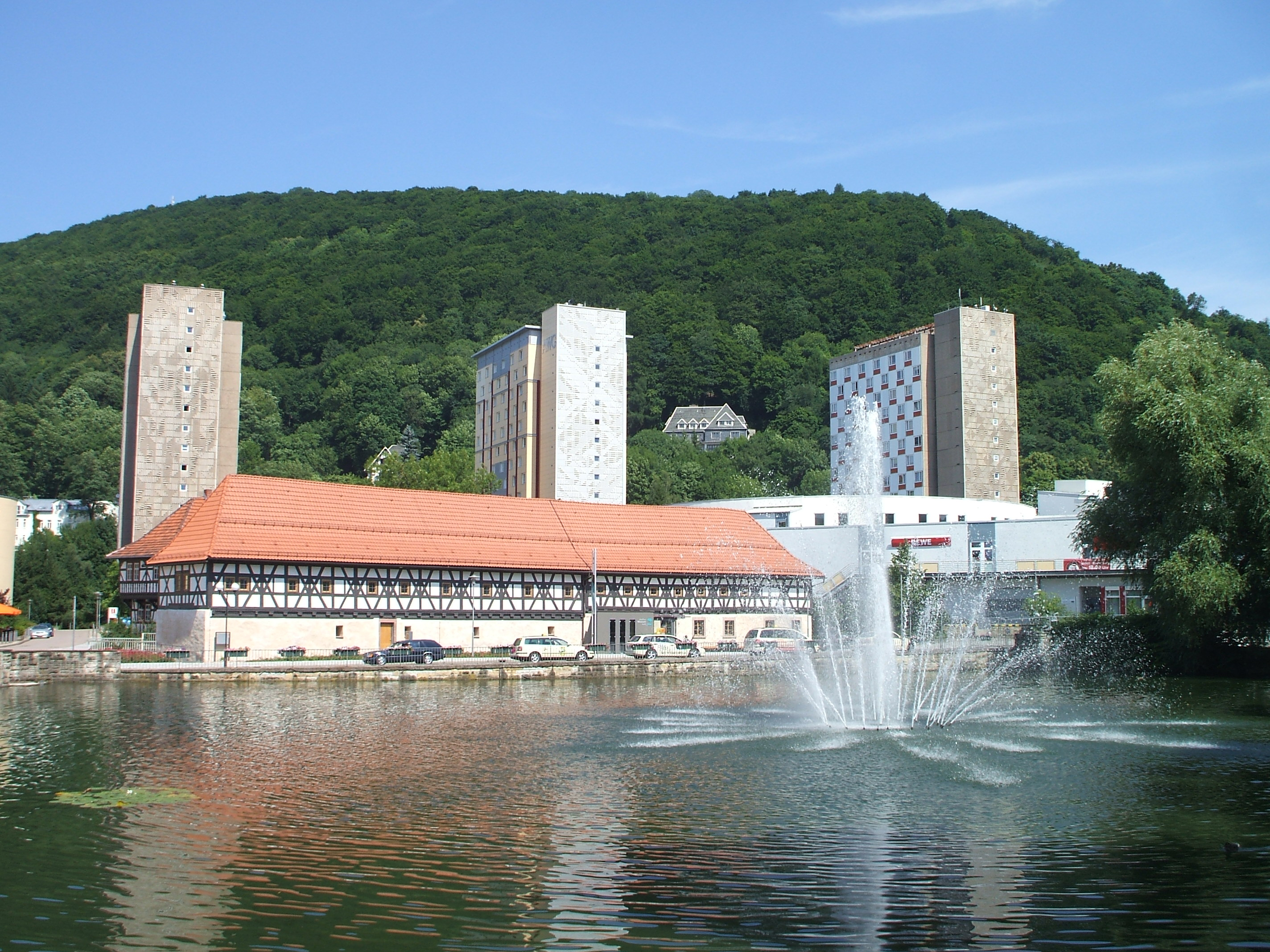
Waffenmuseum in Suhl

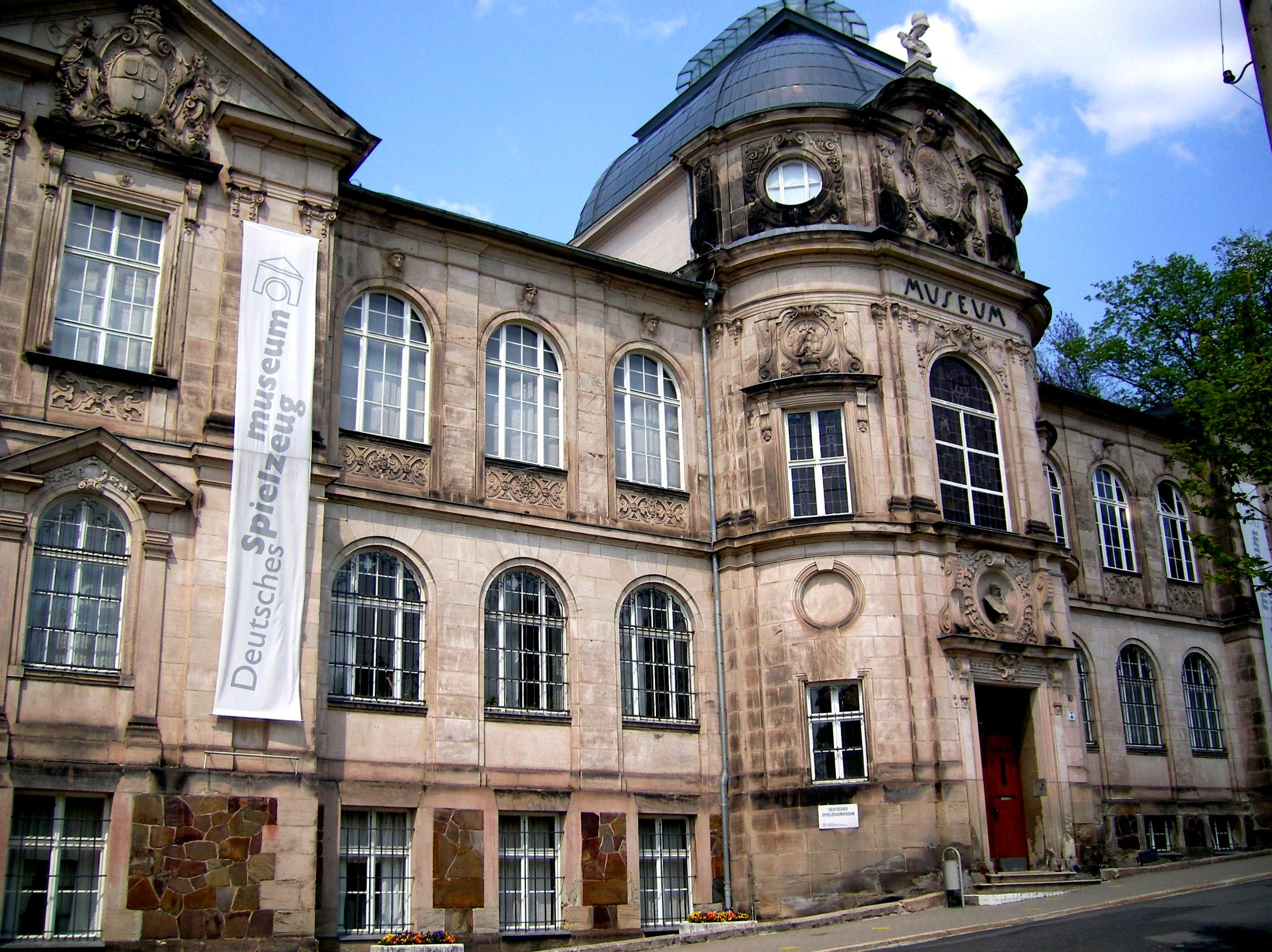
Spielzeugmuseum in Sonneberg

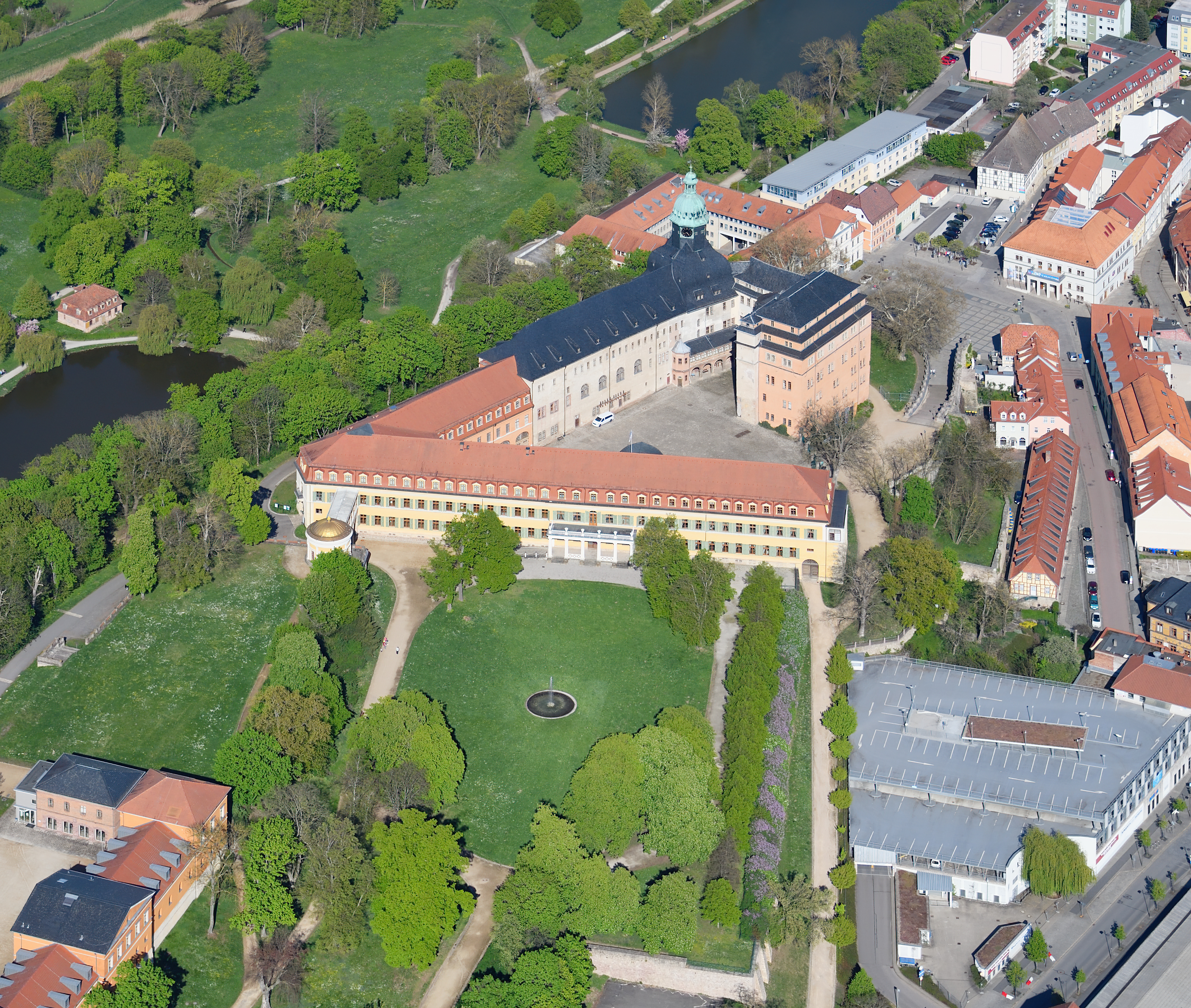
Schlossmuseum Sondershausen

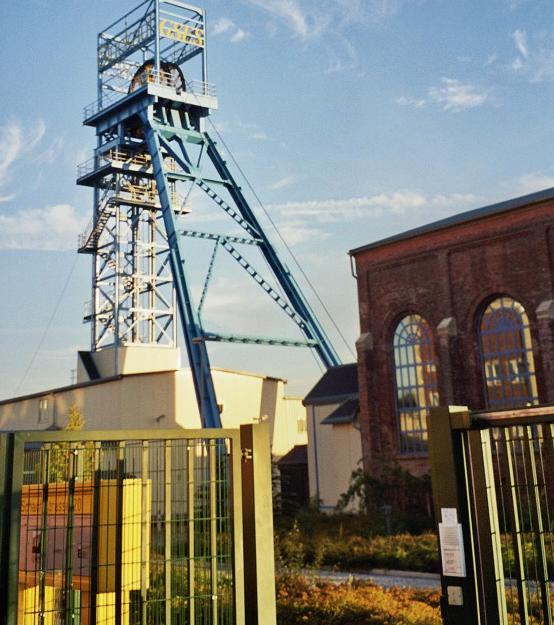
Erlebnisbergwerk Sondershausen

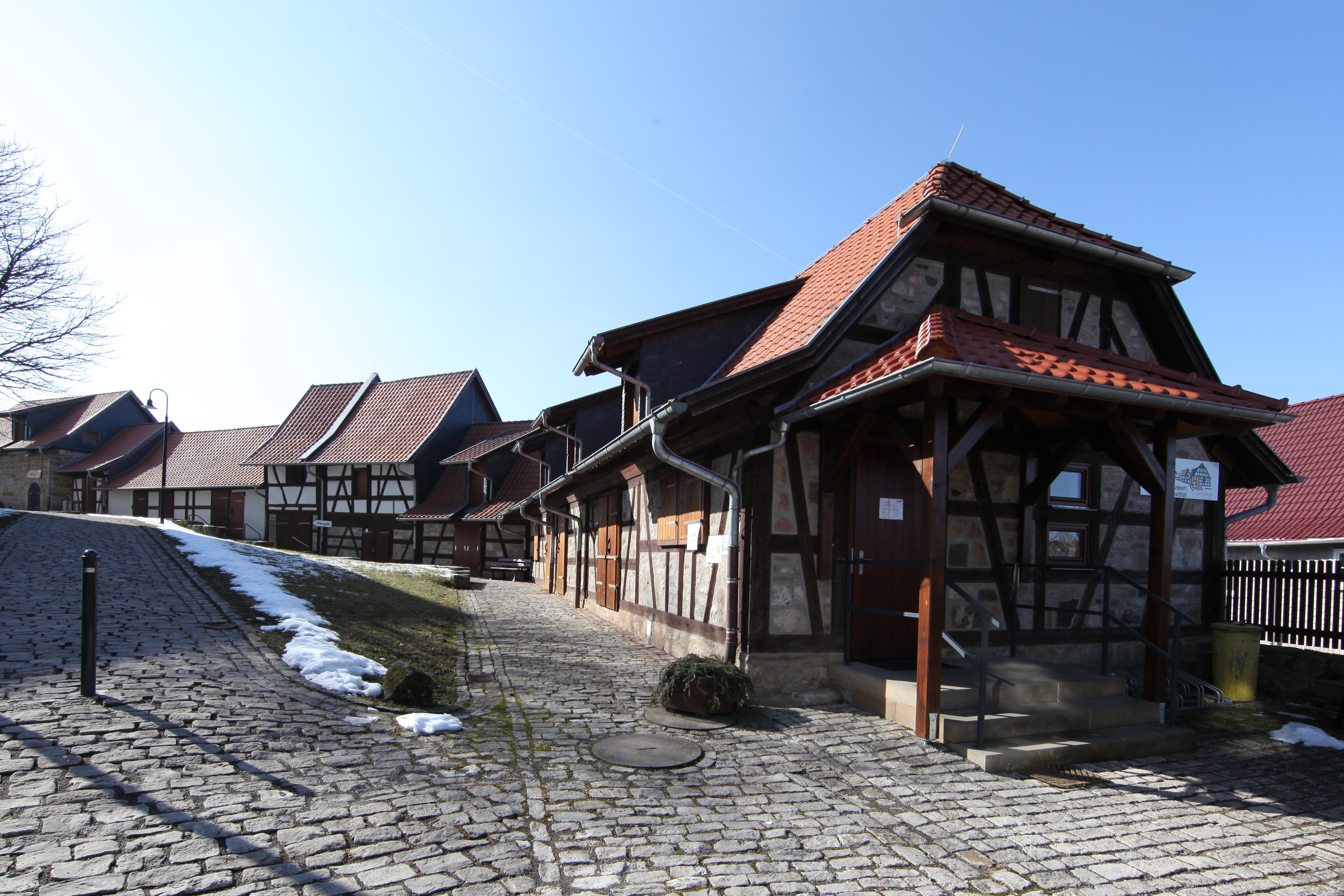
Zweiländermuseum Rodachtal in Kemenaten (Gaden) der Kirchenburg Streufdorf

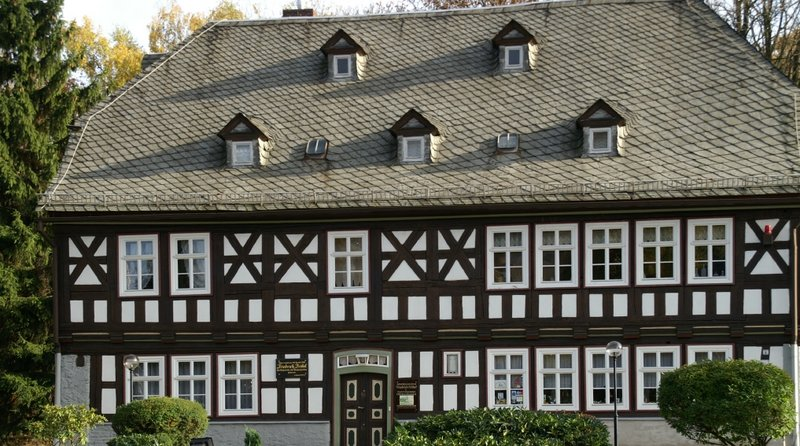
Fröbelhaus Oberweißbach, Schwarzatal

- Saalfeld, Landkreis Saalfeld-Rudolstadt
  - Stadtmuseum im ehemaligen Franziskanerkloster Saalfeld
  - Stadtschloss mit Schlossmuseum
  - Saale-Galerie
  - Saalfelder Feengrotten
- Saalfeld, Ortsteil Dittrichshütte, Landkreis Saalfeld-Rudolstadt
  - Windmühle Dittrichshütte
- Saalfeld, Ortsteil Reichmannsdorf, Landkreis Saalfeld-Rudolstadt
  - Museum „Rotschnabelnest“
  - Porzellanmuseum Reichmannsdorf
- Saalfeld, Ortsteil Schmiedefeld, Landkreis Saalfeld-Rudolstadt
  - Bergbaumuseum und Schaubergwerk Morassina
- Schalkau, Landkreis Sonneberg
  - Goldmuseum Theuern
- Schleiz, Saale-Orla-Kreis
  - Alte Münze
- Schleiz, Ortsteil Burgk, Saale-Orla-Kreis
  - Museum Schloss Burgk
  - Neue Galerie und Pirckheimer Kabinett
- Schleusingen, Landkreis Hildburghausen
  - Naturhistorisches Museum
  - Schloss Bertholdsburg
- Schleusingen, Ortsteil Hinternah, Landkreis Hildburghausen
  - Dorfmühle Hinternah
- Schmalkalden, Landkreis Schmalkalden-Meiningen
  - Museum Schloss Wilhelmsburg
  - Technisches Denkmal Neue Hütte
- Schmalkalden, Ortsteil Asbach, Landkreis Schmalkalden-Meiningen
  - Schaubergwerk „Finstertal“
- Schmölln, Landkreis Altenburger Land
  - Knopf- und Regionalmuseum
  - Dorfmuseum Altkirchen
- Schwarza, Landkreis Schmalkalden-Meiningen
  - Heimatmuseum Schwarza
- Schwarzatal, Landkreis Saalfeld-Rudolstadt
  - Memorialmuseum Friedrich Fröbel
- Schwarzburg, Landkreis Saalfeld-Rudolstadt
  - Kaisersaal
- Seebach, Wartburgkreis
  - Heimatstube Seebach
- Seitenroda, Saale-Holzland-Kreis
  - Museum Leuchtenburg
- Sitzendorf, Landkreis Saalfeld-Rudolstadt
  - Regionalmuseum in der Sitzendorfer Porzellanmanufaktur
  - Sitzendorfer Bauernmuseum
- Sömmerda, Landkreis Sömmerda
  - Stadtmauertürme Sömmerda
- Sondershausen, Kyffhäuserkreis
  - Schlossmuseum
  - Schaubergwerk, tiefstgelegenes Kalibergwerk der Welt
  - Mikwe von Sondershausen, bedeutendes jüdisches Ritualbad des Mittelalters
- Sonneberg, Landkreis Sonneberg
  - Deutsches Spielzeugmuseum
  - Museum der Sternwarte Sonneberg
  - Städtische Galerie Sonneberg
- Stadtilm, Ilm-Kreis
  - Heimatmuseum Stadtilm
- Stadtilm, Ortsteil Niederwillingen, Ilm-Kreis
  - Tunnelmuseum zum Bau der A 71
- Stadtilm, Ortsteil Singen, Ilm-Kreis
  - Museumsbrauerei Singen
- Steinach, Landkreis Sonneberg
  - Museum Steinacher Spielzeugschachtel
  - Deutsches Schiefermuseum
- Steinbach-Hallenberg, Landkreis Schmalkalden-Meiningen
  - Metallhandwerksmuseum
- Steinbach-Hallenberg, Ortsteil Viernau, Landkreis Schmalkalden-Meiningen
  - Geflügelmuseum
- Straufhain, Ortsteil Streufdorf, Landkreis Hildburghausen
  - Zweiländermuseum Rodachtal
- Südeichsfeld, Ortsteil Katharinenberg, Unstrut-Hainich-Kreis
  - Grenzturm Katharinenberg
- Suhl
  - Fahrzeugmuseum
  - Waffenmuseum Suhl
  - Biosphärenreservat Vessertal
  - Museum der Gehlberger Glastradition

## T
- Tambach-Dietharz, Landkreis Gotha
  - Heimatstube Tambach-Dietharz

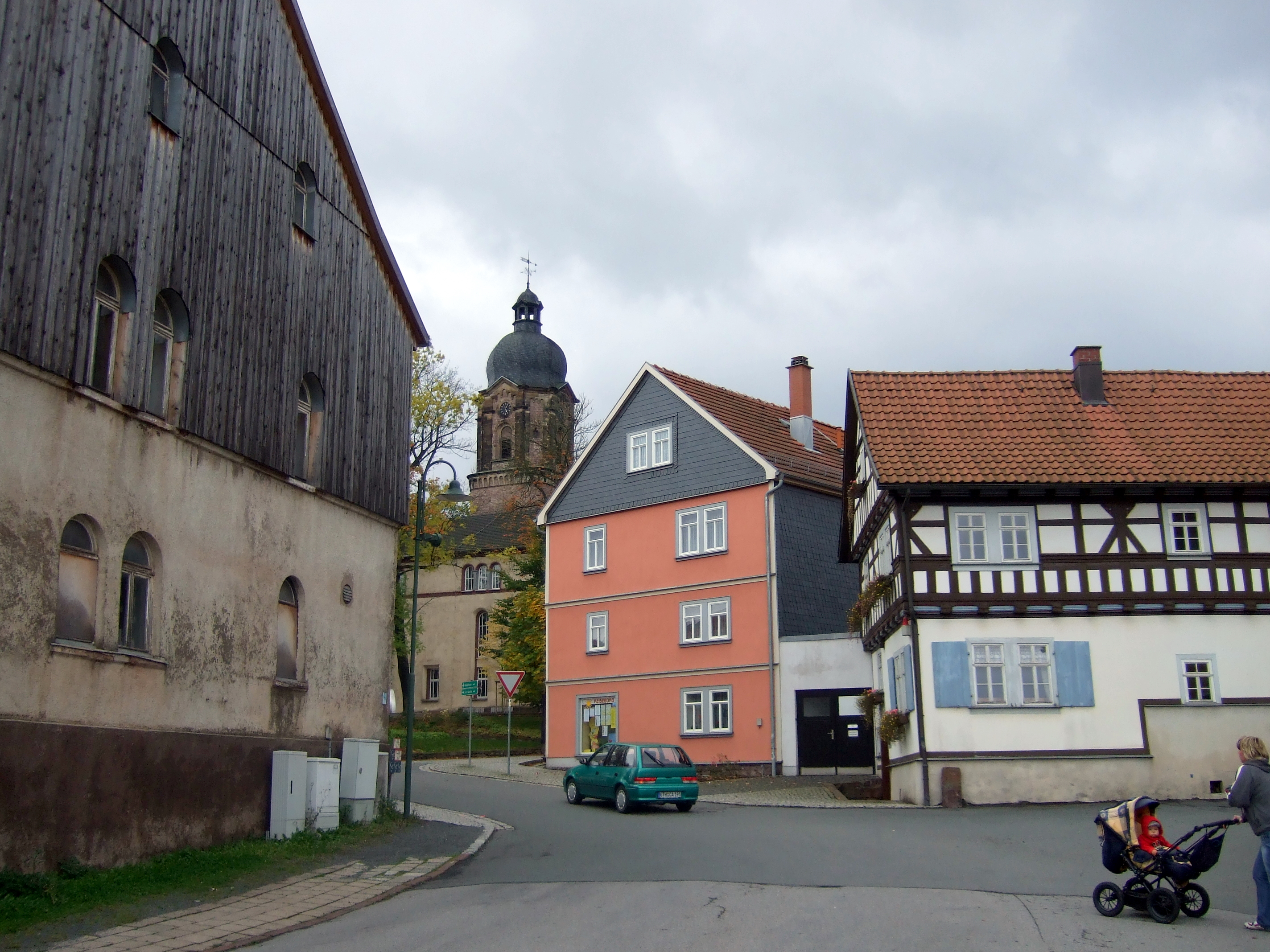
Heimatstube in Tambach-Dietharz

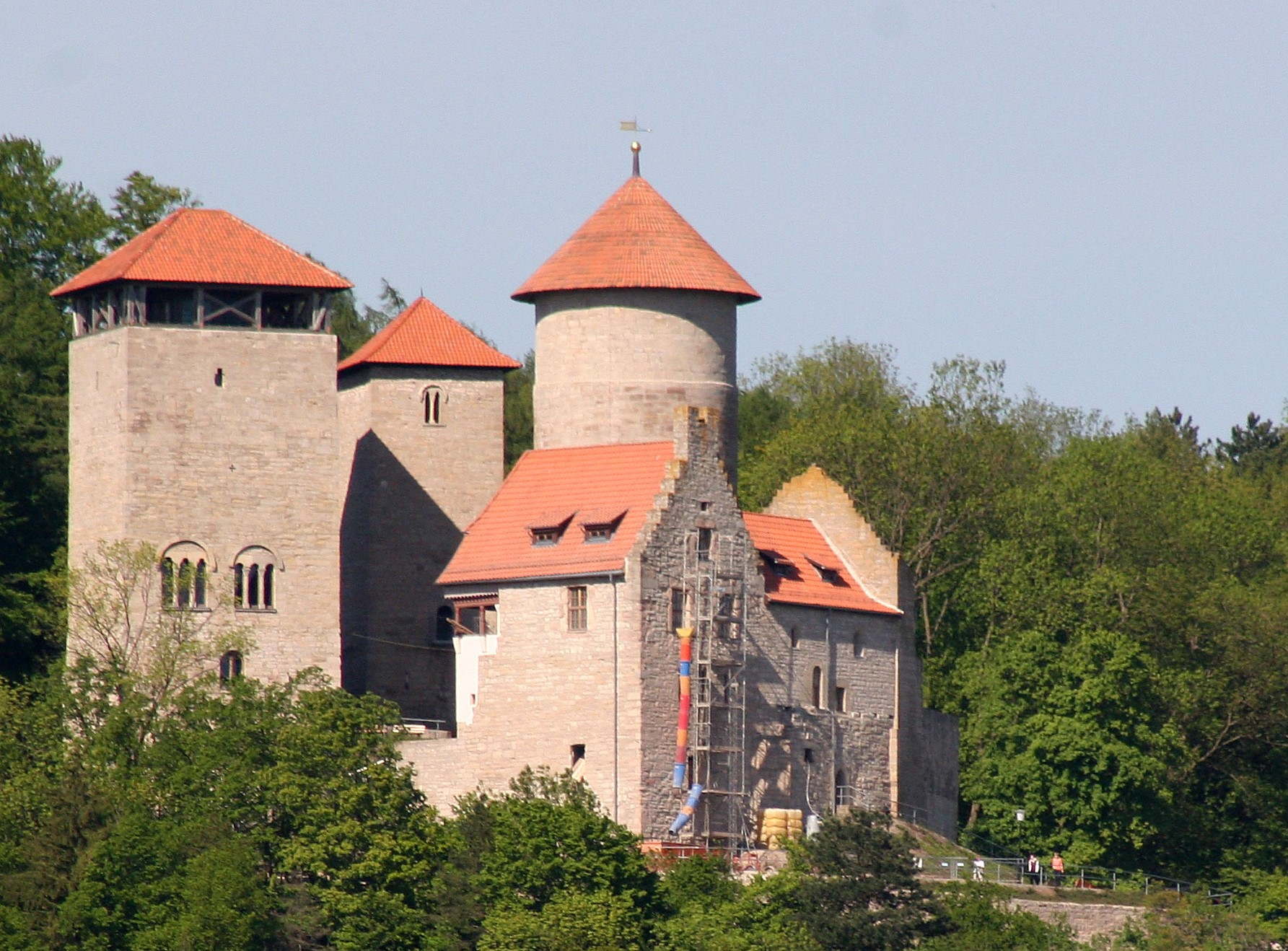
Burg Normannstein in Treffurt

- Tanna, Ortsteil Rothenacker, Saale-Orla-Kreis
  - Nicolaus Schmidt-Cünzel
- Teistungen, Landkreis Eichsfeld
  - Grenzlandmuseum Eichsfeld
- Treben, Altenburger Land
  - Technisches Museum
- Treffurt, Wartburgkreis
  - Burgmuseum Burg Normannstein
  - Heimatmuseum Treffurt
  - Heimatstube im Güldenen Stift, Stadtteil Falken
  - Heimatstube im Stadtteil Großburschla

## U
- Uder, Landkreis Eichsfeld
  - Schulmuseum
- Unterwellenborn, Landkreis Saalfeld-Rudolstadt
  - Heimatmuseum Könitz
  - Technisches Schauobjekt
- Uhlstädt-Kirchhasel, Landkreis Saalfeld-Rudolstadt
  - Flößereimusem Uhlstädt
  - Museum Schloss Kochberg, im Ortsteil Großkochberg

## V
- Vacha, Wartburgkreis
  - Museum in der Burg Wendelstein
- Vogtei, Ortsteil Niederdorla, Unstrut-Hainich-Kreis
  - Freilichtmuseum germanischer Kultstätten Opfermoor

## W
- Waltershausen, Landkreis Gotha
  - Museum Schloss Tenneberg

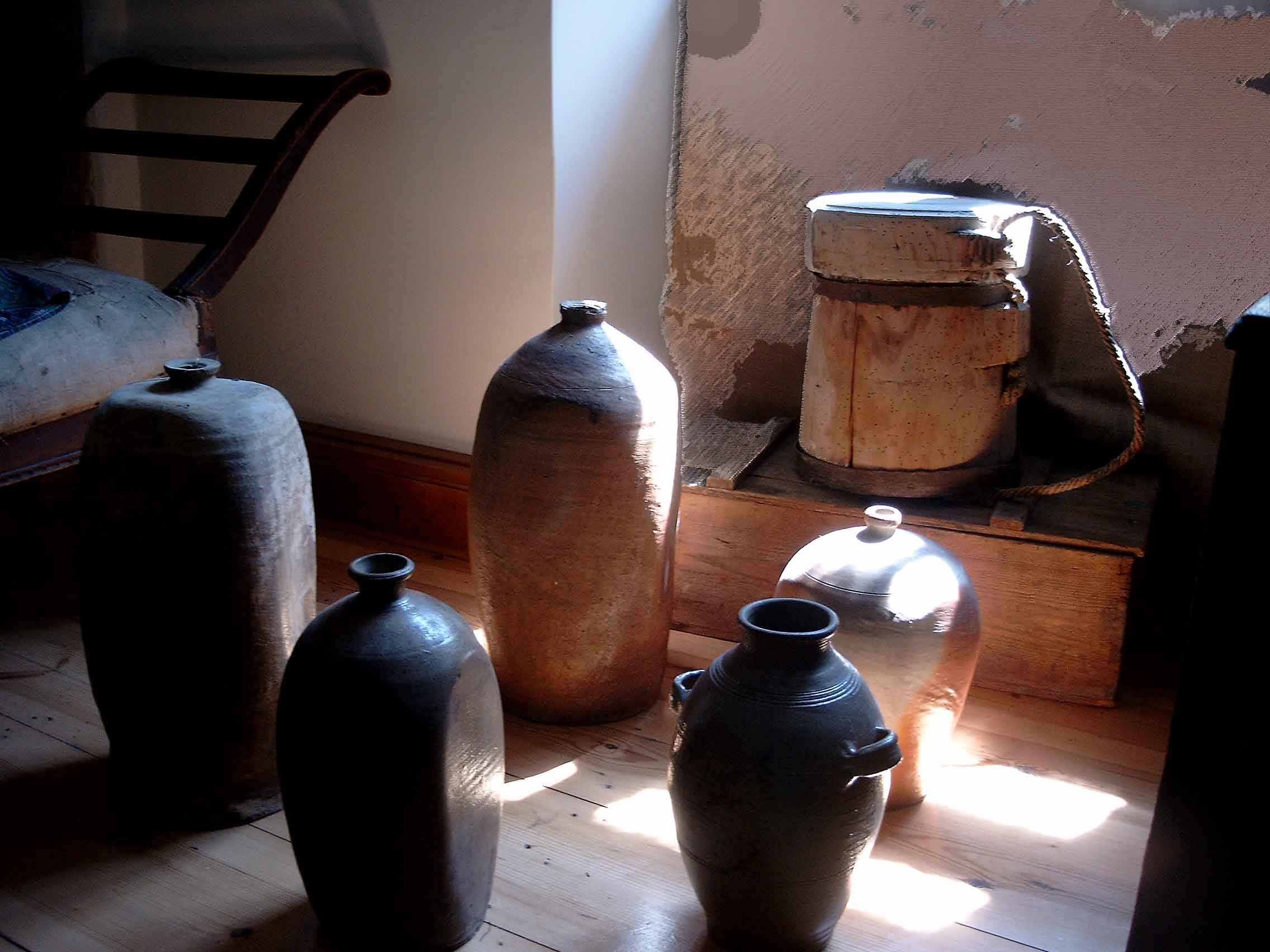
Ausstellung im Museum Schloss Tenneberg, Waltershausen

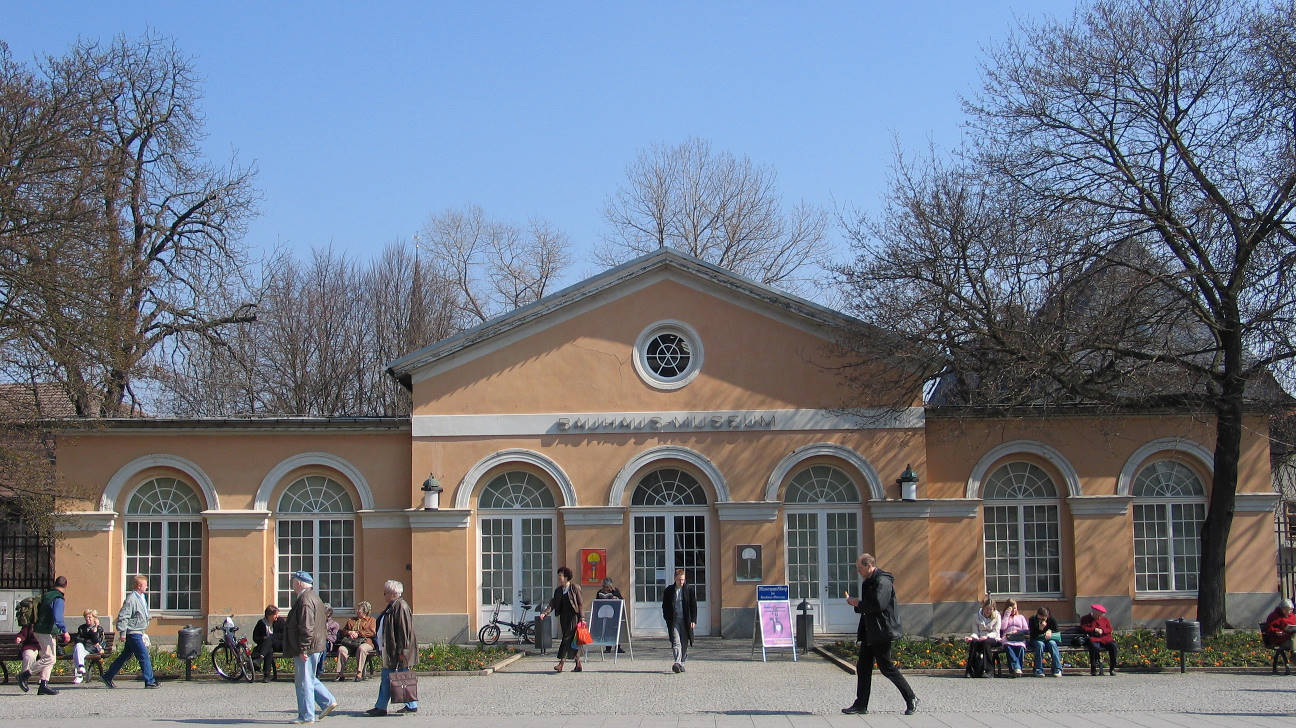
Haus der Weimarer Republik, Weimar

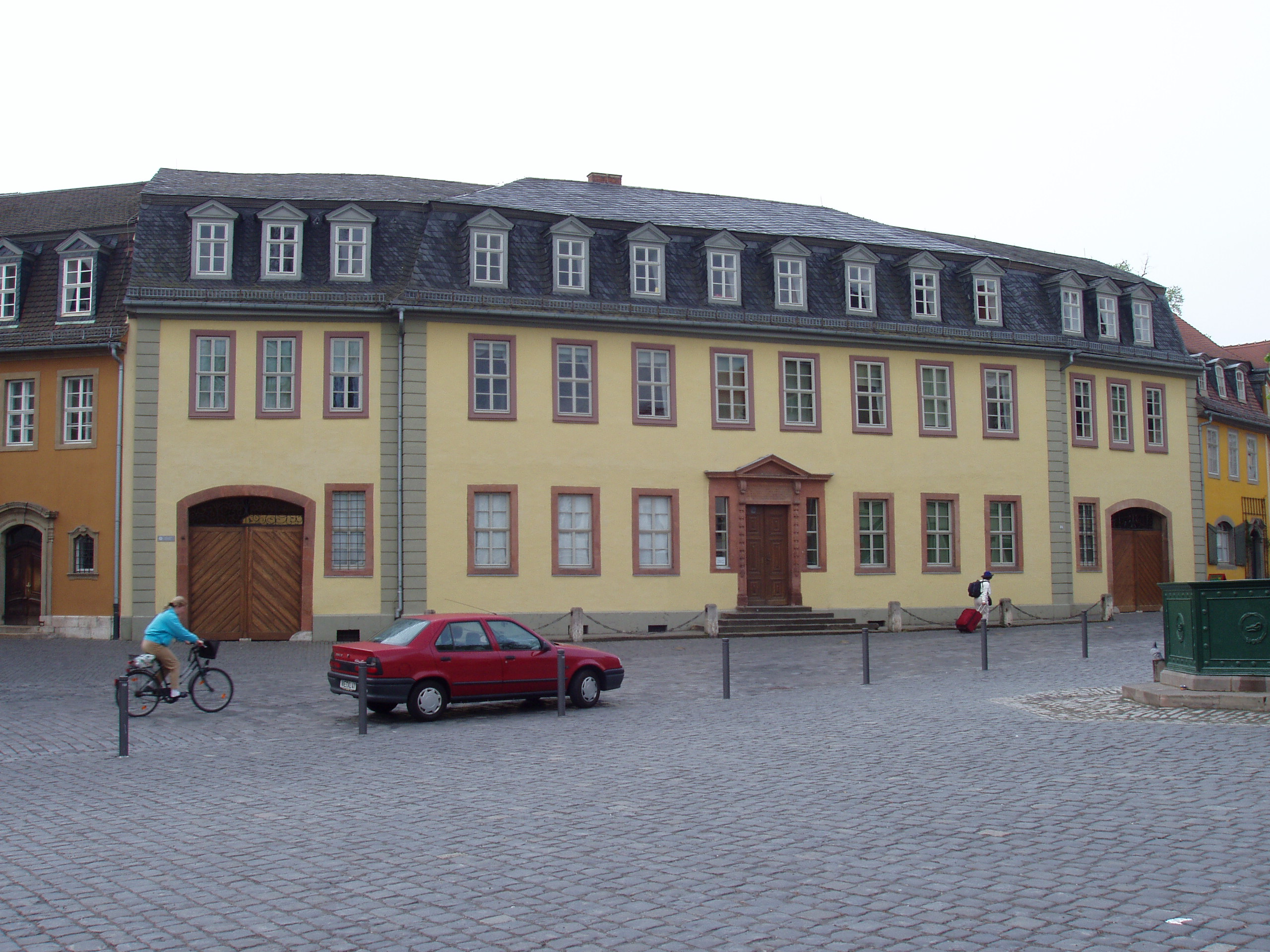
Goethes Wohnhaus mit Goethe-Nationalmuseum, Weimar

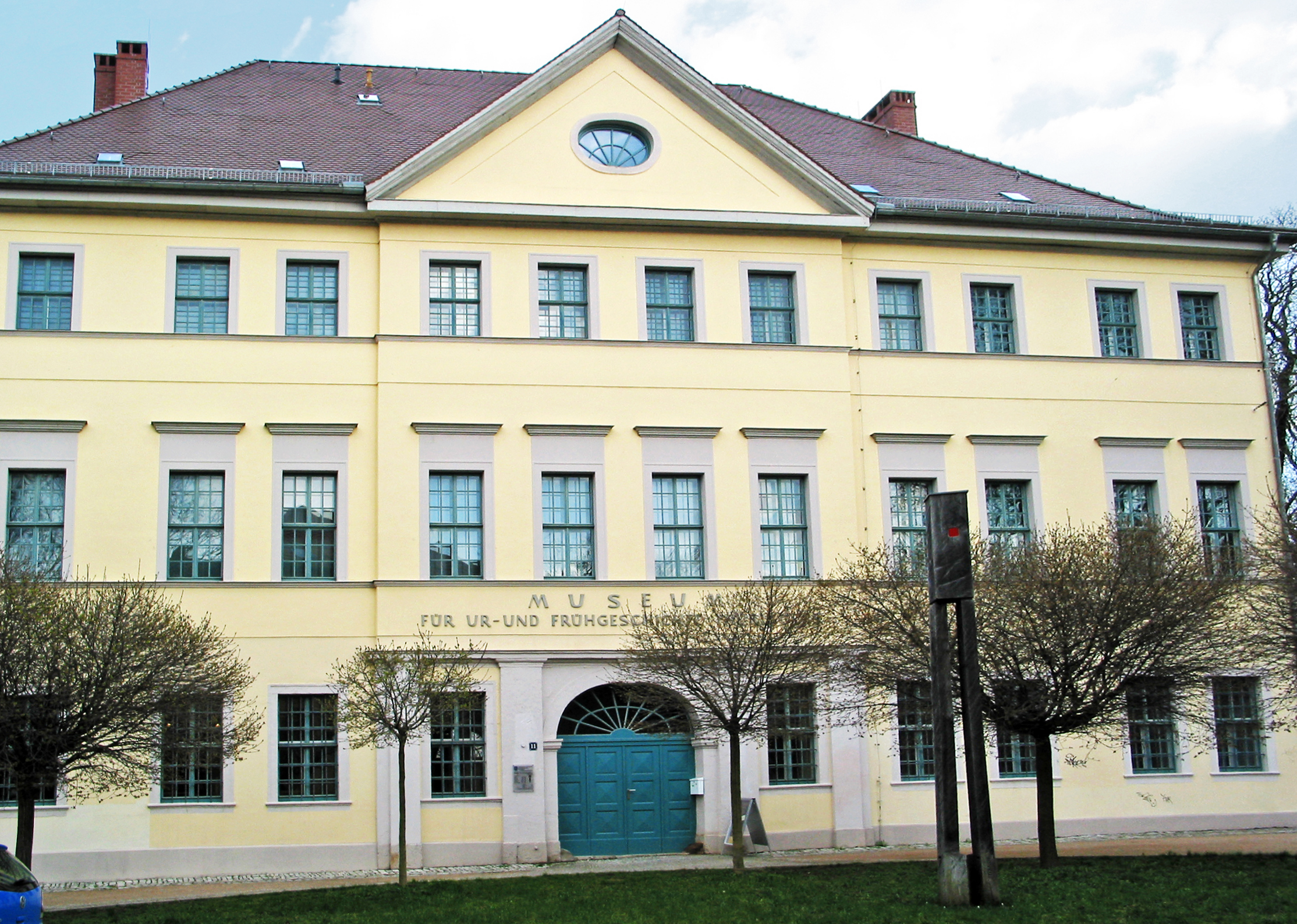
Museum für Ur- und Früh- geschichte Thüringens, Weimar

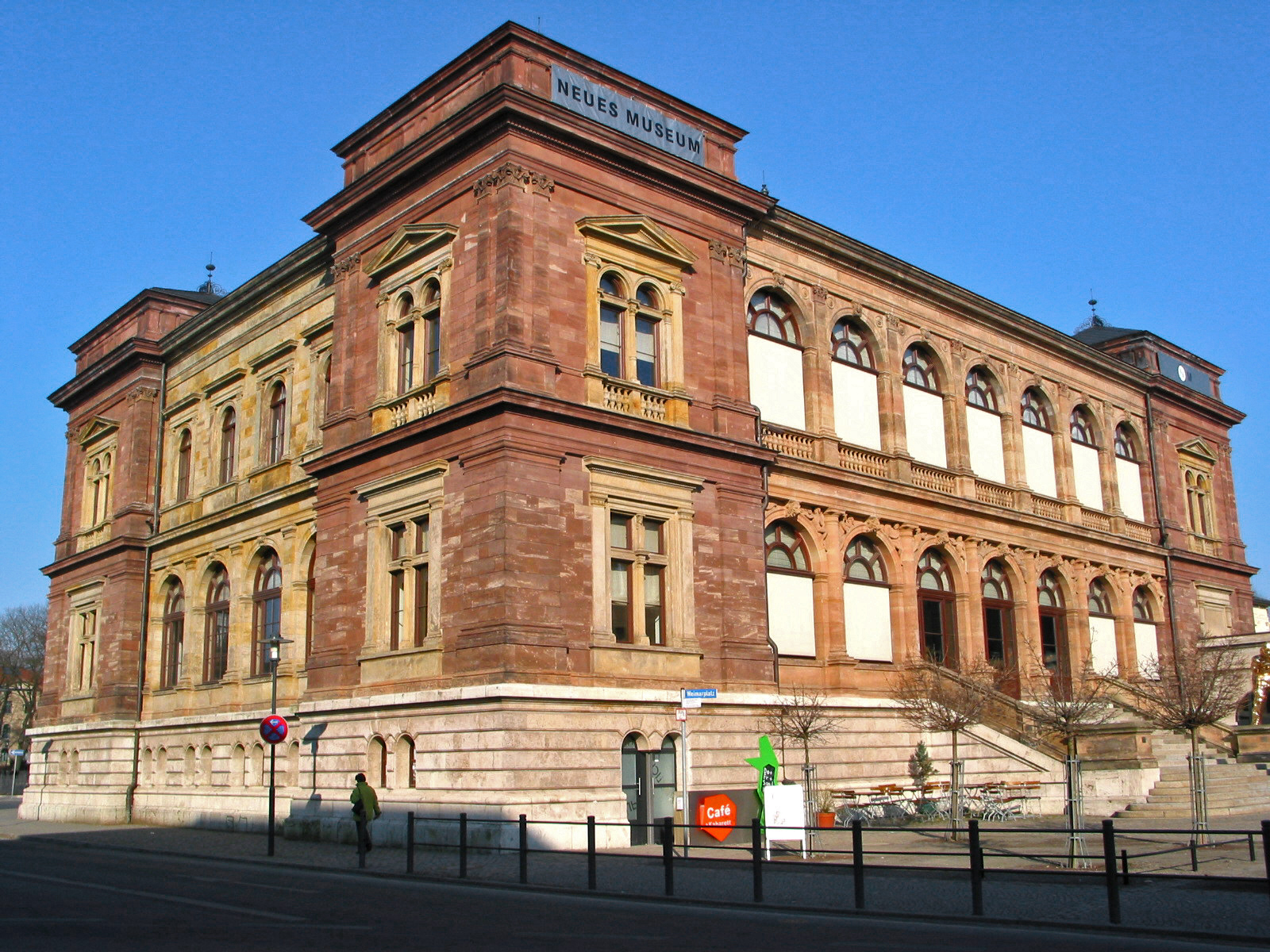
Neues Museum Weimar

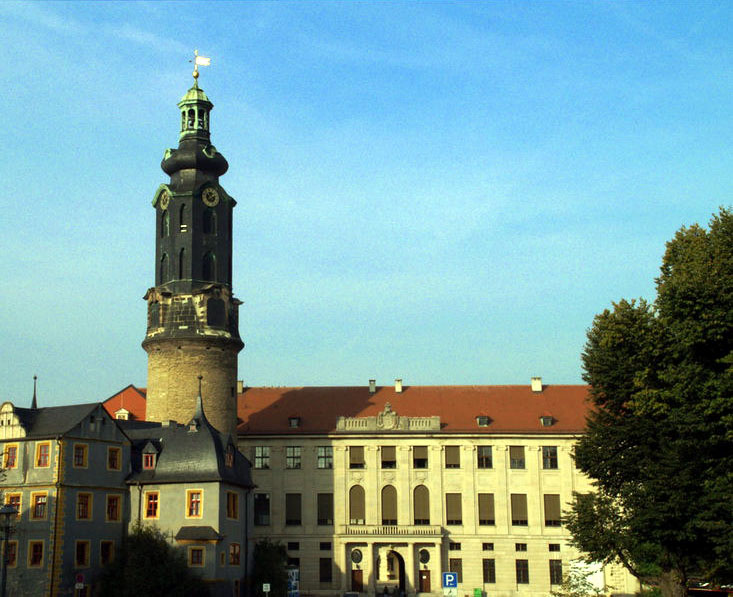
Schlossmuseum Weimar

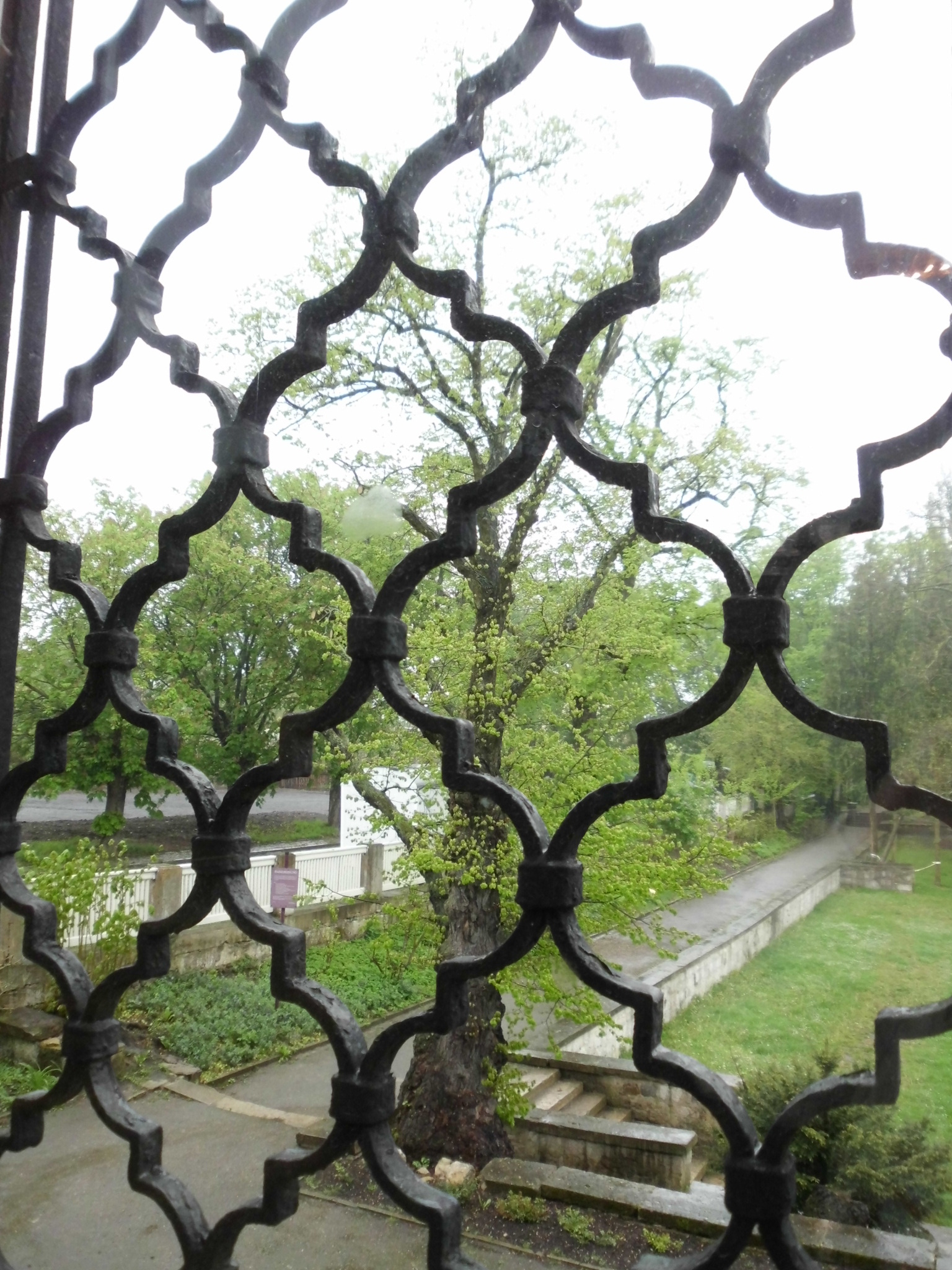
Landgut Holzdorf bei Weimar

- Waltershausen, Ortsteil Schnepfenthal, Landkreis Gotha
  - Museum der Salzmannschule Schnepfenthal
  - Gedenkstätte für Christian Gotthilf Salzmann
- Wasungen, Landkreis Schmalkalden-Meiningen
  - Stadtmuseum Wasungen
- Weida, Landkreis Greiz
  - Galerie im Turm
  - Museum auf der Osterburg
- Weimar
  - Albert-Schweitzer-Gedenk- und Begegnungsstätte im Musäushaus
  - Bauhaus-Museum
  - Deutsches Bienenmuseum Weimar
  - Eisenbahnmuseum Weimar
  - Fürstengruft
  - Gedenkstätte Buchenwald
  - Ginkgo-Museum
  - Goethes Gartenhaus
  - Goethe-Nationalmuseum und Goethes Wohnhaus
  - Goethe- und Schiller-Archiv
  - Haus der Weimarer Republik
  - Haus Hohe Pappeln
  - Herzogin Anna Amalia Bibliothek
  - Kassengewölbe
  - Kirms-Krackow-Haus
  - Kunsthalle „Harry Graf Kessler“ (vormals: Kunstkabinett am Goetheplatz)
  - Landgut Holzdorf mit Sammlung von Otto Krebs
  - Liszt-Haus
  - Museum für Ur- und Frühgeschichte Thüringens
  - Museum Schloss Tiefurt
  - Musterhaus Am Horn
  - Neues Museum Weimar
  - Nietzsche-Archiv
  - Parkhöhle
  - Pavillon-Presse Weimar
  - Römisches Haus
  - Schillers Wohnhaus
  - Schiller-Museum
  - Schlossmuseum Weimar
  - Schloss Belvedere mit Orangerie
  - Stadtmuseum Weimar im Bertuchhaus
  - Weimarhaus
  - Wittumspalais
- Weißensee, Landkreis Sömmerda
  - Burgmuseum Runneburg
- Werra-Suhl-Tal, Wartburgkreis
  - Puppenmuseum im Stadtteil Wünschensuhl
- Wutha-Farnroda, Wartburgkreis
  - Hörselbergmuseum
- Wurzbach, Saale-Orla-Kreis
  - Heimatmuseum Zur Alten Dorfschmiede Heberndorf
  - Technisches Schaudenkmal Heinrichshütte

## Z
- Zella-Mehlis, Landkreis Schmalkalden-Meiningen
  - Galerie Bürgerhaus
  - Technisches Museum Gesenkschmiede
  - Stadtmuseum in der Beschußanstalt
  - Heimatmuseum Benshausen
- Zeulenroda-Triebes, Landkreis Greiz
  - Städtisches Museum Zeulenroda
- Ziegenrück, Saale-Orla-Kreis
  - Wasserkraftmuseum Ziegenrück